# Wolfgang Amadeus Mozart

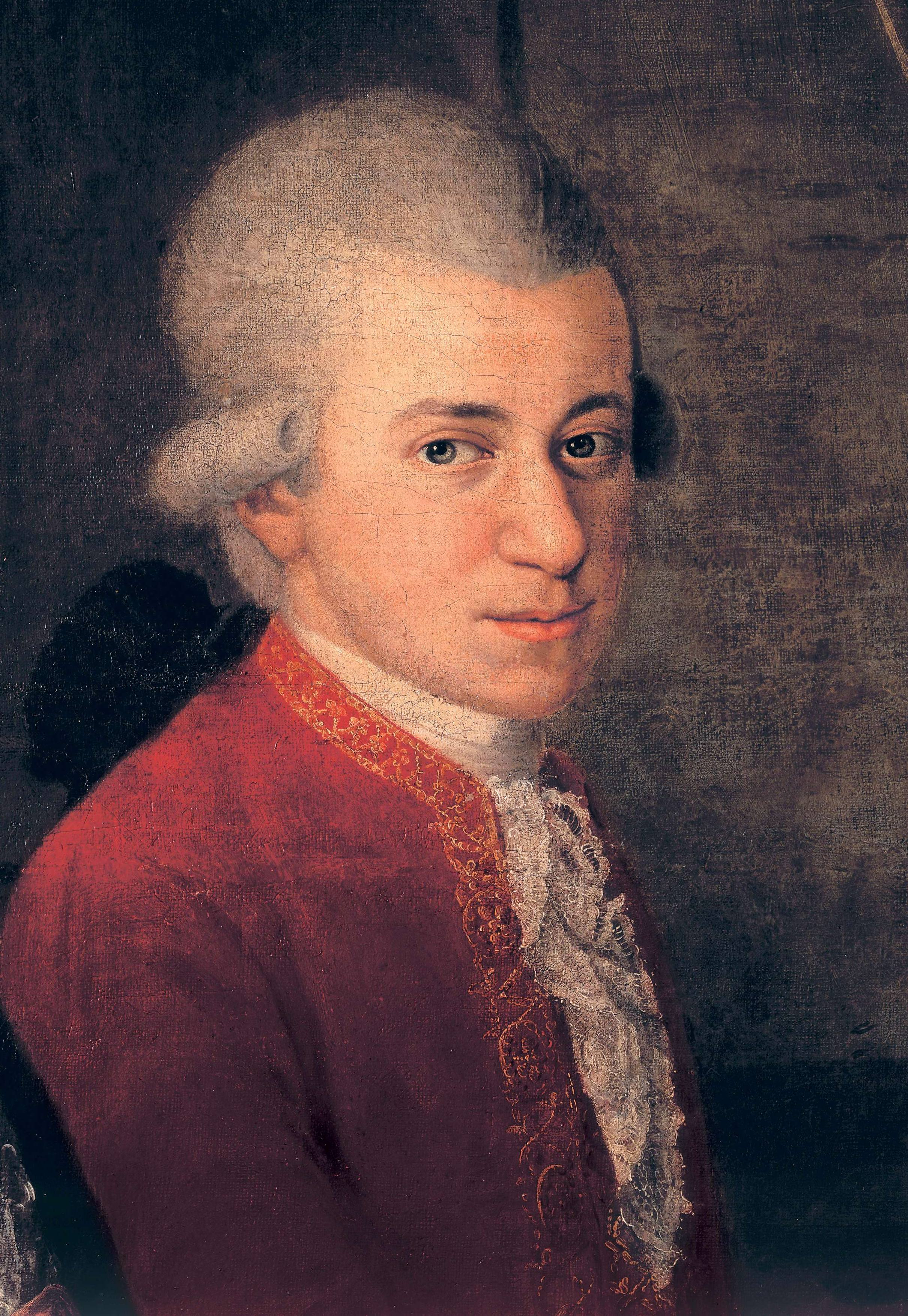
W. A. Mozart, bearbeitetes Detail aus dem Johann Nepomuk della Croce zugeschriebenen Familienbild (ca. 1781)

Wolfgang Amadeus Mozart (* 27. Jänner 1756 in Salzburg, Erzstift Salzburg; † 5. Dezember 1791 in Wien, Österreich), der überwiegend mit Wolfgang Amadé Mozart unterschrieb, war ein Salzburger Musiker und Komponist der Wiener Klassik. Sein umfangreiches Werk genießt weltweite Popularität und gehört zum bedeutendsten im Repertoire klassischer Musik.

## Leben

### Wunderkind (1756–1766)
Wolfgang Amadeus Mozart kam am 27. Jänner 1756 um acht Uhr abends in Salzburg in der Getreidegasse 9 in einer Dreizimmerwohnung eines Mehrfamilienhauses (Hagenauerhaus) zur Welt und wurde am nächsten Vormittag um zehn Uhr im Salzburger Dom von Stadtkaplan Leopold Lamprecht auf den Namen Joannes Chrysostomus Wolfgangus Theophilus getauft und so im Taufbuch eingetragen (sein Vater Leopold Mozart verwendete die Namensform Joannes Chrisostomus Wolfgang Gottlieb). Er wurde in der Familie Wolfgang, als Kind auch Wolferl, Woferl oder Wolfgangerl genannt. Wolfgang war das siebte und jüngste Kind seiner Eltern, und das zweite, das überlebte. Seine Geschwister hießen Johannes Leopold Joachim (* 1748, starb im sechsten Lebensmonat), Maria Anna Cordula (* 1749, wurde sechs Tage alt), Maria Anna Nepomucena Walburga (* 1750, starb im dritten Lebensmonat), Maria Anna Walburga Ignatia – die Nannerl (* 1751, wurde 78 Jahre alt), Johann Baptist Karl Amadeus (* 1752, wurde nicht ganz drei Monate alt) und Maria Crescentia Franziska de Paula (* 1754, starb im zweiten Lebensmonat). Sein Vater war der aus Augsburg zum Studium an der Benediktineruniversität (1622–1810) nach Salzburg gezogene, fürstbischöfliche Kammermusikus (ab 1757 Hofkomponist und ab 1763 Vizekapellmeister) Leopold Mozart, seine Mutter die in Sankt Gilgen aufgewachsene Anna Maria Pertl.

W. A. Mozart in Hofkleidung auf einem Ölgemälde von Pietro Antonio Lorenzoni von 1763. Vater Mozart in einem Brief am 19. Oktober 1762: „Wollen Sie wissen wie des Woferl Kleid aussieht? – Es ist solches vom feinsten Tuch liloa=Farb … Es war für den Prinz Maximilian gemacht …“

Bereits im Alter von vier Jahren erhielt Wolfgang, zusammen mit seiner fünf Jahre älteren Schwester Maria Anna Mozart, der Nannerl, vom Vater den ersten Musik- und allgemeinbildenden Unterricht – Musikunterricht im „Clavier“- (siehe unten: Mozarts Tasteninstrumente) und Violinespiel (→ Mozarts Kindergeige) sowie in Komposition. Schon 1761 trug Vater Leopold in das „Nannerl-Notenbuch“, das er 1759 als Klavierschule für seine Tochter angelegt hatte, das dann bald auch ihr Bruder benutzte, und in dem dessen erste Kompositionsversuche verzeichnet wurden, ein Andante in C-Dur (KV 1/1a) und ein Allegro in G-Dur (KV 1/1b) als „Des Wolfgangerl Compositiones in den ersten 3 Monaten nach seinem 5ten Jahre“ ein; es folgten ein Allegro in F-Dur (KV 1/1c) und ein Menuetto in F-Dur (KV 1/1d), datiert auf den 11. bzw. 16. Dezember 1761. Das fälschlicherweise immer wieder als früheste Komposition genannte Menuett G-Dur mit einem Trio in C-Dur (KV 1/1e) entstand vermutlich erst 1764. 
Auch Mozarts Begabung im Spiel der Instrumente zeigte sich früh. 1762 begann Leopold Mozart mit seiner Familie auf Reisen zu gehen, um seine „Wunderkinder“ an europäischen Höfen vorzustellen und ihnen zugleich kulturelle Kenntnisse über die besuchten Länder zu vermitteln.
Am 12. Januar 1762 begab er sich mit ihnen auf eine dreiwöchige Reise nach München, „wo sich Nannerl und Wolfgang vor dem bayerischen Kurfürsten Maximilian III. Joseph produzierten“. Am 20. September 1762 reisten beide Eltern und die Kinder gemeinsam über Passau, Linz und weitere Stationen nach Wien, wo sie am 6. Oktober eintrafen. Am 13. Oktober 1762 traten Maria Anna und Wolfgang vor Kaiserin Maria Theresia und ihrer Familie auf. Als sie am 21. Oktober erneut nach Schönbrunn eingeladen waren, erkrankte Wolfgang allerdings am selben Abend; weitere Termine in der Stadt mussten abgesagt werden. Vom 11. bis zum 24. Dezember hielten die Mozarts sich in Pressburg auf, wo Leopold "einen guten Reisewagen kauffte, um beÿ der kalten Jahrszeit bequemmer nach Hause reisen zu können". Am Anfang des Jahres 1763 war die Familie zurück in Salzburg.

Nach den Erfolgen in München und Wien startete die Familie am 9. Juni 1763 zu einer ausgedehnten Tournee durch die deutschen Lande und Westeuropa, die bis zur Rückkehr nach Salzburg am 29. November 1766 dreieinhalb Jahre dauerte. Wichtige Stationen waren München, Augsburg, Ludwigsburg, Schwetzingen, Heidelberg, Mainz, Frankfurt am Main, Koblenz, Köln, Aachen, Brüssel, Paris (Ankunft am 18. November 1763), Versailles, London (Ankunft am 23. April 1764), Dover, Belgien, Den Haag (10. September 1765), Amsterdam, Utrecht, Mechelen, erneut Paris (Ankunft 10. Mai 1766), Dijon, Lyon, Genf, Lausanne, Bern, Zürich, Donaueschingen, Ulm und München, wo die Kinder an Fürsten- und Königshöfen und in öffentlichen Akademien musizierten. Während dieser Reisen entstanden die vier Sonaten für Cembalo mit optionaler Violinbegleitung, Sonates pour le Clavecin qui peuvent se jouer avec l’accompagnement de Violon (KV 6 bis 9) (in der Literatur oft als Sonaten „für Klavier und Violine“ bezeichnet), die als erste Kompositionen Mozarts 1764 in Paris gedruckt wurden. 1764/1765 komponierte er auch seine 1. Sinfonie Es-Dur (KV 16).

In London wurde Mozart mit den Gattungen der italienischen Sinfonia und der Opera seria vertraut gemacht. Er lernte dort den zwanzig Jahre älteren Johann Christian Bach kennen, den er zeitlebens verehren und der großen Einfluss auf sein künftiges Schaffen haben sollte, und musizierte mit ihm:
„Herr Johann Christian Bach […] nahm den Sohn zwischen die Füsse, jener spielte etwelche tact, dann fuhr der andre fort, und so spielten sie eine ganze Sonaten, und wer solches nicht sahe, glaubte es wäre solche allein von einem gespielt.“
Wegen einer schweren Erkrankung Leopold Mozarts im Juni 1765 zog sich die Familie für sieben Wochen nach Chelsea zurück. In dieser Zeit begann eine erste Ablösung Wolfgangs von seinem Vater: „ein Großteil der Stücke aus dem sogenannten Londoner Skizzenbuch [(KV 15a-15ss)] entsteht in diesen Wochen, als der Vater dem Sohn nicht über die Schulter schauen und ihn beaufsichtigen kann.“ Am 24. Juli 1765 konnte die Familie London verlassen.
Berichte von den Reisen schickte Leopold Mozart regelmäßig an seinen Freund, Hausherrn und Finanzier, den Salzburger Kaufmann Lorenz Hagenauer (1712–1792). „Die Briefe […] waren dabei keineswegs als rein persönliche Mitteilung an den Adressaten gedacht, sondern eher als halböffentliche Nachrichten, die im Freundes- und Bekanntenkreis herumgereicht und gelesen wurden, die nicht zuletzt auch für die Ohren der Obrigkeit gedacht waren […].“ Diese Zeugnisse und später, wenn nicht mehr die gesamte Familie gemeinsam unterwegs war, der persönliche Briefverkehr zwischen den Reisenden und den Daheimgebliebenen, sind die wichtigsten der Nachwelt überlieferten biographischen Dokumente über Mozarts Kindheit und Jugendzeit. „Über die genauen Planungen der Reisen können nur Vermutungen angestellt werden, sie wurden aber offenbar gelenkt durch ein ausgeklügeltes System von Empfehlungsschreiben und Kontaktadressen […]. Daß den reisenden Mozarts Zugang zum Hochadel gewährt wurde, läßt sich am Ende nur durch diesen diplomatischen Status sinnvoll erklären. Der Vorsatz, der Welt ein Wunder zu verkünden [durch die Vorführung der beiden Mozart-„Wunderkinder“], scheint demnach eine Salzburger Staatsaktion gewesen zu sein […]“ (Laurenz Lütteken).

### Erste Kompositionen in Wien, erste und zweite Italienreise (1766–1771)

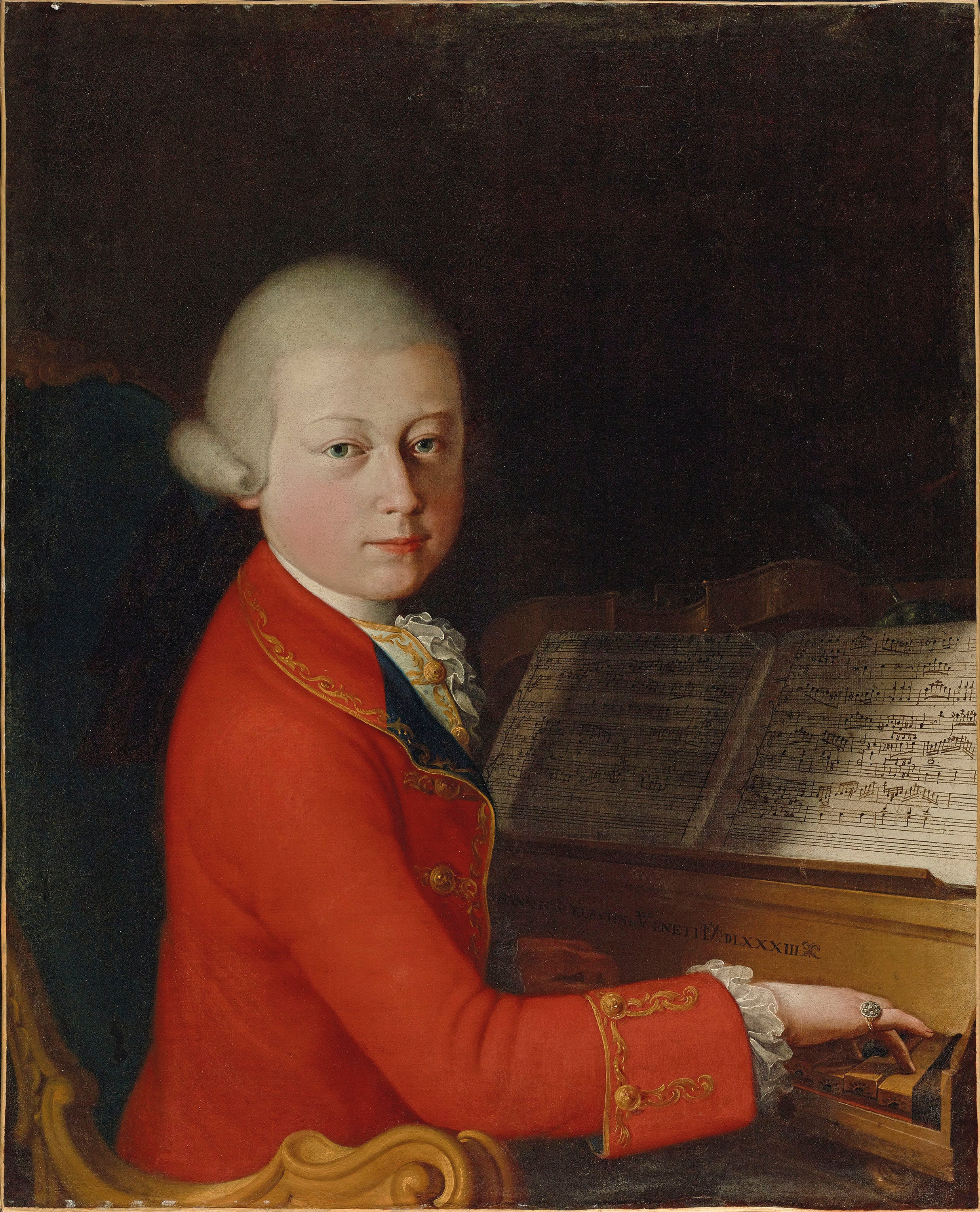
W. A. Mozart im Alter von 13 Jahren in Verona 1770, an einem Instrument des venezianischen Cembalobauers Celestini

Nach der Rückkehr fanden in Salzburg erste Uraufführungen von Werken Mozarts statt, darunter die Schuloper Die Schuldigkeit des ersten Gebots (KV 35), die der elfjährige Mozart zusammen mit den wesentlich älteren Salzburger Hofmusikern Anton Cajetan Adlgasser und Michael Haydn komponiert hatte. Im September 1767 folgte eine zweite Reise mit der Familie nach Wien. Um der grassierenden Pockenepidemie zu entgehen, fuhren sie nach Brünn und Olmütz. Die Krankheit erreichte aber Wolfgang und seine Schwester auch dort. Nach der Genesung der Kinder kehrte die Familie am 10. Jänner 1768 nach Wien zurück, wo Mozart das Singspiel Bastien und Bastienne (KV 50), die Waisenhausmesse (KV 139) sowie die Opera buffa La finta semplice (KV 51) fertigstellte. Letztere hatte er zwar aufgrund einer Idee des Kaisers Joseph II., aber ohne offiziellen Auftrag komponiert, und sie wurde nach Widerständen der beteiligten Sänger und Musiker, die sich nicht von „einem Knaben dirigieren lassen“ wollten, vom Hofintendanten Giuseppe Affligio kurzerhand abgesetzt.
Zwischen 1767 und 1769 hielt sich Mozart wiederholt im Benediktinerkloster Seeon auf, für das er die Offertorien Scande coeli limina (KV 34; 1769) und Inter natos mulierum (KV 72; 1771) komponierte. Die sogenannte „Mozarteiche“, unter der er der Überlieferung nach gerne gesessen haben soll, wächst bis heute am Seeoner See.
Nach 15 Monaten in Wien kehrte Mozart mit seiner Familie am 5. Jänner 1769 nach Salzburg zurück. Hier wurde La finta semplice am 1. Mai endlich aufgeführt, und Mozart bekam am 27. Oktober mit der Berufung zum Dritten Konzertmeister der Salzburger Hofkapelle seine erste, wenn auch noch unbesoldete Anstellung.

Mozarts erste Italienreise (eingezeichnet sind die heutigen Grenzen):
Schwarz: Reiseroute Salzburg – Neapel
Blau: Abweichungen auf der Rückroute

Knapp drei Wochen später, am 13. Dezember 1769, brach er mit seinem Vater zur ersten von drei Italienreisen auf, die – mit zwei Unterbrechungen von März bis August 1771 und von Dezember 1771 bis Oktober 1772 – insgesamt fast dreieinhalb Jahre dauern sollten.
Die erste Reise führte sie nach Verona, Mailand, Bologna, Florenz, Rom, Neapel, Turin, Venedig, Padua, Vicenza und sodann über Innsbruck nach Salzburg zurück.

In Rom gelang es Mozart, nachdem er nur ein- oder zweimal dem neunstimmigen Miserere von Gregorio Allegri zugehört hatte, das Grundgerüst dieser vom Vatikan streng geheim gehaltenen Partitur aus dem Gedächtnis fehlerfrei niederzuschreiben. Dabei ist nicht klar, inwieweit die Sänger Stimmen improvisierend koloriert haben, und ob Mozart das aufschreiben konnte. Das Original der Transkription ist nicht überliefert, und jüngere Untersuchungen geben durchaus nachvollziehbare Erklärungen für die scheinbar unbegreifliche Leistung. Erleichtert wurde die Niederschrift etwa durch die Wiederholungsstruktur des Stücks.

Von Papst Clemens XIV. wurde Mozart am 4. Juli 1770 in Rom zum Ritter vom Goldenen Sporn ernannt, doch machte er im Gegensatz zu Gluck von dem Privileg, sich „Ritter“ zu nennen, nie Gebrauch.

Bei Padre Giovanni Battista Martini in Bologna studierte Mozart Kontrapunkt und wurde nach einer Klausur in die Accademia Filarmonica di Bologna aufgenommen. Er begegnete so bedeutenden Musikern wie Giovanni Battista Sammartini und Niccolò Piccinni in Mailand, Pietro Nardini in Florenz und Giovanni Paisiello in Neapel. Am 26. Dezember 1770 fand mit großem Erfolg die Uraufführung seiner Opera seria Mitridate, re di Ponto (KV 87) in Mailand statt.

Am 28. März 1771 waren Mozart und sein Vater zurück in Salzburg, aber bereits am 13. August brachen sie zu ihrer zweiten Italienreise auf. Die Serenata teatrale Ascanio in Alba (KV 111) wurde am 17. Oktober 1771 in Mailand zur Feier der Hochzeit von Erzherzog Ferdinand Karl und Maria Beatrice d’Este uraufgeführt.

Hoffnungen auf eine Anstellung in Italien erfüllten sich indessen nicht. Vater und Sohn trafen am 15. Dezember 1771 wieder in Salzburg ein.

### Konzertmeister in Salzburg (1772–1777), dritte Italienreise, Reisen nach Wien und München

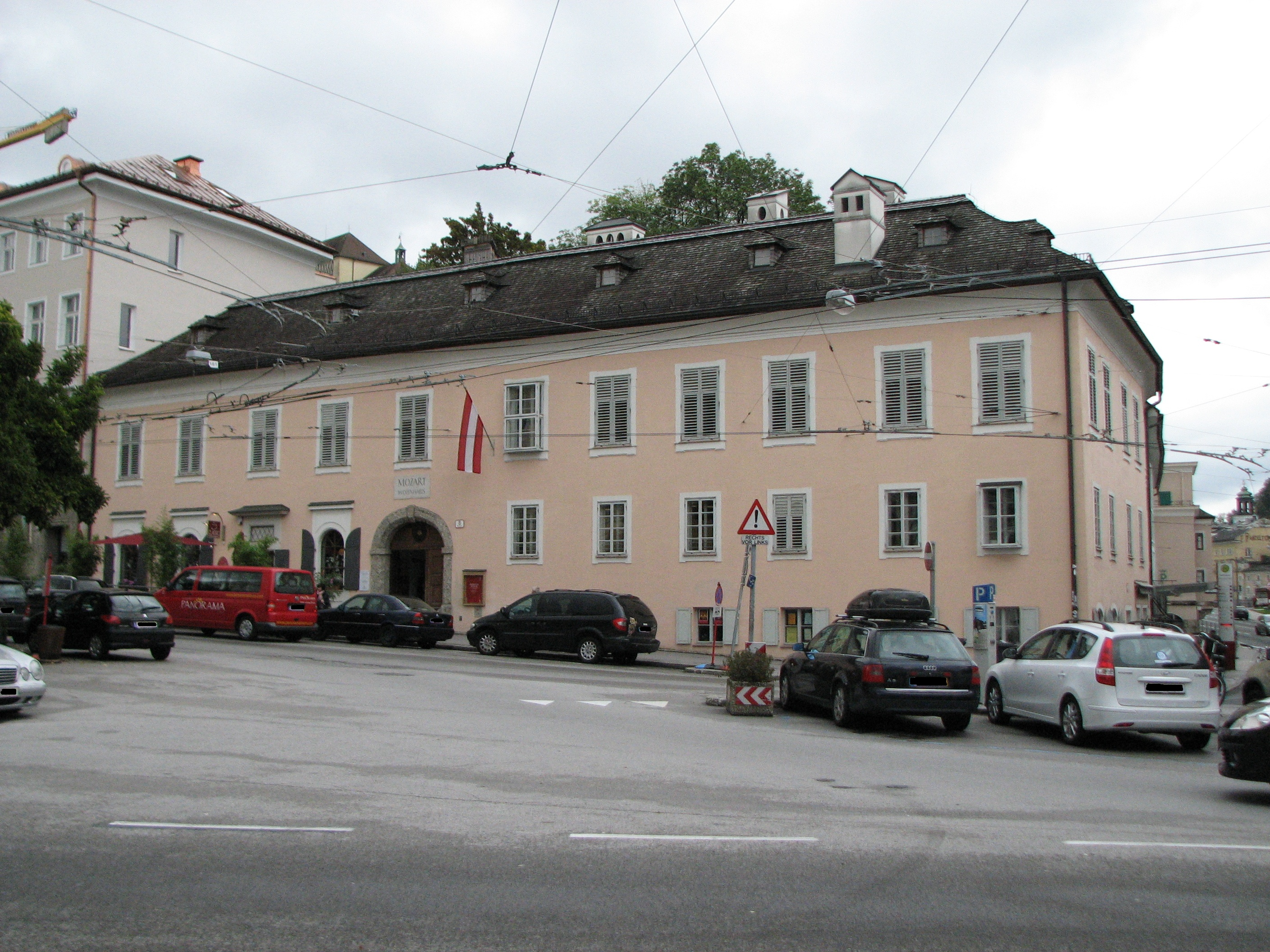
Tanzmeisterhaus, Wohnhaus der Familie Mozart ab 1773 (Rekonstruktion ca. 1995)

Im Jahr 1772 wurde Hieronymus Franz Josef von Colloredo zum Fürsterzbischof von Salzburg gewählt; er folgte dem verstorbenen Sigismund Christoph Graf von Schrattenbach nach, der in außerordentlich großzügiger Weise die Mozarts bei ihren Reisen unterstützt hatte. Mit dem sparsamen Colloredo wurde die Situation schwieriger. Von dem neuen Fürsten wurde Mozart im August zum besoldeten Konzertmeister der Salzburger Hofkapelle ernannt. Doch Wolfgang wollte dem engen Reglement des Salzburger Dienstes entkommen, und Vater und Sohn setzten ihre Reisetätigkeit mit der dritten Italienreise fort, die vom 24. Oktober 1772 bis zum 13. März 1773 dauerte. Am 26. Dezember 1772 fand im Mailänder Teatro Regio Ducale die Uraufführung des Dramma per musica Lucio Silla (KV 135) statt. In Italien komponierte Mozart auch das Exsultate, jubilate (KV 165) für den Sopranisten Venanzio Rauzzini.
Nach einigen Monaten in Salzburg reisten Mozart und sein Vater vom 14. Juli bis zum 26. September 1773 erneut nach Wien.  Welche Absichten Leopold mit dieser zunächst nur für vier Wochen geplanten Reise verband und warum sie mehrmals verlängert wurde, ist unklar. Die Briefe an seine Frau enthalten vielfach nur Andeutungen, offenbar aus Furcht vor unerwünschten Mitlesern. In einer Audienz bei Kaiserin Maria Theresia am 5. August ging es möglicherweise um Stellen in Mailand oder Florenz, Städten, die zum Habsburger Reich und somit zum Einflussbereich der Kaiserin gehörten. „S:e Mst: die Kayserin waren zwar sehr gnädig mit uns, allein dieses ist auch alles und ich muß es dir mündlich zu erzehlen auf unsere Rückkunft ersparen, dann alles lässt sich nicht schreiben.“ Im selben Jahr entstand Mozarts erstes eigenständiges Klavierkonzert (KV 175). Ab Spätherbst 1773 bewohnte die Familie den ersten Stock des Tanzmeisterhauses in Salzburg, das zuvor dem Hoftanzmeister Franz Gottlieb Spöckner (ca. 1705–1767) und nun dessen Erbin Maria Anna Raab (in der Korrespondenz der Mozarts „Mitzerl“ genannt) gehörte.
Am 6. Dezember 1774 reisten Mozart und sein Vater nach München, um am 13. Jänner 1775 der Uraufführung der Opera buffa La finta giardiniera (KV 196) in Anwesenheit von Kurfürst Maximilian III. Joseph beizuwohnen. Nach der Rückkehr am 7. März  versuchte Mozart erneut, sich in Salzburg zu etablieren. Er ließ das Dramma per musica Il re pastore (KV 208) am 23. April 1775 dort uraufführen, das allerdings beim Publikum wenig Erfolg hatte. Nach mehrfachen erfolglosen Bitten um Urlaub reichte er am 1. August 1777 sein Abschiedsgesuch beim Fürsterzbischof ein.

### Auf Stellensuche und erneut Salzburg (1777–1780)

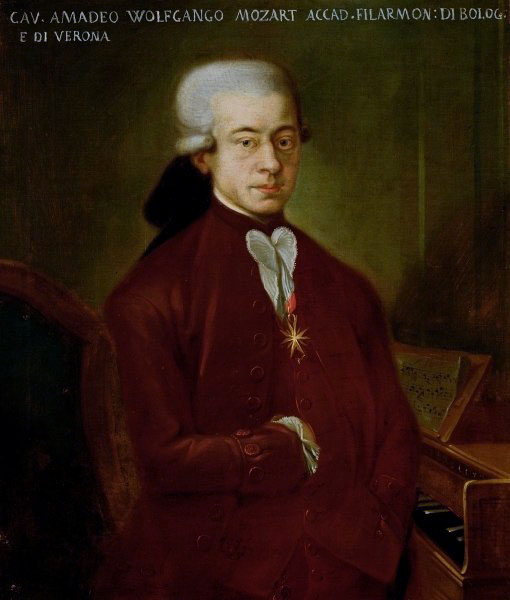
W. A. Mozart im Alter von 21 Jahren mit dem Orden vom Goldenen Sporn

#### München
Nach seiner Entlassung aus der Salzburger Hofkapelle begab sich Mozart am 23. September 1777 – diesmal in Begleitung seiner Mutter, weil Colloredo Leopold keinen Urlaub bewilligt hatte – wieder auf eine große Reise mit dem Ziel, eine neue und bessere Anstellung zu finden. Erste Station war der bayerische Kurfürstenhof in München. Doch Kurfürst Maximilian III. Joseph hatte keine freie Stelle („Vacatur“) und hielt Mozart für zu jung: „‚ich versage ihm nichts. aber iezt ist es noch zu früh.‘“ Private Initiativen – der Vorschlag des Gastwirts und Konzertveranstalters Franz Joseph Albert (1726–1789), Mozart mit Hilfe von Spenden privater Unterstützer in München zu halten, und das Angebot des befreundeten Komponisten Josef Mysliveček, sich für einen Opernauftrag in Neapel einzusetzen – verliefen ebenfalls im Sande.

#### Augsburg

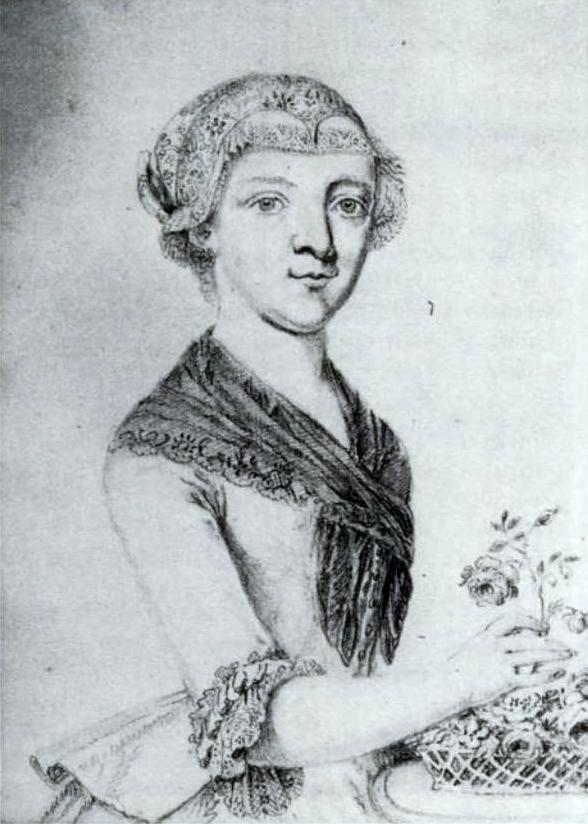
Die Cousine („Bäsle“)
Maria Anna Thekla Mozart
Bleistiftzeichung, Selbstporträt

Mozart und seine Mutter reisten am 11. Oktober 1777 nach Augsburg weiter, wo sie die Familie des Buchbinders Franz Alois Mozart, Leopolds Bruder, trafen. Mozart lernte die Fortepiani von Johann Andreas Stein kennen (siehe unten: Mozarts Tasteninstrumente) und gab am 22. Oktober 1777 im Fuggerschen Konzertsaal ein Akademie-Konzert, in dem u. a. sein Klavierkonzert für drei Klaviere (KV 242) auf Instrumenten Steins uraufgeführt wurde. Am 28. Oktober 1777 erschien in der „Augsburgischen Staats- und Gelehrten Zeitung“ eine ausführliche Rezension. Mozart freundete sich mit seiner Cousine (Base) Maria Anna Thekla Mozart an. „Daß ist wahr, wir zweÿ taugen recht zusammen; dann sie ist auch ein bischen schlimm. wir fopen die leüte mit einander, daß es lustig ist.“
Nach der Abreise aus Augsburg am 26. Oktober 1777 wurde die Freundschaft brieflich fortgesetzt. Es sind acht der wegen ihrer anal-erotischen Scherze, Wortspiele und Späße berühmt-berüchtigten „Bäsle-Briefe“ von Mozart erhalten geblieben, aber keiner von seiner Cousine an ihn.

#### Mannheim
Am 30. Oktober trafen Mozart und seine Mutter in Mannheim ein – unter Kurfürst Karl Theodor der „avancierteste […] Ort für das Musiktheater“ und Sitz des berühmten Mannheimer Hoforchesters (siehe auch Mannheimer Schule). Alsbald entstand eine Freundschaft mit dessen Kapellmeister Christian Cannabich und seiner Familie.
Mozart unterrichtete die älteste Tochter Rose Cannabich im Klavierspiel und komponierte eine Sonate (KV 309) für sie, deren besonders expressiver 2. Satz ein Porträt seiner Schülerin sein soll. Auch der Flötist und Komponist Johann Baptist Wendling und der Kapellmeister Ignaz Jakob Holzbauer freundeten sich mit Mozart an. Doch nachdem er lange auf eine Anstellung am Hof des Kurfürsten gehofft hatte, erhielt er am 8. Dezember 1777 eine Absage. Die Musikerkollegen waren entsetzt und bemühten sich um Unterstützung. Inzwischen war der Plan entstanden, dass Mozart sich dem Flötisten Wendling, dem Oboisten Friedrich Ramm und dem Ballettmeister Étienne Lauchery auf einer Reise nach Paris anschließen und seine Mutter nach Salzburg zurückkehren sollte. Leopold Mozart geriet zunehmend in Sorge über die finanzielle Lage seiner Familie: „Ich darf nicht daran denken daß ich nun über sechs hundert Gulden schuldig bin; sonst – – –.“ Immerhin konnten Mozart und seine Mutter in Mannheim Mitte Dezember in ein Privatquartier beim Hofkammerrat Anton Joseph Serrarius umziehen, das sie kein Geld kostete. Als Gegenleistung unterrichtete Mozart Serrarius‘ Stieftochter Therese Pierron im Klavierspiel. Auch für die Verpflegung war gesorgt. Trotzdem reichte das Geld ohne die Aufnahme neuer Schulden nicht aus.

Die Reisepläne nahmen Gestalt an, wurden auch von Vater Leopold akzeptiert und mit allerlei praktischen Erwägungen begleitet. Doch dann lernte Mozart die Familie Weber kennen. Am 17. Jänner 1778 erwähnt er sie zum ersten Mal:

„künftigen Mittwoch werde ich auf etliche täge nach kircheim Poland zu der Prinzessin von oranien gehen […] auf das wenigste bekomme ich doch 8 louisd’or. denn, [ich] habe […] 4 arien abschreiben lassen, und eine sinfonien werde ich ihr auch geben […] die Copiatur von den arien werden mich auch nicht viell kosten, den die hat mir ein gewisser h: weber, welcher mit mir hinüber gehen wird, abgeschrieben. ich weis nicht habe ich schon von seiner tochter geschrieben oder nicht – – sie singt halt recht vortreflich, und hat eine schöne reine stimm.“

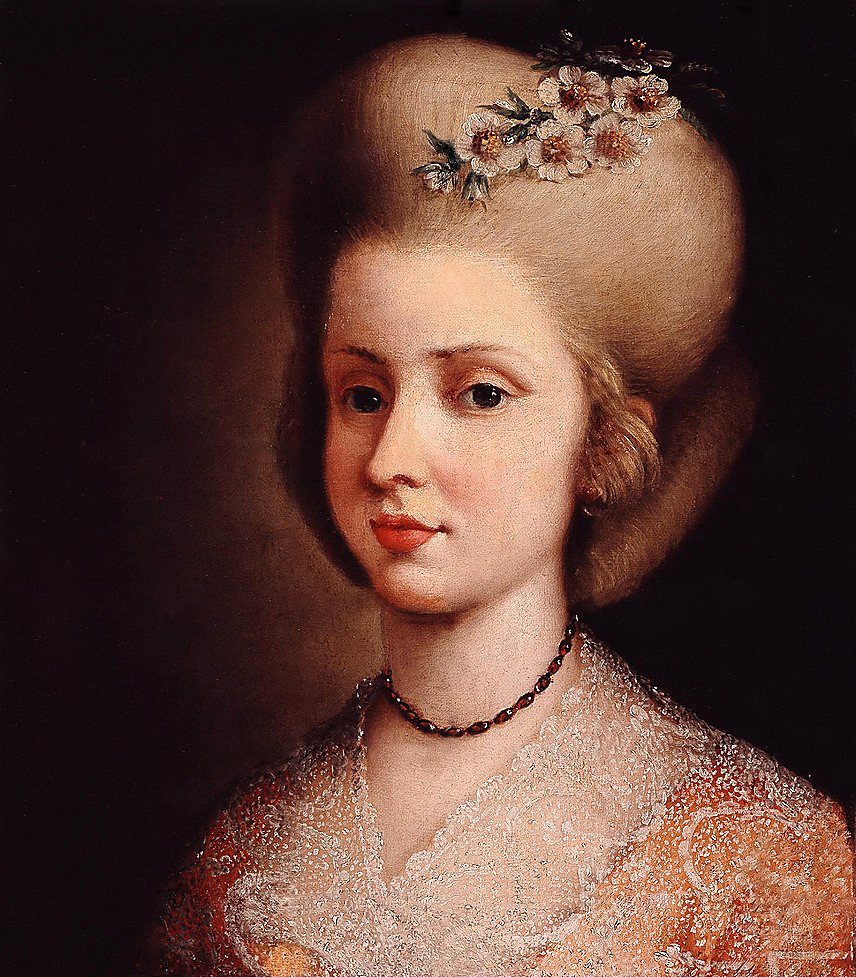
Aloisia Weber als junge Frau. (Anonym)

Finanziell wurde dieser Ausflug eher ein Reinfall. Dass ihm am Ende nur 42 Gulden blieben, lag aber auch an Mozart selbst: er hatte die Webers eingeladen. Und er hatte sich in Aloisia Weber verliebt.

Damit waren aber die Reisepläne mit den Mannheimer Musikerkollegen ad acta gelegt. Stattdessen wollte Mozart nun eine Karriere Aloisas in Italien befördern und am liebsten gleich mit den Webers dorthin reisen. Er wollte italienische Opern komponieren und stellte sich sogar vor, dass Vater Leopold diese Pläne unterstützen sollte. Die Absage an seine ursprünglichen Reisegefährten rechtfertigte Mozart plötzlich mit moralischen Einwänden; ihnen gegenüber redete er sich heraus:
„Meine Mama und ich […] sind überein kommen, daß uns das wendlingische leben gar nicht gefählt. der wendling ist ein grund Ehrlicher und sehr guter Mann, aber leider ohne alle Religion, und so das ganze haus. […] ich hab ihnen schon so einen kleinen Prægusto gegeben. ich habe gesagt, daß seit meiner abwesenheit 3 briefe gekommen sind, daraus ich ihnen weiter nichts sagen kann, als daß ich schwerlich mit ihnen nach Paris reisen werde.“
Vielleicht meinte er, dass das Argument mangelnder Frömmigkeit seiner Reisegefährten bei seinem Vater verfangen würde, vielleicht griff er auch echte Vorbehalte seiner Mutter auf. In einer heimlich verfassten Nachschrift teilte sie tatsächlich die Bedenken des Sohnes, zugleich aber durchschaute und kritisierte sie seine Euphorie für die Webers und machte den Vorschlag, ihn nun selbst nach Paris zu begleiten.

Vater Leopold war entsetzt: „Dein Vorschlag […] mit dem h: Weber und NB 2 Töchtern herumzureisen hätte mich beÿnahe um meinen Vernunft gebracht. Liebster Sohn! […] dein Brief ist nicht anders als wie ein Roman geschrieben. – – und du könntest dich wirklich entschliessen mit fremden Leuten in der Welt herumzuziehen?“

Seinem Sohn traute er nun nicht mehr zu, alleine in Paris zurecht zu kommen, und so wurde dem Vorschlag der Mutter zugestimmt. Wolfgang lenkte resigniert ein. „Ich habe mir nie etwas anders vorgestellt, als daß sie die Reise mit den Weberrischen misbilligen werden, denn ich habe es niemahl, beÿ unsern dermaligen umständen verstehts sich, im sinn gehabt […].“ Leopold hatte eine Liste mit Namen und Adressen alter Pariser Bekannter zusammengestellt, an die sein Sohn sich wenden könnte.
Besonders große Hoffnungen setzten die Mozarts in den Diplomaten, Journalisten und Schriftsteller Baron Friedrich Melchior Grimm, den Leopold auch direkt anschrieb. In mehreren Briefen unterstrich Leopold unterdessen erneut seine Sorgen wegen der wachsenden Schulden und machte seinem Sohn Vorwürfe, zu leichtfertig, zu gutgläubig und zu anspruchsvoll zu sein.

#### Paris
Am 14. März 1778 brachen Mozart und seine Mutter in Mannheim auf, am 23. März nachmittags trafen sie in Paris ein.
Zunächst bezogen sie ein dunkles, enges Quartier, in dem Mozarts Mutter sich vorkam „wie in arest“, „und die stiegen ist so öng das es ohnmöglich wehre ein Clavier hin auf zu bringen“. Auch unter der schlechten Verpflegung litt die Mutter, während der Sohn sich zumeist im Haus des Sängers und Leiters des Concert spirituel Joseph Legros aufhielt, wo er arbeitete und oft auch speiste. Dort wohnte auch der ebenfalls aus Mannheim angereiste Sänger Anton Raaff. Mitte April zogen Mozart und seine Mutter in ein besseres Quartier um, das ihnen Grimms Freundin und Lebensgefährtin Madame d’Epinay vermittelt hatte. Raaff und der aus Böhmen stammende Verleger François-Joseph Heina (1729–1790) kümmerten sich liebevoll um Mozarts Mutter.

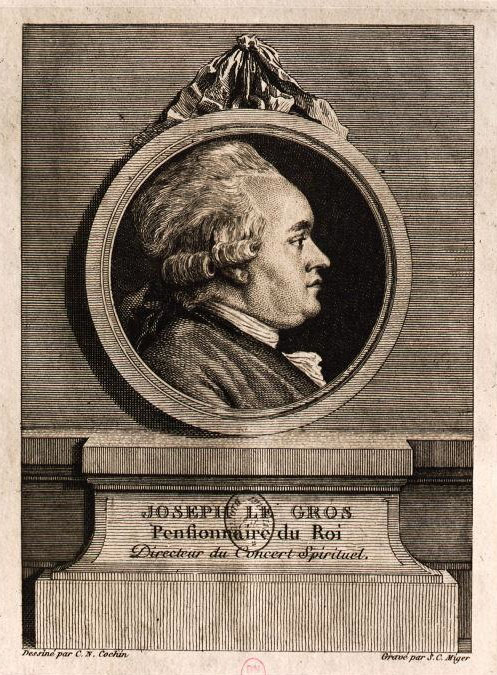
Joseph Legros, der Direktor des Concert spirituel (ca. 1777)

Mozart bekam von Legros auch Aufträge für das Concert spirituel: Er komponierte ergänzende Chöre für ein Miserere von Holzbauer sowie – für die Solisten Wendling, Ramm, Giovanni Punto und Georg Wenzel Ritter – eine Sinfonia concertante für Flöte, Oboe, Waldhorn und Fagott. Doch beide Arbeiten endeten als Fehlschläge:

„Nun muß ich ihnen eine beschreibung vom Concert spirituel machen. das muß ich ihnen […] sagen, daß meine Chör=arbeit so zu sagen umsonst war. denn das miserere von holzbauer ist ohnedieß lang, und hat nicht gefallen, mithin hat man anstatt 4 nur 2 Chör von mir gemacht. […] Nun aber mit der Sinfonie Concertante hat es wieder ein Hickl=hackl. […] ich habe die Sinfonie machen müssen, in gröster Eÿl, […] und die 4 Concertanten waren und sind noch ganz darein verliebt. Le gros hat sie 4 täg zum abschreiben. ich finde sie aber noch immer an nemmlichen Plaz liegen. Endlich den vorlezten tag finde ich sie nicht […] frage den Le gros. apropós. haben sie die Sinf: Concertant schon zum schreiben geben? – nein – ich habs vergessen. […] – ich glaub aber, da ist der Cambini ein welscher Maestro hier, ursache […]“

Cambini war mit über 80 Sinfonie concertantes beim Concert spirituel erfolgreich und Mozart somit ein ungelegener Konkurrent für ihn. Nachdem Wendling am 31. Mai 1778 aus Paris abgereist war, stand das Solistenensemble für Mozarts Sinfonia concertante auch nicht mehr zur Verfügung. Sowohl die Chorsätze zu Holzbauers Miserere (KV 297a) als auch die für das Concert spirituel komponierte Sinfonia concertante gelten als verschollen. Nach aktuellem Forschungsstand ist sie nicht identisch mit der (anders besetzten) apokryphen Sinfonia concertante für vier Bläser Es-Dur KV 297b für Oboe, Klarinette, Horn, Fagott und Orchester.

Mehr Erfolg hatte Mozart mit der „grossen Sinfonie“ in D-Dur (KV 297), die Legros zur Eröffnung des Concert spirituel am Fronleichnamstag in Auftrag gegeben hatte. Mozart hat bewusst Effekte eingesetzt, die beim Pariser Publikum beliebt waren. Wie dort üblich, hat die Sinfonie nur drei Sätze, das Orchester ist, zum ersten Mal auch mit Klarinetten, groß besetzt. Nachdem die Generalprobe katastrophal verlaufen war, wurde die Aufführung am 18. Juni ein Triumph. Dennoch hatte „das Andante […] nicht das glück gehabt, [Legros] zufrieden zu stellen – er sagt es seÿe zu viell Modulation darin – und zu lang […]“. Obwohl Mozart selbst diesen Satz für den besten des Werkes hielt, komponierte er ein neues Andante. Sein Fazit: „[…] jedes in seiner art ist recht – denn es hat jedes einen andern Caractére – das lezte gefällt mir aber noch besser […]“. Mit dem neu komponierten zweiten Satz wurde die Sinfonie am 15. August (Mariä Himmelfahrt) noch einmal im Concert spirituel gegeben. (Die Partituren beider Sätze im 6/8- und im 3/4-Takt sind erhalten geblieben. Heute wird meistens das „Andantino“ im 6/8-Takt gespielt. Ob es wirklich die ältere Fassung ist, wie oft angenommen, ist unsicher.)

Am 11. Juni 1778 wurde als Einlage zu Niccolò Piccinnis Oper Le finte gemelle die Ballettmusik Les petits riens (KV 299b) nach der Choreographie von Jean Georges Noverre mit einigen Tanznummern von Mozart uraufgeführt. Einen finanziellen Gewinn hatte er offenbar nicht: „[…] dies war nur ein freündstück für Noverre.“
Mozart hatte in Paris auch Schüler, doch wegen der weiten Wege war die Unterrichtstätigkeit zeitaufwendig und wenig rentabel. Eine Kompositionsschülerin war die offenbar nur wenig begabte Tochter des Adrien-Louis Bonnières de Souastre Comte (Duc) de Guînes. Immerhin spielte ihr Vater „unvergleichlich die flöte […], und sie magnifique die Harpfe“, und Mozart schrieb für sie das Konzert für Flöte, Harfe und Orchester (KV 299). Doch erwies sich der Duc als säumig sowohl bei der Bezahlung der Unterrichtsstunden als auch bei der Vergütung für das Konzert.
Wiederholt erwog Mozart, eine Oper für Paris zu komponieren, dachte u. a. an ein Libretto Alexandre et Roxane von Noverre. Doch er hatte Probleme, einen geeigneten Text zu finden: „die alten, welche die besten sind, sind nicht auf den Modernen styl eingerichtet, und die neüen sind alle nichts nutz“. Außerdem haderte er mit der französischen Sprache, „die so hundsfüttisch zur Musique“ sei, dass sich sogar „die Teütsche noch göttlich dagegen“ ausnehme. Es wurde auch keine Vergütung garantiert. Hinzu kam der „Opernstreit“ zwischen „Piccin[n]isten“ und „Gluckisten“, der das Pariser Kulturleben beherrschte und es Mozart schwer machte, sich mit einem eigenen Werk zu positionieren.

Im Mai wurde Mozart, vermittelt durch den Hornisten Jean Joseph Rodolphe, eine Organistenstelle in Versailles angetragen, allerdings verbunden mit der Verpflichtung, die Hälfte des Jahres dort zu leben. Zwar riet der Vater, nicht gleich abzulehnen, doch Mozart entschied sich gegen das Angebot.
Am 3. Juli 1778 verstarb nach kurzer Krankheit Mozarts Mutter um 10 Uhr abends. Außer ihrem Sohn waren François-Joseph Heina und eine Wärterin anwesend. Sie wurde am nächsten Tag auf dem Friedhof von Saint-Eustache beigesetzt. Erschüttert schrieb er seinem Vater zunächst nur, dass die Mutter sehr krank sei. Zugleich weihte er den vertrauten Freund Abbé Joseph Bullinger ein und bat ihn, seinen Vater und seine Schwester persönlich auf die Todesnachricht vorzubereiten. Diese teilte er dem Vater am 9. Juli brieflich mit.
Mozart wohnte anschließend bei Grimm und Madame d’Epinay. Dort hielt sich auch Joseph Bologne, Chevalier de Saint-Georges, auf.

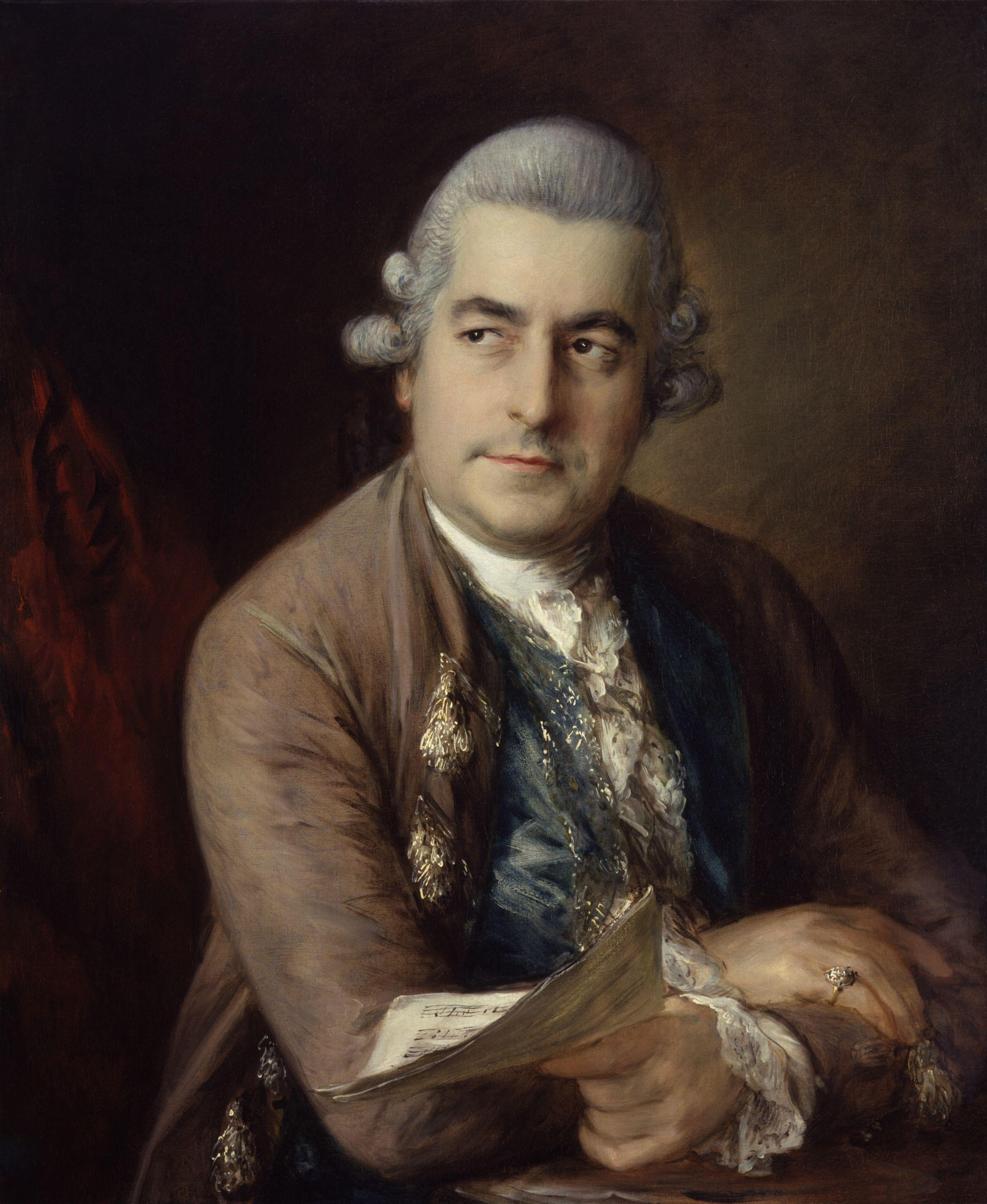
Johann Christian Bach, Gemälde von Thomas Gainsborough, 1776

Im August traf Mozart in Saint-Germain-en-Laye Johann Christian Bach wieder. Begeistert berichtete er seinem Vater:

„[…] sie sehen daß ich nicht in Paris bin – M:r Bach von london ist schon 14 täge hier […] seine freüde, und meine freüde als wir uns wieder sahen, können sie sich leicht vorstellen – vielleicht ist seine freüde nicht so wahrhaft – doch muß man ihm dieses lassen, daß er ein Ehrlicher Man ist, und den leüten gerechtigkeit wiederfahren läst; ich liebe ihn – wie sie wohl wissen – von ganzem herzen – und habe hochachtung für ihn, und er – das ist ein mahl gewis, daß er mich so wohl zu mir selbst, als beÿ andern leüten – nicht übertrieben wie einige, sondern Ernsthaft – wahrhaft, gelobt hat […].“

Eine Bemerkung Leopolds deutet darauf hin, dass Johann Christian Bach daran dachte, Mozart nach London zu holen: „Bach versprach dir von Engelland zu schreiben und dir vielleicht etwas aufzutreiben“. Eine Idee, die Leopold umgehend zurückwies. In Mozarts eigenen Briefen findet sich kein Hinweis auf einen solchen Plan.
Mit Grimm kam es zunehmend zu Spannungen. Er hatte sich Leopold gegenüber kritisch über Mozart geäußert: er sei „zu treuherzig“, zu wenig aktiv und nicht in der Lage, sein Auskommen zu finden. Grimm ließ auch durchblicken, dass er fürchtete, finanziell in Anspruch genommen zu werden. Nachdem die Auseinandersetzungen eskaliert waren, schilderte Mozart sie am 11. September ausführlich seinem Vater und resümierte: „dieses werde ich ihnen alles mündlich sagen, und klar vor die augen stellen, daß der M:r grimm im stande ist kindern zu helfen, aber nicht erwachsenen leüten“. (Grimm hatte Mozart und seine Schwester 1763 als „Wunderkinder“ kennengelernt.)

#### Rückkehr nach Salzburg
Unterdessen suchte Vater Leopold nach einem Ausweg aus der gewachsenen Verschuldung. Er verhandelte mit dem Erzbischof über eine erneute Anstellung seines Sohnes in Salzburg. Dabei wurde nicht nur eine „Bessere Besoldung“ zugesichert, er bekam sogar die Zusage, dass „wenn du eine opera schreiben willst, er dich, wo es immer ist hinreisen lasse“. Auch für sich selbst, der schon seit 1763 die Position des Vizekapellmeisters bekleidete, suchte Leopold eine Verbesserung und bewarb sich nach dem Tod des Kapellmeisters Giuseppe Lolli um dessen Stelle. Die bekam er nicht, aber „für seine durch die Vakanz vermehrte Arbeit eine jährliche Zulage von 100 Gulden.“

Leopold warf seinem Sohn immer wieder vor, „schlösser in die Luft zu bauen“ und sich „flichtigen Lieblingsgedanken und Projeckten [zu überlassen], die wie eine Seifenblase in der Luft zerplatzen“, machte sich mitunter aber wohl auch Illusionen über dessen tatsächliche Chancen. Nun aber versuchte er es auch im Guten, warb sogar mit Aussichten für Aloisia in Salzburg.
Mozart, der bilanzierte, „daß mir diese reise [nach Paris] nicht unützlich war – in der Composition versteht es sich“, der Paris zwar „nicht leiden“ konnte, aber doch fand „[dass] izt meine sachen immer besser zu gehen anfiengen, und ich nicht zweifle, daß wenn ich mich entschliessen könnte, etliche jahre hier aus=zuhalten, ich meine sache ganz gewis sehr gut machen würde“, hatte auf Grund seiner finanziellen Zwangslage keine Wahl: „nur sie, liebster vatter […] können mir die bitterkeiten von Salzburg versüssen“. 

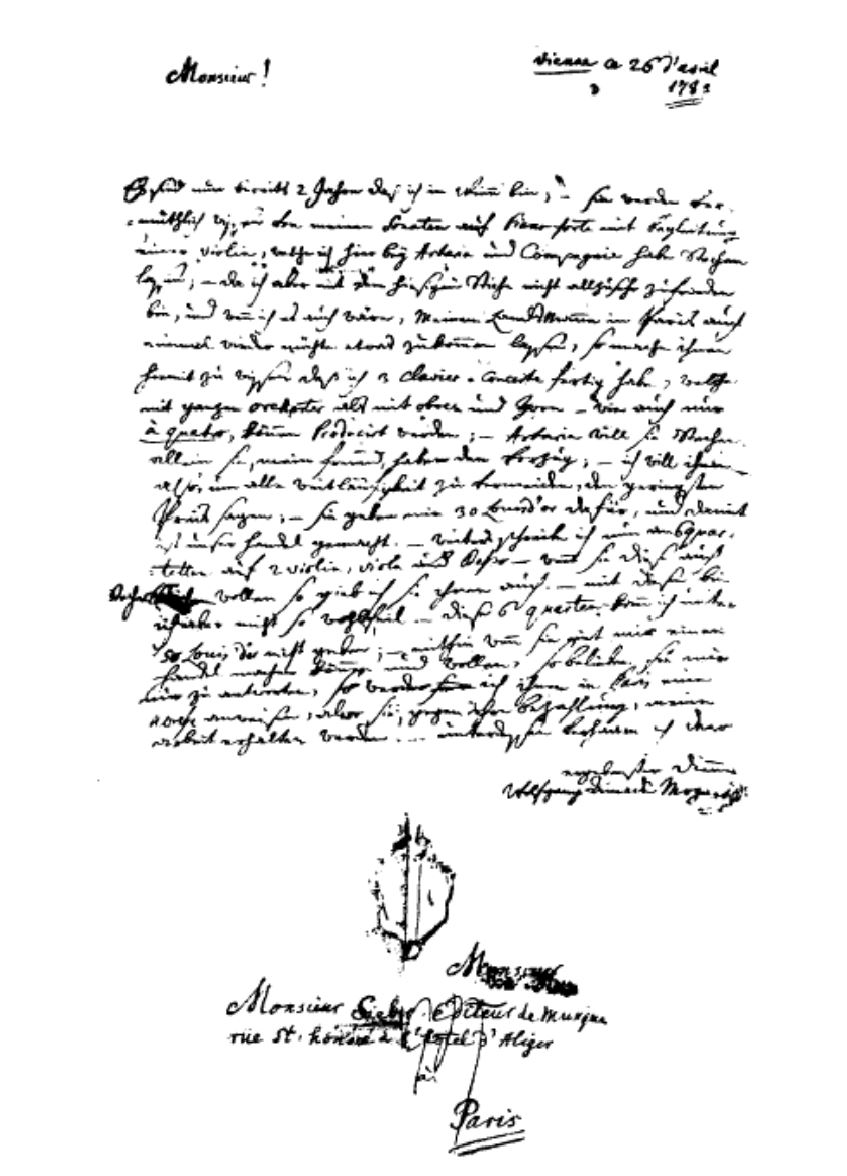
Persönlicher Brief Mozarts an seinen Pariser Freund den Komponisten und Verleger Jean-Georges Sieber

Grimm wollte seinen Gast nun so schnell wie möglich loswerden. Mozart kam in Bedrängnis und konnte die Edition seiner Sechs Sonaten für Klavier und Violine (KV 301–306) bei Jean-Georges Sieber, die er Marie Elisabeth Kurfürstin von der Pfalz widmen wollte, nicht mehr selbst überwachen: „sie werden vielleicht voll der fehler herauskommen, weil ich sie selbst nicht hab durchsehen können“. Die Sonaten erschienen als „Opus I“ im November 1778. Mit dem deutschstämmigen, in Paris ansässigen Komponisten und Verleger Jean-Georges Sieber hatte Mozart in Paris Freundschaft geschlossen. Diese wurde später in einem Briefwechsel aufrechterhalten.

Mozarts Vater zeigte Verständnis für seinen Sohn in dem Konflikt mit Grimm. Dieser fühlte sich Leopold gegenüber immer noch verpflichtet und war bereit, Mozarts Fahrtkosten von Paris bis nach Straßburg zu bezahlen; für die Weiterreise bis nach Augsburg hinterlegte Leopold in Straßburg ein „Billett“ (Kreditbrief), und in Augsburg sollte mit Hilfe des Onkels Franz Alois alles Weitere geregelt werden. Allerdings kam Grimm nur für die „einfache Post“ auf, mit der die Strecke von Paris nach Straßburg 12 Tage dauerte. Nach acht Tagen tat Mozart sich mit einem Reisegefährten zusammen, sie wollten draufzahlen und ab Nancy mit der Extra-Post reisen, woraus allerdings mangels einer „gute[n] gelegenheit“ erst einmal nichts wurde. Mozart blieb circa 10 Tage in Nancy, ehe er ungefähr am 14. Oktober nach Straßburg weiterfuhr. Sein Vater stand unterdessen Todesängste aus, weil er keine Nachrichten hatte.
In Straßburg gab Mozart am 17. Oktober 1778 ein Solo-Konzert auf Subskription und am 24. und 31. Oktober zwei Konzerte mit Orchester im Straßburger Theater. „Diese Konzerte waren spärlich besucht.“
Mozarts Gedanken kreisten immer noch um Aloisia Weber, den Traum von einer gemeinsamen Zukunft und die Sehnsucht, ihr und ihrer Familie zu helfen. „Ein langer Brief an Vater Weber (vom 29. Juli 1778) mit zum Teil kurios anmutenden Ratschlägen und ein italienisch geschriebener Brief (vom 30. Juli 1778) an Aloysia zeugen davon.“
Inzwischen hatte sich in Mannheim einiges geändert. Am 30. Dezember 1777 war der bayerische Kurfürst Max II. Joseph gestorben, der Mannheimer Kurfürst Karl Theodor trat die Nachfolge an und verlegte seine Residenz samt Theater und Hofkapelle nach München. Am 10. September 1778 schickte Leopold Mozart seinem Sohn eine „Lista der nach München gehenden Manheimmer Musik“
Wenig später ergaben sich auch beste Aussichten für Familie Weber: „sie kommen nun auf 1600 fl: – denn die tochter hat allein 1000, und ihr vatter 400 und dann wieder 200 als Souffleur – der Cannabich hat das meiste dabeÿ gethan – es war eine ganze historie“. Aloisia hatte in München so großen Erfolg, dass sie 1779 als „erste Hofsängerin“ in Wien engagiert wurde; im September 1779 übersiedelte sie mit ihren Eltern und ihren Schwestern Josepha, Constanze und Sophia dorthin. Mozarts Hilfe brauchten die Webers nicht mehr.
Mozart suchte aber auch weiterhin nach einem Ausweg, um die Rückkehr nach Salzburg abzuwenden. Er reiste – gegen den Willen seines Vaters – erneut nach Mannheim, wo er am 6. November 1778 eintraf und bei Cannabichs Frau Marie Elisabeth wohnte. Am 16. November besuchte er die Mannheimer Sternwarte und trug sich in das Gästebuch ein.

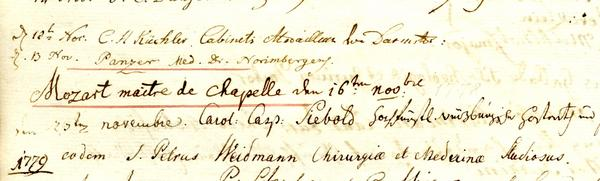
Eintragung Mozarts im Gästebuch der Mannheimer Sternwarte, 1778

Tatsächlich machte er sich Hoffnungen auf ein Engagement: „[…] ich weis nicht, ich glaube, ich werde doch noch hier angestellet werden! – hier, nicht in München; denn, der Churfürst wird, glaube ich, gar gerne wieder seine Residenz in Manheim machen […]“. „ich kann hier vielleicht 40 louisd’or gewinnen! – freÿlich muß ich 6 wochen hier bleiben – oder längstens 2 Monath .“ Leopold verlor die Nerven: „Ich […] werde noch von Sinnen kommen […]. Es ist ohnmöglich mich aller deiner projecten, die du seit deiner Abreise von Salzb: im kopf hattest […] zu erinnern, ohne meinen gesunden Menschenverstand darüber zu verlieren. […] die Herrn Manheimmer sind närrisch, wenn sie sich einbilden der Churfurst werde München verlassen; […] die Hauptsache ist, daß du itzt nach Salzb: kommst.“

Familienbild, Johann Nepomuk della Croce zugeschrieben (ca. 1781). An der Wand das Porträt der bereits verstorbenen Mutter Anna Maria nach einem Gemälde von Rosa Hagenauer (1765). Die Hände Mozarts und seiner Schwester überkreuzen sich beim Vierhändigspiel

Am 9. Dezember verließ Mozart Mannheim wieder und reiste über verschiedene Stationen nach München, wo er am 25. Dezember bei der Familie Weber abstieg. Er hatte für Aloisia eine Arie (Popoli di Tessaglia, KV 316) komponiert, die „ihr so past, wie ein kleid auf den leib“ Doch tief enttäuscht musste er erleben, dass sie ihn zurückwies. Seine Verzweiflung brachte er in einem Brief an seinen Vater zum Ausdruck, ohne den Grund zu nennen.

In München traf Mozart auch seine Cousine („Bäsle“) Maria Anna Thekla wieder. Wahrscheinlich reiste er in ihrer Begleitung am 13. Januar 1779 mit dem Fuhrunternehmer Franz Xaver Gschwendtner nach Salzburg.
Noch am 8. Januar klagte Mozart „ich schwöre ihnen beÿ meiner Ehre daß ich Salzburg und die ihnwonner (ich rede von gebohrnen Salzburgern) nicht leiden kann; – mir ist ihre sprache – ihre lebensart ganz unerträglich.“ Doch er schrieb ein Anstellungsgesuch an Fürsterzbischof von Colloredo und übernahm die Stelle eines Hoforganisten mit einem Jahresgehalt von 450 Gulden. Er wohnte dann fast zwei Jahre wieder bei seinem Vater.

### Idomeneo und der Bruch mit dem Erzbischof (1780–1781)
Im Herbst 1780 bekam Mozart vom bayerischen Kurfürsten Karl Theodor einen lang ersehnten großen Opernauftrag für die bevorstehende Karnevalssaison. Er reiste am 5. November 1780 nach München, um die Opera seria Idomeneo, re di Creta (KV 366) zu komponieren und mit den Sängern und Sängerinnen sowie dem renommierten Hoforchester einzustudieren. Die meisten Beteiligten kannte er schon aus Mannheim: Neben dem 66 Jahre alten Anton Raaf in der Titelrolle wirkten unter anderem Dorothea Wendling in der Partie der Ilia und Elisabeth Augusta Wendling als Elettra mit; die musikalische Leitung hatte Christian Cannabich. Intendant des Hoftheaters war Joseph Anton von Seeau, mit dem Mozart sechs Jahre zuvor bei der Aufführung von La finta giardiniera zusammengearbeitet hatte.

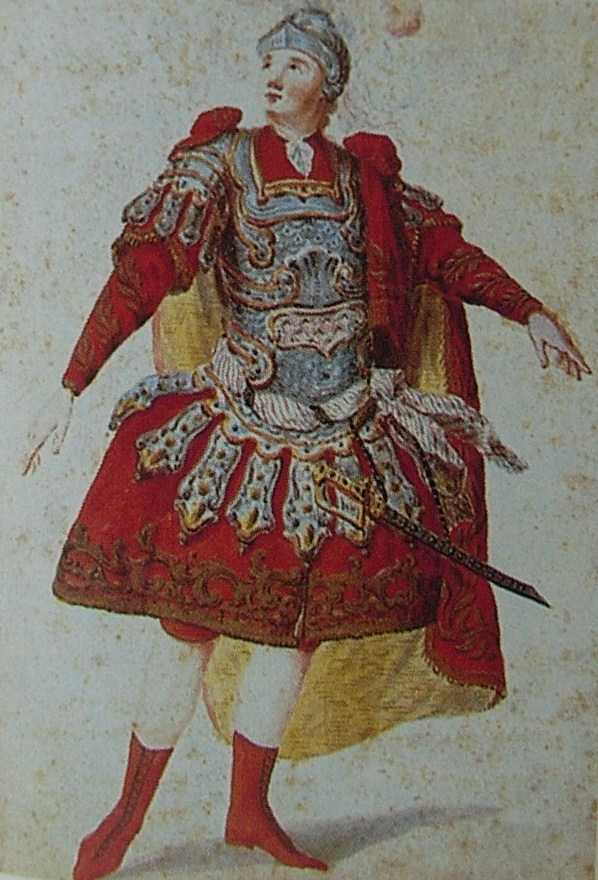
Anton Raaff als Idomeneo. (Anonym)

Leopold Mozart unterstützte die Arbeit seines Sohnes von Salzburg aus und verhandelte mit dem Librettisten Giambattista Varesco, der als Hofkaplan in Salzburg lebte. In etlichen Briefen wurden Fragen der Dramaturgie, der Anordnung und musikalischen Gestaltung erörtert, es kam noch einmal zu einer fruchtbaren Kooperation zwischen Vater und Sohn. Die Uraufführung fand mit großem Erfolg am 29. Jänner 1781 im Münchener Residenztheater statt. Mozarts Vater, seine Schwester und mehrere Freunde reisten nach München, um dem Ereignis beizuwohnen.
Für den Aufenthalt in München hatte Erzbischof Colloredo Mozart einen sechswöchigen Urlaub gewährt, der bei weitem nicht ausreichte und erheblich überschritten wurde – ein Risiko, das Mozart nicht nur bewusst einging, sondern geradezu suchte: „künftigen Montag wird es sechs Wochen daß ich von Salzburg weg bin; […] mir wird beÿ meiner Ehre nicht Salzburg – sondern der Fürst – die stolze Noblesse alle tage unerträglicher – ich würde also mit vergnügen erwarten, daß er mir schreiben liesse, er brauche mich nicht mehr“.

Doch nachdem Mozart auch noch den Februar 1781 zusammen mit seinem Vater und seiner Schwester in München verbracht hatte, wurde er im März von seinem Dienstherrn nach Wien beordert. Der Erzbischof wollte dort seinen erkrankten Vater besuchen und hatte einen Teil seines Hofstaats im Gefolge, darunter seinen Kammerherrn und Oberküchenmeister Karl Joseph Maria Graf Arco und einige seiner Musiker, mit denen er in der Metropole glänzen wollte. „Mozart war dabei sicher das wichtigste Aushängeschild.“
Am 12. März 1781 reiste er in München ab und traf am Morgen des 16. März in Wien ein. Anders als seine Musikerkollegen Antonio Brunetti und Francesco Ceccarelli wurde er im Haus des Deutschen Ritterordens (Deutschordenshaus oder Deutsches Haus) im Blickfeld seines Arbeitgebers einquartiert. In festgelegter Sitzordnung wurden die Mahlzeiten zusammen mit der Dienerschaft und dem Küchenpersonal eingenommen.
Neben den Konzerten im Dienste des Erzbischofs suchte Mozart in Wien andere Verdienstmöglichkeiten und Gelegenheiten, sich bekannt zu machen. Konflikte mit seinem Arbeitgeber waren vorprogrammiert. So wurde ihm die Teilnahme an einem öffentlichen Benefizkonzert zugunsten einer Sozietät zur Unterstützung von Musikerwitwen untersagt, bis „die ganze noblesse hier“ protestierte und der Erzherzog nachgab. 

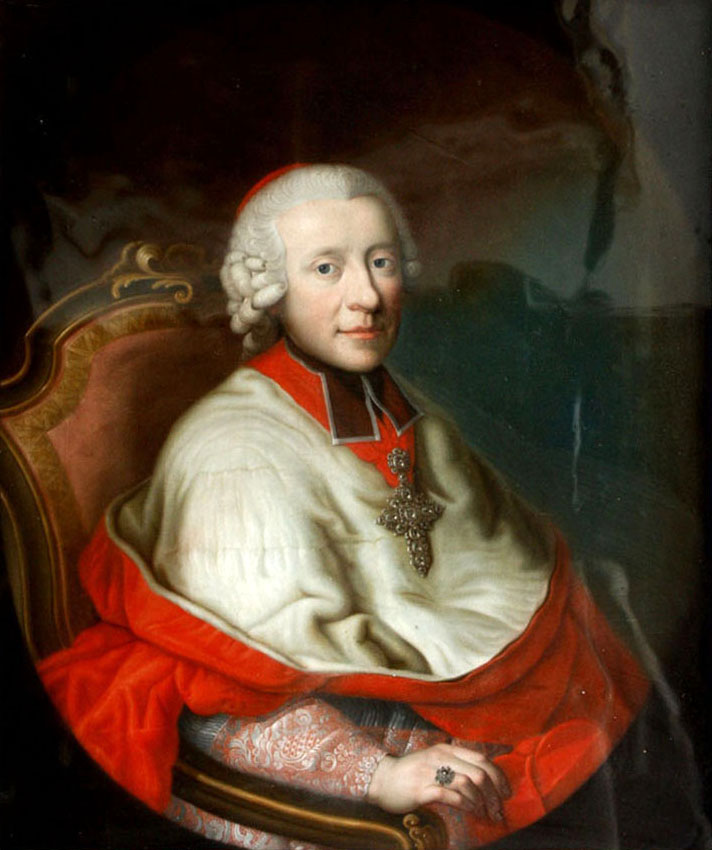
Erzbischof Hieronymus von Colloredo. (Anonym)

Wenig später die nächste Enttäuschung: „was mich aber halb desperat macht, ist, daß ich an dem Nemlichen abend als wir die scheis=Musick da [beim Erzherzog] hatten, zur Gräfin Thun invitirt war – und also nicht hinkommen konnte, und wer war dort? – der kaÿser“.
Die Situation spitzte sich zu, als der Erzbischof die Rückkehr nach Salzburg in die Wege leitete. Schon am 8. April 1781 schrieb Mozart an seinen Vater: „wenn sie nicht wären: so schwöre ich ihnen beÿ meiner ehre das ich […] gleich meine dienste quittirte.“ Die Antwort auf diesen Brief ist nicht erhalten, wie auch sämtliche weiteren Briefe, die Leopold Mozart an seinen Sohn nach Wien geschickt hat, verschollen sind. Ihr Inhalt lässt sich daher nur aus den Briefen des Sohnes erschließen. Auf alle Fälle unterstützte Leopold diese Pläne nicht. Mozart lenkte zunächst scheinbar ein, verschob seine Rückreise jedoch immer wieder. Daraufhin kam es, nachdem Mozart sich seinem eigenen Bericht zufolge in zwei Audienzen noch beherrscht hatte, bei einer dritten Begegnung zum Eklat, und er annoncierte dem Erzbischof seine Kündigung:

„[Er] hiesse mich einen lumpen, lausbub, einen fexen […] Endlich da mein geblüt zu starck in wallung gebracht wurde, so sagte ich – sind also Ew: H: gnaden nicht zu frieden mit mir? – was, er will mir drohen, er fex, O er fex! – dort ist die tühr […] also geh er – und ich: im weg gehen – es soll auch dabeÿ bleiben; morgen werden sie es schriftlich bekommen.“

Doch der Kammerherr Graf Arco weigerte sich, Mozarts Kündigungsschreiben und das bereits ausgezahlte Reisegeld entgegenzunehmen. Unterdessen hatte Leopold Mozart, der ja selbst in Diensten des Erzherzogs stand, einen Brief an Arco geschrieben und ihn um Vermittlung gebeten. Aber ohne Erfolg: Nach einer eher freundlichen Unterredung kam es bei einer erneuten Begegnung am 8. Juni 1781 zu dem berühmten Fußtritt:

„Nun hat es der Herr Graf Arko recht gut gemacht! – das ist also die art die leute zu bereden, sie an sich zu ziehen. – daß man aus angebohrner dummheit die Bittschriften nicht annimt, aus manglung des Muths und aus liebe zur fuchsschwänzereÿ dem Herrn gar kein Wort sagt, Jemand vier Wochen herum zieht, und endlich da derjenige gezwungen ist die Bittschrift selbst zu überreichen, anstatt ihm wenigstens den zutritt zu verstatten, ihn zur thüre hinaus schmeist, und einen tritt im Hintern giebt.“

Damit war der Bruch vollzogen. Der Riss, den dieses Ereignis in der Beziehung zwischen Vater und Sohn auslöste, wirkte noch lange nach und konnte wahrscheinlich nie mehr ganz gekittet werden. Zumal Mozart einen weiteren, von seinem Vater zumindest erahnten Grund hatte, in Wien zu bleiben: Der Kontakt zur Familie Weber war wieder aufgeblüht. Die Webers waren im September 1779 wegen Aloisias Engagement als Hofsängerin von München nach Wien gezogen. Am 23. Oktober 1779 starb plötzlich der Vater Franz Fridolin Weber. Nachdem Aloisia ein Jahr später den Schauspieler und Maler Joseph Lange geheiratet hatte, fiel sie als Haupternährerin der Familie aus, auch wenn Lange Unterhaltszahlungen an die Mutter Cäcilia Weber entrichtete. Sie besserte fortan das Familieneinkommen durch Zimmervermietungen auf – und Mozart wurde ihr Untermieter. Bereits Anfang Mai hatte der Erzbischof Mozart mitteilen lassen, dass er wegen der bevorstehenden Rückkehr nach Salzburg die Unterkunft im Deutschordenshaus zu räumen habe. „ich machte also alles geschwind in den koffer zusamm, und – die alte Mad:me Weber war so gütig mir ihr haus zu offriren – da habe ich mein hüpsches zimer; bin beÿ dienstfertigen leuten, die mir in allen, was man oft geschwind braucht, [...] an die hand gehen.“ Bei Cäcilia Weber, unter der Adresse Am Peter „Zum Auge Gottes“ (heute Milchgasse 1/ Tuchlauben 6) im zweiten Stock, wohnte Mozart bis Anfang September 1781.

### Freischaffender Komponist in Wien (1781–1791)

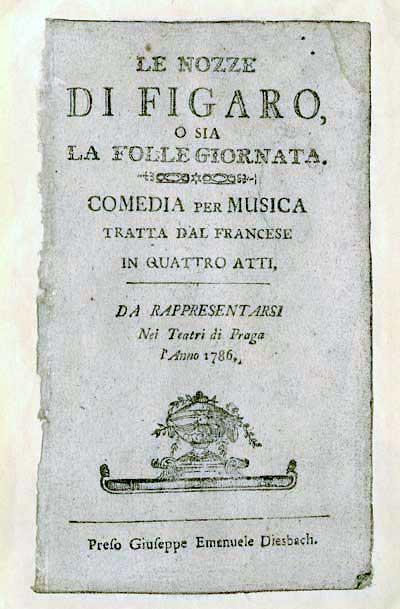
Titelblatt des Librettos von Le Nozze di Figaro, Prag 1786

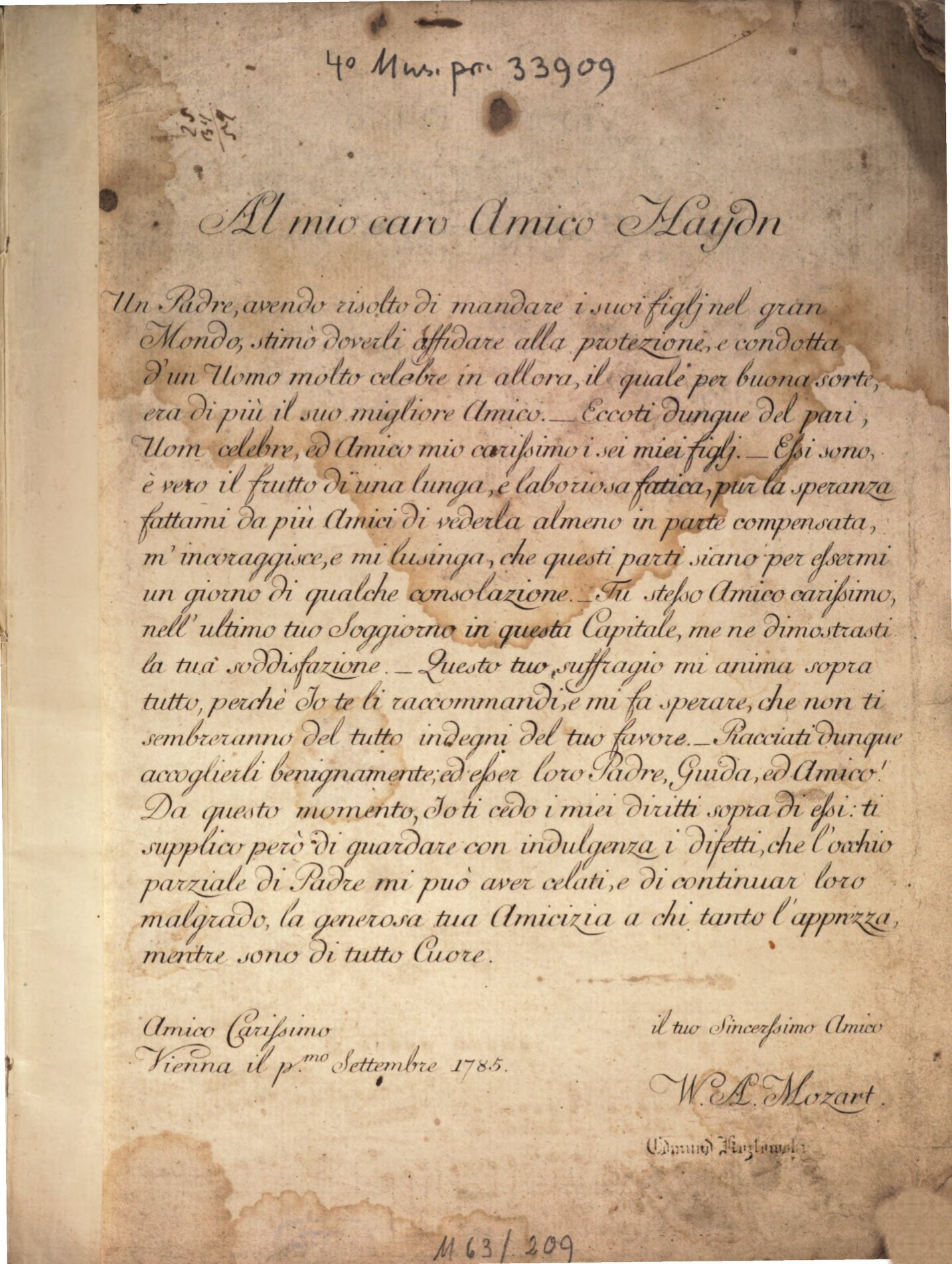
Sei quartetti per due violini, viola, e violoncello. Composti e dedicati al Signor Giuseppe Haydn … dal suo amico W. A. Mozart. Erstausgabe. Artaria, Wien, 1785. – Widmung

Die ersten Monate als freier Künstler in Wien gestalteten sich schwierig. Der Sommer war heiß, und „die vornehmsten Häuser [waren] auf dem lande“. Konzerte fanden nicht statt, und auch mit Klavierunterricht ließ sich kaum Geld verdienen.
Die Situation im Haushalt der Familie Weber gestaltete sich unterdessen angenehm: „wir haben in meiner Wohnung 2 flügel, einer zum galanterie spiellen, und der andere eine Machine. der durchgendes mit der tiefen octav gestimt ist, wie der den wir in London hatten. folglich wie eine orgel“.

Doch bald kursierten Gerüchte über das Verhältnis zwischen Mozart und einer der Töchter der Vermieterin, die auch Vater Leopold erreichten. Als sie sich Mitte Juli 1781 konkretisierten, sah Mozart sich nach einer anderen Wohnung um, und am 7. September teilte er seinem Vater mit: „Ich schreibe ihnen nun in meinem Neuen Zimmer. auf dem graben N:o 1175 im 3:ten stock.“
 Ein Vierteljahr später gestand Mozart seinem Vater erstmals seine Heiratsabsichten und bat den Vater um seine Einwilligung: „Nun aber wer ist der Gegenstand meiner liebe? – erschröcken sie auch da nicht, ich bitte sie; – doch nicht eine Weberische? – Ja eine Weberische – aber nicht Josepha – nicht Sophie – sondern Costanza; die Mittelste.“ Doch Leopold weigerte sich, dieser Verbindung zuzustimmen, „seine Abneigung gegen alle ‚Weberischen‘ war zu groß“, obwohl er zu diesem Zeitpunkt noch niemanden von ihnen persönlich kannte. Nachdem am 16. Juli 1782 das Singspiel Die Entführung aus dem Serail (KV 384) uraufgeführt worden war, berichtete Mozart seinem Vater voller Stolz von dem Erfolg und schickte ihm „sogar die Originalpartitur zur Ansicht und Teilhabe“ nach Salzburg. Aber Leopold war so verbittert, dass er Zeitmangel vorschob und sich die Noten anscheinend nicht einmal ansah, seinem Sohn sogar Angeberei („gros-sprechen“) vorwarf. „Der Vater verweigerte sich künftig allen von Wolfgang nachdrücklich in Gang gehaltenen Diskussionen um seine kompositorischen Überlegungen und seinen Schaffensprozess“. Mit dem Honorar für die Entführung war jedoch endlich die Gründung eines eigenen Hausstandes möglich geworden, und in jedem seiner Briefe flehte Mozart bei seinem Vater um die Heiratserlaubnis.
Unterdessen trübte sich auch das Verhältnis zwischen dem künftigen Brautpaar und Constanzes Mutter ein, die um ihren eigenen Ruf und den ihrer Tochter besorgt war, zumal Constanze als Halbwaise noch ein Vormund zur Seite gestellt war. Cäcilia Weber drohte sogar, Constanze von der Polizei nach Hause holen zu lassen. Am Ende gab Leopold nach. Als seine Einwilligung in Wien endlich eintraf, hatte die Hochzeit allerdings bereits stattgefunden: am 4. August 1782 heirateten Wolfgang Amadé Mozart und Constanze Weber.

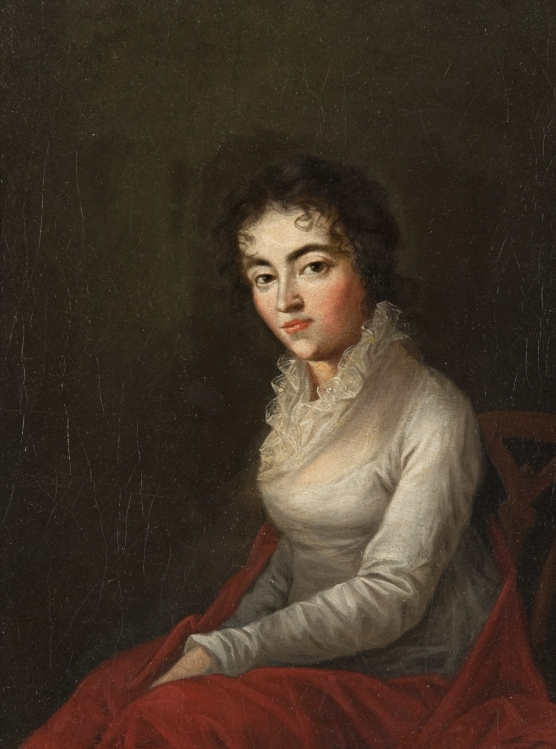
Constanze Mozart im Jahr 1782, Porträt von ihrem Schwager Joseph Lange

Nur Constanzes Vormund Johann Thorwart, ihre Mutter und ihre Schwester Sophie sowie die beiden Trauzeugen (für Mozart der Mediziner Franz Gilowsky (1757–1816), Bruder der besten Freundin seiner Schwester, Katharina (Katherl) Gilowsky (1750–1802)) nahmen an der Zeremonie teil. Ein kleines Hochzeitsessen, „welches in der that mehr fürstlich als Baronisch war“ wurde von der Baronin Martha Elisabeth von Waldstätten ausgerichtet, die erfolgreich als Vermittlerin wirkte.
Alle Originalzeugnisse – das sind vor allem Mozarts Briefe an seine Frau, Liebesbriefe, „in denen er sich mit [ihr] auf eine heiter-verspielte, manchmal auch sehr freizügige […] Weise unterhält.“ – sprechen dafür, dass es eine sehr glückliche Ehe war. Constanzes Briefe an Mozart sind nicht erhalten.

Allerdings hatten die meisten Mozart-Biographen der Vergangenheit, Arthur Schurig, Alfred Einstein, Erich Schenk, Wolfgang Hildesheimer und andere, keine hohe Meinung von Mozarts Frau: sie wurde als oberflächlich, ungebildet, leichtsinnig oder auch gewinnsüchtig und obendrein noch als eine schlechte Hausfrau charakterisiert. Sicherlich gingen die Aversionen letztlich auf Leopold Mozart zurück.
Mozart aber hing leidenschaftlich an seiner Frau. „[Er] liebte Konstanze in ganz unvergleichlicher Weise, unbezweifelt, mit allen Fasern seiner physischen und psychischen Existenz.“ Trennungen konnte er kaum ertragen, sie lösten Depressionen bei ihm aus:

„ich freue mich wie ein kind wieder zu dir zurück – wenn die leute in mein herz sehen könnten, so müsste ich mich fast schämen. – es ist alles kalt für mich – eiskalt – Ja, wenn du beÿ mir wärest, da würde ich vieleicht an dem artigen betragen der leute gegen mich mehr vergnügen finden, – so ist es aber so leer […]“

Das Paar bekam sechs Kinder:
- Raimund Leopold Mozart (* 17. Juni 1783 in Wien; † 19. August 1783 ebenda)
- Carl Thomas Mozart (* 21. September 1784 in Wien; † 31. Oktober 1858 in Mailand)
- Johann Thomas Leopold Mozart (* 18. Oktober 1786 in Wien; † 15. November 1786 ebenda)
- Theresa Konstantia Adelheid Friderika Maria Anna Mozart (* 27. Dezember 1787 in Wien; † 29. Juni 1788 ebenda)
- Anna Maria Mozart (* 16. November 1789 in Wien; † 16. November 1789 ebenda)
- Franz Xaver Wolfgang Mozart (* 26. Juli 1791 in Wien; † 29. Juli 1844 in Karlsbad)

Lediglich Carl Thomas und Franz Xaver Wolfgang überlebten die Kinderzeit. (Beide starben kinderlos, es gibt keine direkten Nachkommen von Mozart mehr.)
 Bereits kurz nach der Geburt ihres ersten Kindes, im Juli 1783, besuchten Mozart und seine Frau Mozarts Vater Leopold und seine Schwester Maria Anna (Nannerl) in Salzburg. Sie blieben dort vier Monate. Unterdessen starb in Wien am 19. August 1783 ihr Sohn Raimund Leopold, den sie bei einer Amme zurückgelassen hatten. Die Reise hat Mozart zum letzten Mal in seine Geburtsstadt geführt. Am 11. Februar 1785 traf Leopold zu einem Gegenbesuch in Wien ein. Er war beeindruckt vom Erfolg seines Sohnes und von dessen aufwendigem Lebensstil. Leopold Mozart starb am 28. Mai 1787 in Salzburg.
Mozart bestritt seinen Lebensunterhalt in Wien durch private und öffentliche Konzerte und, besonders anfangs, durch Klavierunterricht. Befreit von den Salzburger „Fesseln“, schuf er die ganz großen Opern und zahlreiche Klavierkonzerte, mit denen er selbst auftrat.
- Am 16. Juli 1782 wurde das von Kaiser Joseph II. in Auftrag gegebene Singspiel (in Deutsch) Die Entführung aus dem Serail (KV 384) in Wien uraufgeführt.
- Am 1. Mai 1786 fand in Wien die Uraufführung der Opera buffa Le nozze di Figaro („Figaros Hochzeit“) (KV 492) statt.
- Am 29. Oktober 1787 ging in Prag die Uraufführung des Dramma giocoso Don Giovanni („Don Juan“) (KV 527) über die Bühne.
- Am 26. Jänner 1790 wurde in Wien die Opera buffa Così fan tutte („So machen es alle Frauen“) (KV 588) uraufgeführt.
- Am 6. September 1791 fand in Prag die Uraufführung der Opera seria La clemenza di Tito („Die Milde des Titus“, KV 621) statt.
- Am 30. September 1791 wurde erstmals die „große Oper“ in deutscher Sprache Die Zauberflöte (KV 620) nach einem Libretto von Emanuel Schikaneder in dessen Theater im Freihaus auf der Wieden gespielt.

In seiner Wiener Zeit komponierte Mozart auch die Große Messe in c-Moll (KV 427; 1783) sowie berühmte Instrumentalwerke, zum Beispiel die Linzer Sinfonie (KV 425; 1783), die Prager Sinfonie (KV 504; 1786), die Serenade Eine kleine Nachtmusik (KV 525; 1787) und 1788 die drei letzten Sinfonien in Es-Dur (KV 543), in g-Moll (KV 550) und in C-Dur, genannt Jupiter-Sinfonie (KV 551). Außerdem komponierte er eine Vielzahl weiterer bedeutender Werke in so gut wie allen musikalischen Gattungen.
(Weiteres sie im Abschnitt: Musik)

#### Freundschaften und Beziehungen
Eine besondere Freundschaft entwickelte sich zwischen Mozart und dem 24 Jahre älteren Joseph Haydn, die sich in Wien persönlich begegneten. Beide hatten große Achtung vor der Person und den Werken des anderen und beeinflussten sich gegenseitig. Mozart bewunderte Haydns Streichquartette op. 33 (Russische Quartette), mit denen dieser die Gattung entscheidend weiterentwickelt hat, und widmete ihm sechs nach seinem Vorbild komponierte eigene Quartette. In der auf Italienisch verfassten Dedikation an seinen „Caro amico Haydn“ bezeichnet er sie als seine „Kinder (figli)“ und als „die Frucht einer langen und mühsamen Arbeit (il frutto di una lunga e laboriosa fatica)“. Die Quartette wurden in Hauskonzerten für Haydn und zum Teil wohl auch mit ihm aufgeführt. Anlässlich des Besuchs von Leopold Mozart in Wien spielten Mozart, sein Vater und die beiden Brüder Anton und Bartholomäus Freiherrn von Tinti, Mitglieder der Loge Zur wahren Eintracht, am 12. Februar 1785 die letzten drei der Quartette. Vater Leopold berichtete seiner Tochter von dem Abend:

„am Samstag war abends h: Joseph Haydn und die 2 Baron
Tindi beÿ uns, es wurden die [3] neuen quartetten gemacht, [...] – sie sind zwar ein bischen leichter, aber vortrefflich Componiert: h: Haydn sagte mir: ich sage ihnen vor Gott, als ein ehrlicher Mann, ihr Sohn ist der grösste Componist, den ich von Person und dem Nahmen nach kenne: er hat Geschmack, und über das die grösste Compositionswissenschaft.“

Auch später hat Haydn immer wieder seine Zuneigung zu Mozart und seine Bewunderung für ihn zum Ausdruck gebracht.
1782 oder 1783 lernte Mozart Gottfried van Swieten kennen, einen ausgewiesenen Musikliebhaber und Präfekten der Kaiserlichen Bibliothek, der heutigen Österreichischen Nationalbibliothek. Dieser machte ihn bei regulären Sonntagskonzerten in der Bibliothek mit Manuskripten Johann Sebastian Bachs und Georg Friedrich Händels bekannt, die er in Berlin gesammelt hatte. Die Begegnung mit den bedeutenden Vorgängern machte einen tiefen Eindruck auf Mozart, regte ihn zu einer intensiveren Beschäftigung mit Kontrapunkt und Fuge an und hatte großen Einfluss auf seine Kompositionen. (Der komplexe Schlusssatz der Jupiter-Sinfonie (KV 551) etwa ist eine geniale Verbindung von „gelehrter“, barocker Fuge und „galantem“ klassischen Stil.)
Mozarts Originalverleger Mozarts Heinrich Philipp Bossler war einer der bedeutendsten Musikverleger seiner Zeit. In seinem Verlagshaus erschienen unter anderem die Ouvertüren zu Le nozze di Figaro und Don Giovanni. Weiterhin wirkte Bossler als Impresario der Virtuosin Marianne Kirchgeßner, für deren Glasharmonikaspiel Mozart das Adagio und Rondo für Glasharmonika, Flöte, Klarinette, Viola und Violoncello (KV 617) und das Adagio (KV 356/617a) komponierte. Schon 1784 hatte Bossler, der Mozart persönlich kannte, einen Kupferstich mit dem Titel Signor Mozart angefertigt. 1792 publizierte er einen ausführlichen Nachruf auf Wolfgang Amadé Mozart, in dem er besonders auf die Situation der mittellosen Kinder einging.

#### Freimaurer
Mozart trat am 14. Dezember 1784 in die Wiener Freimaurerloge Zur Wohltätigkeit ein, die später in die Bauhütte Zur neugekrönten Hoffnung überführt wurde. In der Literatur wird vielfach behauptet, dass dieser Schritt durch seinen Freund Otto Heinrich von Gemmingen-Hornberg vermittelt wurde, doch gibt es dafür keine Beweise.
Mozart besuchte regelmäßig auch eine zweite Wiener Loge Zur wahren Eintracht, deren Meister der Illuminat Ignaz von Born war. Dort wurde er am 7. Jänner 1785 zum Gesellen befördert. „In den beiden Logen ‚Zur wahren Eintracht‘ und ‚Zur Wohltätigkeit‘, die sich ein Lokal teilten, fand sich vor allem Bildungsbürgertum zusammen.“ Nachdem das Freimaurerpatent Josephs II. vom 11. Dezember 1785 die Zahl der zugelassenen Logen begrenzte und diese unter staatliche Kontrolle stellte, wurde 1786 die Loge Zur Wohltätigkeit in die Loge Zur gekrönten Hoffnung eingegliedert. Die Zahl der Brüder reduzierte sich daraufhin erheblich.
Mozart blieb jedoch bis zu seinem Tod 1791 aktives Logenmitglied. Allerdings scheinen Bezüge darauf aus seiner Korrespondenz entfernt worden zu sein: Die „genau siebenjährige Logenzugehörigkeit ist in den erhaltenen Briefen Mozarts wie ausradiert.“ Wann und durch wen das geschah, ist unklar, es dürfte mit Repressionen gegen die Wiener Freimaurergesellschaften zu erklären sein.
Auch Joseph Haydn wurde 1785 in die Loge Zur wahren Eintracht aufgenommen. Bei seiner Initiation konnte Mozart nicht anwesend sein, da er am selben Abend – an dem zudem sein Vater Leopold Mozart aus Salzburg eintraf – das erste seiner sechs Subskriptionskonzerte in der Mehlgrube gab und dabei den Solopart seines Klavierkonzertes in d-Moll (KV 466) spielte. Seinen Vater führte Mozart ebenfalls in die Loge ein: Er wurde am Mittwoch, den 6. April 1785 in der Bauhütte seines Sohnes als Maurerlehrling eingeweiht und am 16. und 22. April 1785 in der Loge Zur wahren Eintracht in den 2. respektive 3. Grad erhoben.
Besonders in Mozarts Opern Le nozze di Figaro und Die Zauberflöte sind gesellschaftskritische Bezüge zur Freimaurerei zu finden.
Le nozze di Figaro (Libretto: Lorenzo da Ponte) hatte mit Zustimmung des Kaisers am 1. Mai 1786 im Wiener Burgtheater Premiere. Die Reaktionen des Publikums waren gemischt, es gab „sowohl begeisterte Zustimmung als auch (bestellte) Ablehnung“. Nach nur neun Vorstellungen wurde die Oper abgesetzt; erst eine Neueinstudierung im August 1789 brachte es in Wien auf 28 Aufführungen. In Prag dagegen war das Werk auf Anhieb so erfolgreich, dass Mozart von einer „Gesellschaft grosser kenner und Liebhaber“ eigens zu einer Aufführung dorthin eingeladen wurde.

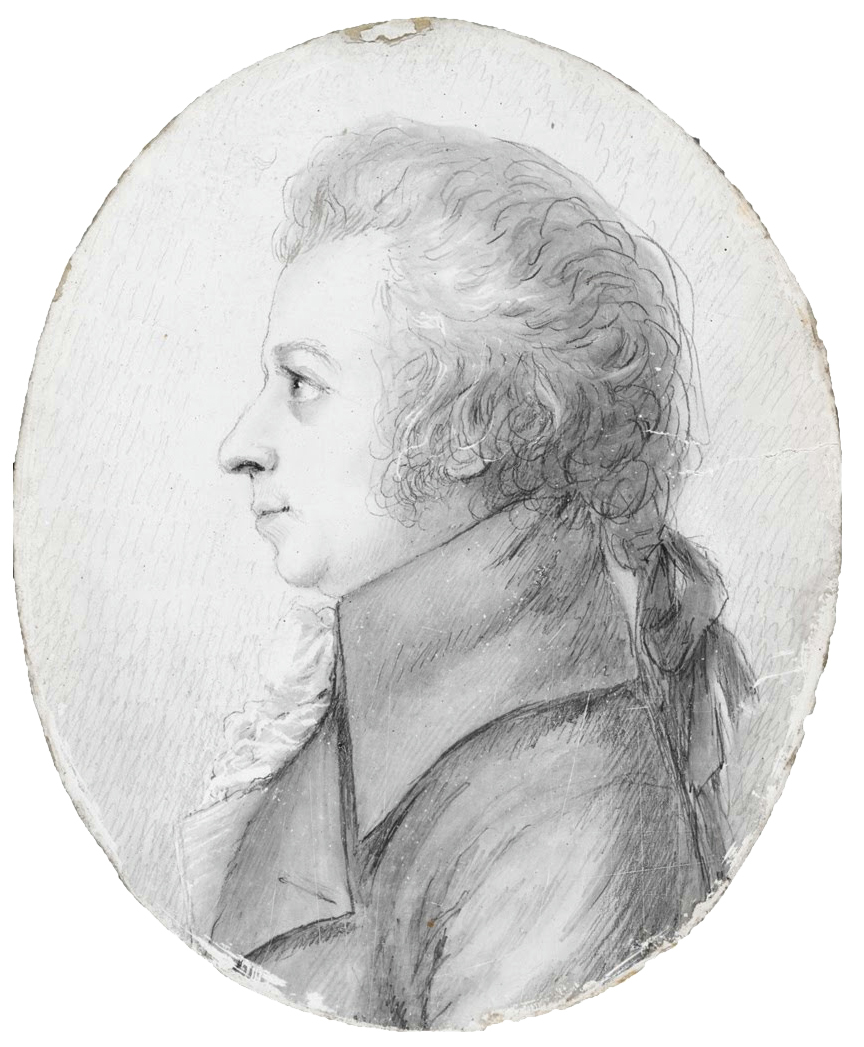
W. A. Mozart im Jahr 1789. Silberstiftzeichnung von Dora Stock

 Noch in demselben Jahr erhielt er von dem Prager Opernimpresario Pasquale Bondini den Auftrag zu einer neuen Oper. Am 29. Oktober 1787 wurde (mit zweiwöchiger Verspätung) Don Giovanni, wiederum nach einem Libretto von Lorenzo da Ponte, im Gräflich Nostitzschen Nationaltheater unter Leitung des Komponisten mit großem Erfolg uraufgeführt. „Mozart bekam von Bondini noch zusätzlich zum Honorar die Einnahmen der vierten Vorstellung; es muß eine Summe von 700 bis 1000 Gulden gewesen sein“.

#### Krise 1788–1790
Nachdem er 1787 noch zusätzliche Einkünfte aus der Erbschaft seines verstorbenen Vaters hatte und zudem am 7. Dezember mit einem Jahresgehalt von 800 Gulden von Joseph II. zum k.k. Kammermusicus ernannt worden war (später, am 9. Mai 1791, außerdem zum unbesoldeten Adjunkten des Domkapellmeisters des Stephansdoms, Leopold Hofmann), verschlechterte sich Mozarts finanzielle Situation 1788 dramatisch.

Im Sommer begann er, die sogenannten „Bettelbriefe“ an seinen Freund und Logenbruder Johann Michael Puchberg zu schreiben. Wahrscheinlich waren der Russisch-Österreichische Türkenkrieg und eine daraus resultierende Wirtschaftskrise sowie eine Erkrankung von Mozarts Frau im Jahr 1789 die Hauptursachen für Mozarts Geldnöte.
(Weiteres siehe unter: Finanzen und künstlerische Autonomie)
Pläne Mozarts, mit seiner Frau nach England zu reisen und sich eventuell auch dauerhaft dort niederzulassen, zerschlugen sich. Vom 8. April bis 4. Juni 1789 reiste er mit dem Fürsten Karl Lichnowsky über Prag, Dresden und Leipzig nach Potsdam und Berlin zum preußischen König Friedrich Wilhelm II. Über Anlass und Zweck dieser Reise ist wenig bekannt. Zu einem Anstellungsvertrag kam es nicht – „weder vom König noch von Mozart ist der Wunsch nach einem solchen Vertrag je laut geworden“. Immerhin bekam Mozart vom preußischen König aber einen Auftrag für sechs Streichquartette und sechs Klaviersonaten für Prinzessin Friederike, sowie ein Honorar von 100 Friedrich d’or (etwa 785 Gulden), vermutlich für ein Konzert am Hof.

Wenig später, „gerade [… als] er sich in schlimmen Geldverlegenheiten befand […], kam ein neuer Opernauftrag, mit 900 Gulden besser bezahlt als üblich“: im Herbst 1789 begann Mozart mit der Komposition der Oper Cosi fan tutte. Ein drittes Mal war Lorenzo da Ponte der Librettist. „Am 26. Januar 1790 war die Premiere, rechtzeitig zum Höhepunkt des Wiener Faschings“ im Wiener Burgtheater. Es folgten vier weitere Vorstellungen, ehe nach dem Tod der Prinzessin Elisabeth und zwei Tage später auch des Kaisers Hoftrauer anberaumt wurde. Joseph II. hat die Oper nicht mehr gesehen.

Vom 23. September bis Anfang November 1790 reiste Mozart zur Krönung des neuen Kaisers Leopold II. nach Frankfurt am Main. Er war dort zusammen mit einem Freund, dem Theaterdirektor Johann Heinrich Böhm, im „Backhaus“ in der Kalbächer Gasse 10 einquartiert. Wahrscheinlich hatte er sich auf eigene Initiative auf den Weg gemacht, denn er „gehörte […] nicht zum offiziellen Gefolge des Kaisers“. Empfand er dies als „Zurücksetzung“ und stürzte sich in Unkosten, um unvermutet, in der Hoffnung, doch noch Beachtung zu finden, „herrschaftlich, mit Diener und eigener Kutsche, bei der Kaiserkrönung aufkreuzen“?
Sein Krönungskonzert (KV 537) wurde nur im Rahmen einer privaten Konzertveranstaltung im Hause des Frankfurter Bankiers Franz Maria Schweitzer aufgeführt. Auf der Heimreise machte er Station in Mainz, Mannheim, Augsburg und München, wo ihn der bayerische Kurfürst spontan zu einer Akademie für das zu Gast in der bayerischen Residenzstadt weilende Königspaar von Neapel bat.

Während Mozarts Abwesenheit organisierte seine Frau den Umzug der Familie vom Judenplatz 4 in die Rauhensteingasse 8 und führte Darlehensverhandlungen mit Heinrich Lackenbacher.

#### ZauberflöteundLa clemenza di Tito
In Mozarts letztem Lebensjahr 1791 verbesserte sich seine finanzielle Lage wieder. Er komponierte in diesem Jahr zwei Opern. Während Lorenzo da Ponte im Frühjahr von Kaiser Leopold II. aus seiner Stelle als Textdichter am Wiener Burgtheater entlassen wurde (vermutlich hauptsächlich wegen seiner „Skandalaffären“ mit der Sängerin Adriana Ferrarese del Bene), begann Mozart mit der Arbeit an der Zauberflöte (KV 620) nach dem Libretto von Emanuel Schikaneder, das auf verschiedene literarische Quellen zurückgeht. Das Werk wurde am 30. September 1791 in Schikaneders Freihaustheater in der Wiener Vorstadt Wieden uraufgeführt und hatte überaus großen Erfolg. Es hat nicht nur Bezüge zur Freimaurerei, sondern zumindest partiell auch andere Adressaten als seine früheren Opern: bürgerliche Besucher der Vorstadttheater, „[…] die ihre Kasperle- und Hanswurstfiguren noch liebten, die den Einsatz der neuesten Theatermaschinen und des Bühnenzaubers bejubelten, eines Theaters, in dem noch Zirkusluft wehte“.

Ab Mitte Juli arbeitete Mozart zugleich an der Opera seria La clemenza di Tito (KV 621). Am 14. Juli überbrachte ihm der Prager Impresario Domenico Guardasoni im Namen der Böhmischen Stände den Auftrag, eine Festoper anlässlich der Krönung Leopolds II. zum König von Böhmen zu komponieren. Als Textvorlage diente das Libretto La clemenza di Tito von Pietro Metastasio aus dem Jahre 1734. Es bot sich an, denn der Lobpreis auf einen gütigen Herrscher konnte die Hoffnung zum Ausdruck bringen, dass Leopold die Reformpolitik seines Bruders mit Umsicht fortsetzen würde. Der Librettist Caterino Mazzolà überarbeitete den über 50 Jahre alten Text, wahrscheinlich in enger Zusammenarbeit mit Mozart, stark. Das Werk entstand in großer Eile und nahezu zeitgleich mit der Zauberflöte. Die Uraufführung fand bereits am 6. September 1791 im Gräflich Nostitzschen Nationaltheater unter Mozarts Leitung statt.

### Letzte Werke und früher Tod

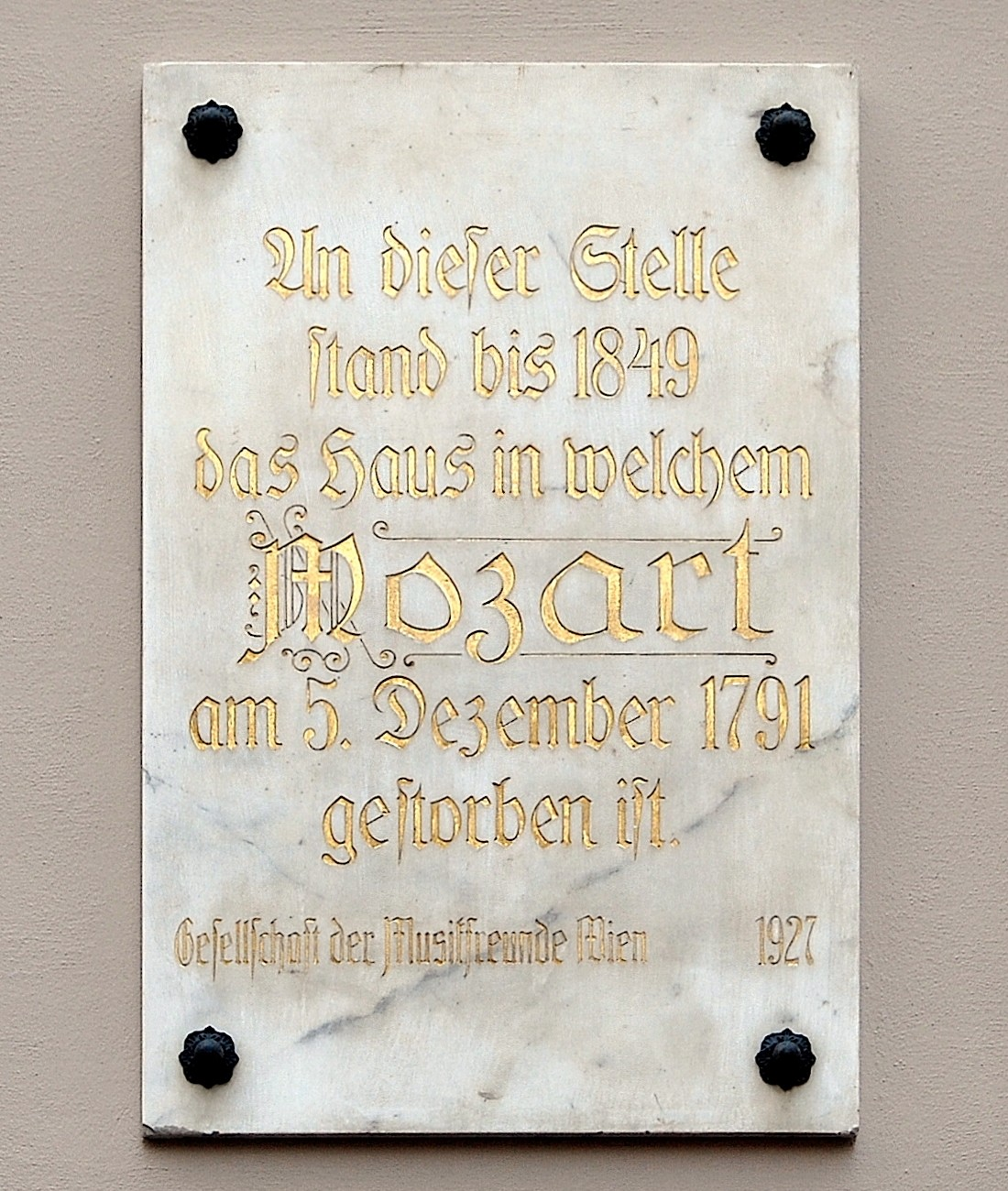
Gedenktafel in der Rauhensteingasse 8

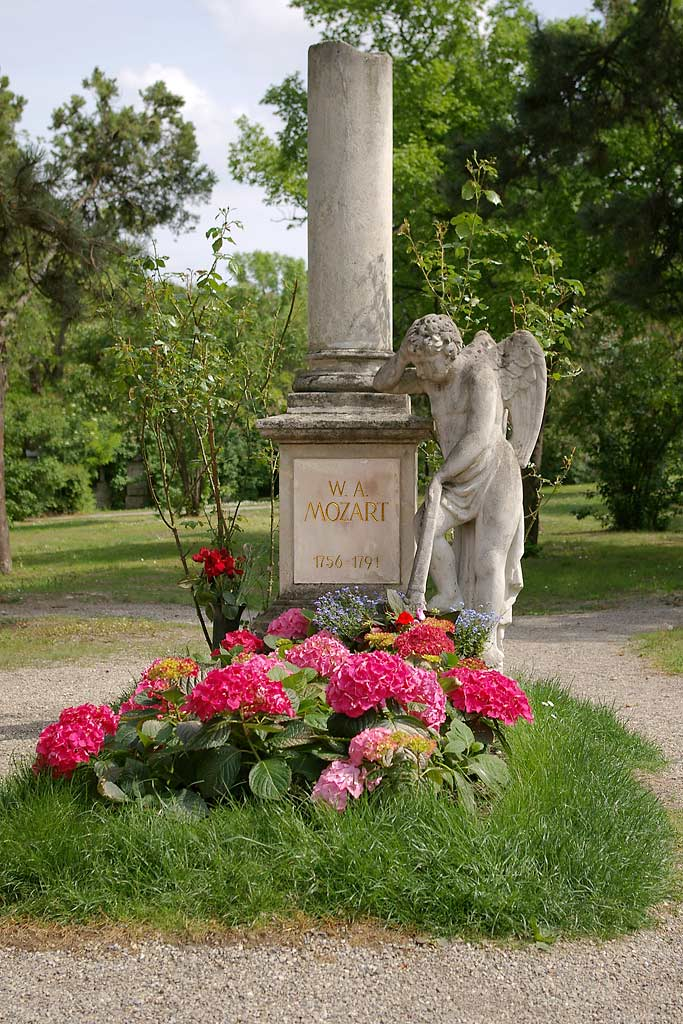
Das Denkmal Mozarts auf dem Sankt Marxer Friedhof in Wien

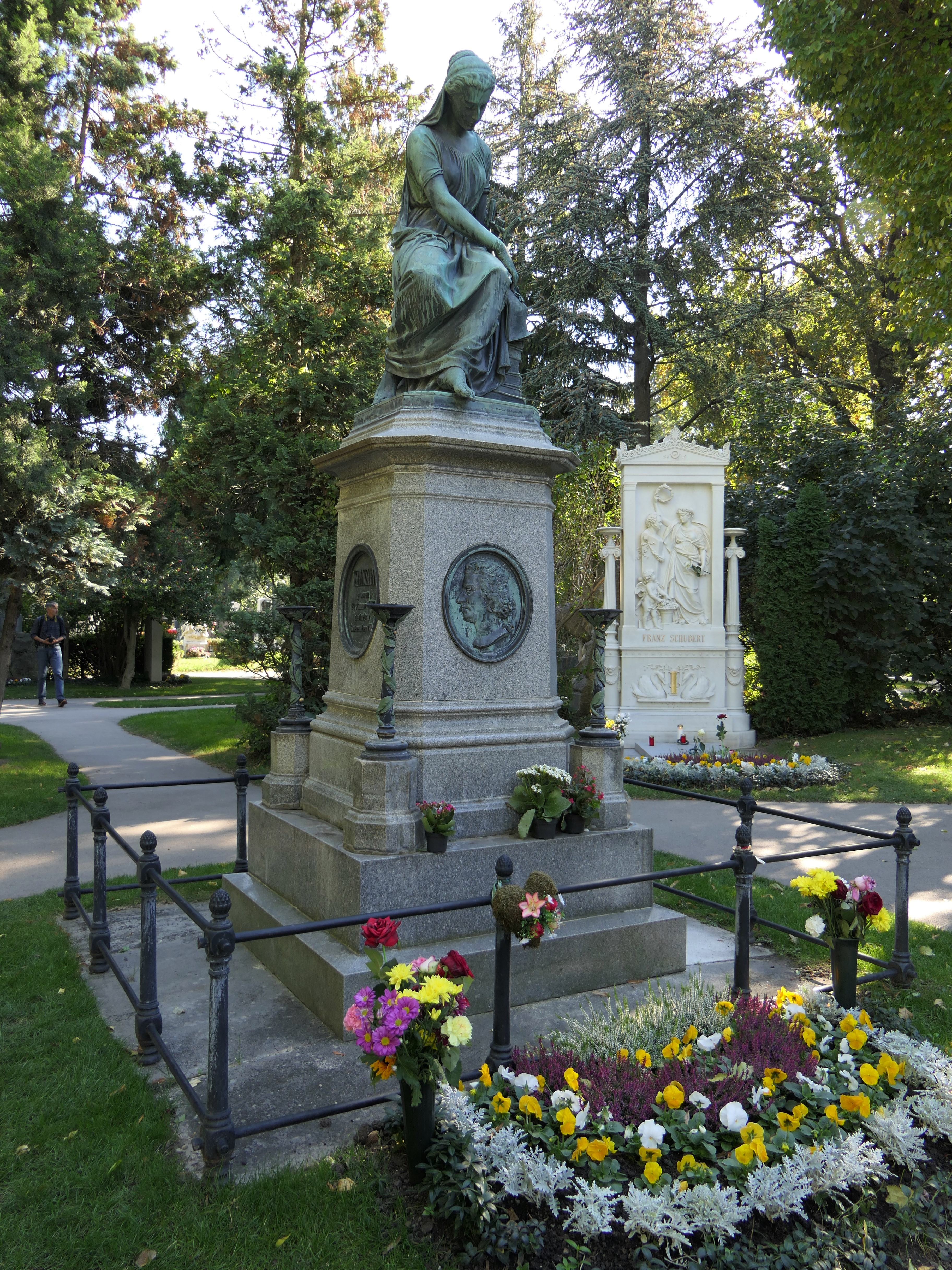
Grabdenkmal für Mozart auf dem Wiener Zentralfriedhof

Mitte September 1791 kehrte Mozart nach Wien zurück. Nach der Uraufführung der Zauberflöte arbeitete er nun an der Komposition des Requiems (KV 626). Bereits mit der Motette Ave verum corpus (KV 618) hatte er sich im Juni wieder der Kirchenmusik zugewandt. Den Auftrag zur Komposition des Requiems hatte er im Sommer von Graf Franz von Walsegg erhalten, der das Werk dem Gedächtnis seiner früh verstorbenen Gattin Anna widmen wollte, jedoch anonym blieb – der Überlieferung nach, weil er die Komposition als seine eigene ausgeben wollte – und seine schriftliche Anfrage durch einen unbekannten Boten überbringen ließ. Mozart erhielt vorab eine hohe Anzahlung, bat jedoch wegen seiner vielen anderen Verpflichtungen um Zeitaufschub. Am Ende konnte er die Komposition nicht mehr vollenden: Constanze Mozart beauftragte nach dem Tod ihres Mannes Franz Xaver Süßmayr mit der Vervollständigung des Requiems unter Mozarts Namen.
Am 20. November (etwa zwei Tage, nachdem er die Uraufführung seiner Kantate Laut verkünde unsre Freude, (KV 623) geleitet hatte) wurde Mozart bettlägerig, am 5. Dezember, fünf Minuten vor 1 Uhr früh starb er.
Er wurde nicht ganz 36 Jahre alt. Während seines letzten Lebensjahres wohnte er im Kleinen Kayserhaus, das sich bis zur Mitte des 19. Jahrhunderts in der Rauhensteingasse 8 auf der Rückseite des heutigen Kaufhaus Steffl (Kärntner Straße 19) befand. Eine Gedenktafel erinnert daran, dass Mozart dort am 5. Dezember 1791 starb.
„Unter allen biographischen Umständen Mozarts hat nichts die Nachwelt so beschäftigt wie Tod und Begräbnis“ (Volkmar Braunbehrens). Der anonyme Auftrag für das Requiem, die Tatsache, dass es gerade dieses Werk war, an dem er zuletzt arbeitete und das er unvollendet hinterließ, die nicht vollständig aufgeklärten Umstände seiner finanziellen Not in den Jahren zuvor, und der plötzliche Tod in so jungem Alter: dies alles gab Anlass für Spekulationen, Legenden und Gerüchte bis hin zu Verschwörungstheorien. Tatsächlich ist es nicht möglich, die Todesursache Mozarts mit letzter Gewissheit medizinisch aufzuklären.
Der Totenbeschauer attestierte ein „hitziges Frieselfieber“ (etwa „die Kombination eines hoch fieberhaften Krankheitsverlaufs mit einem sichtbaren Hautausschlag“).
Mit einiger Sicherheit ist davon auszugehen, dass Mozart an einer akuten, wahrscheinlich bakteriellen Infektionskrankheit starb. Es spricht vieles dafür, dass es sich dabei um ein rezidivierendes Rheumatisches Fieber handelte, ausgelöst durch wiederholte Streptokokkeninfektionen (Pharyngitis), an denen er seit seiner Kindheit gelitten hatte. Als Komplikation könnte eine Schädigung des Herzens hinzugekommen sein. Schließlich könnte auch die damals übliche Behandlungsmaßnahme des Aderlasses, zuletzt vorgenommen am 3. Dezember, eine fatale Wirkung gehabt haben.

Auch diverse andere virale, bakterielle oder parasitäre Infektionskrankheiten, darunter Trichinellose ebenso wie Syphilis – eventuell in Verbindung mit den Auswirkungen einer damals üblichen Therapie mit Quecksilber – und auch Erkrankungen wie Purpura Schönlein-Henoch oder Nierenversagen wurden als Todesursache diskutiert.
Unmittelbar nach Mozarts Tod kamen Spekulationen über einen Giftmord auf. Angeblich hatte er selbst wenige Wochen zuvor eine entsprechende Befürchtung geäußert. Davon berichtete zuerst Franz Xaver Niemetschek 1808; der Text wurde 1828 wörtlich von Constanzes zweitem Ehemann Georg Nikolaus Nissen in seine Mozart-Biographie übernommen:

„Bey seiner Zurückkunft nach Wien [nach der Uraufführung von La clemenza di Tito in Prag] nahm er sogleich seine Seelenmesse vor […] aber seine Unpäßlichkeit nahm sichtbar zu, und stimmte ihn zur düstern Schwermuth. Als [seine Gattin] eines Tages mit ihm in den Prater fuhr, um ihm Zerstreuung und Aufmunterung zu verschaffen, und sie da beyde einsam saßen, fing Mozart an vom Tode zu sprechen, und behauptete, daß er das Requiem für sich setze. ‚[…] mit mir dauert es nicht mehr lange: gewiß, man hat mir Gift gegeben! Ich kann mich von diesem Gedanken nicht los winden.‘“

Diese Aussage, wenn sie authentisch ist, dürfte jedoch eher als Ausdruck einer depressiven Stimmung („düsteren Schwermuth“) zu verstehen sein. So sah es auch Nissen (und somit Constanze). Sein Fazit: „Der Gedanke der Vergiftung war gewiss ein blosses Spiel seiner Einbildung.“ Auf depressive Episoden deuten auch frühere Äußerungen Mozarts hin. Alle neueren seriösen Veröffentlichungen halten die „Vergiftungsthese“ für abwegig.
Nissen erklärte sich Mozarts frühen Tod auch damit, dass er in seiner kurzen Lebenszeit ein unvorstellbares Arbeitspensum bewältigt hat und letztlich „an ausserordentlicher Anstrengung starb“:

„Man höre die erstaunliche Zauberflöte, die Clemenza di Tito und das Requiem – und sage sich: diese Menge Musik schuf er in vier Monaten, und in dieser Zeit machte er auch noch zwey Reisen! Man lege die dicken Partituren über einander – welch Volumen! – Man durchblättere sie – welche ungeheure Menge Noten! Wie war es möglich, dass sie der Mann in der kurzen Zeit nur schreiben: konnte! Und gleichwohl ist jede dieser Myriaden von Noten überdacht […] genau überrechnet, seinem gehörigen Instrumente zugetheilt, in seinen Schlüssel. gesetzt, ihr Effect bestimmt – ach, und was Alles noch mehr!“

Beigesetzt wurde Mozart, nachdem sein Leichnam zunächst verordnungsgemäß in der Wohnung aufgebahrt und anschließend in der Kreuzkapelle des Stephansdoms bei einer Trauerfeier ausgesegnet worden war, in einem allgemeinen (Schacht-)Grab am Sankt Marxer Friedhof. Die Begräbnisformalitäten wurden von Gottfried van Swieten organisiert, der sich auch anschließend als „tatkräftiger Freund der Familie Mozart“ erwies.

Die genaue Grabstätte ist nicht bekannt. Da es sich nicht um ein Einzelgrab handelte, wurde es nicht gekennzeichnet. Mozarts Witwe besuchte zusammen mit Georg August von Griesinger, ihrem Sohn Franz Xaver Wolfgang und vermutlich auch Nissen im Sommer 1808 den Friedhof und versuchte, die Grabstelle zu finden, was jedoch nicht mehr gelang. Sie hat darüber anlässlich des 50. Todestages Mozarts in einem Brief an Johann Ritter von Lucam ausführlich berichtet.

1855 wurde der Standort seines Grabes so gut wie möglich bestimmt und 1859 an der vermuteten Stelle ein Grabmal errichtet, das später von der Stadt Wien in die Gruppe der Musiker-Ehrengräber am Zentralfriedhof (32 A-55) umgesetzt wurde. Auf der alten, frei gewordenen Grabstelle wurde in Eigeninitiative des Friedhofswärters Alexander Kugler abermals eine Mozart-Gedenktafel errichtet, die mit der Zeit aus Spolien anderer Gräber zu einem Grabmal ausgebaut wurde und heute eine viel besuchte Sehenswürdigkeit ist.

### Finanzen und künstlerische Autonomie
Bald nach seinem Tod verbreitete sich der Mythos von Mozart als „verarmtem, verkannten Genie“. Neueren Forschungsergebnissen hält diese Legende nicht stand.
Allerdings waren Mozarts Lebensverhältnisse von Höhen und Tiefen gekennzeichnet, die stets auch mit dem „Experiment seiner Lebensorganisation“ zusammenhingen.

#### Kindheit und Jugendzeit
Bereits die langen Reisen, die Leopold Mozart mit seinen Kindern unternahm, waren ein finanzielles Wagnis. Die „unvorstellbar teuren Reisen“ mussten sich selbst finanzieren: die Familie war darauf angewiesen, mit Auftritten der Kinder Geld zu akquirieren. Trotz „generalstabsmäßiger Planung“ durch den Vater bedeuteten unerwartete Zwischenfälle, vor allem Krankheiten, ein erhebliches Risiko. So seufzte Leopold Mozart, nachdem im Dezember 1765 beide Kinder nacheinander in Den Haag eine Typhuserkrankung überstanden hatten, in einem Brief an Lorenz Hagenauer: „Auf die Unkösten ist gar nicht zu gedencken, holl der Guck Guck das Geld, wenn man nur den Balg davon trägt.“ Für die große Reise Wolfgangs mit seiner Mutter musste Leopold mehrfach Schulden aufnehmen, die sich im November 1778 schließlich auf 863 Gulden beliefen. Er machte dem Sohn wiederholt Vorwürfe, weil es ihm nicht gelang, ausreichende Einkünfte zu erzielen oder eine Anstellung zu finden.
Die ihm angebotene Organistenstelle in Versailles hatte Mozart im Frühjahr 1778 abgelehnt, weil ihn die Präsenzverpflichtung für jährlich 6 Monate abschreckte und er die Bezahlung zu gering fand. Dagegen hatte er ein halbes Jahr zuvor eine Anstellung am Hof des Kurfürsten Karl Theodor in Mannheim, im Kreis der Kollegen der Hofkapelle, angestrebt, zumal die Musiker dort auch gut verdienten: der Kapellmeister Holzbauer bekam etwa 3.000, der Orchesterdirektor Cannabich 1.800 Gulden jährlich. Selbst im Herbst 1778, als Karl-Theodor seine Residenz bereits nach München verlegt hatte, hoffte Mozart noch einmal auf ein Mannheimer Engagement. Die „sclaverey in salzbourg“, die Abhängigkeit und die Bevormundung durch den Erzbischof Colloredo, erschienen ihm dagegen unerträglich.

#### Allgemeine Einkommensverhältnisse
Als er dennoch 1779 im Amt eines Hoforganisten wieder dort angestellt wurde, betrug sein Jahreseinkommen 450 Gulden. Das war etwas weniger als sein Vater zu dieser Zeit verdiente und entsprach ungefähr dem Einkommen eines mittleren Beamten (Adjunkten, Kanzlisten, Offizialen …) am unteren Ende der Scala. In einer Publikation von 1792, Joseph Gerold (Hrsg.): Nützliches Adress- und Reisebuch oder Archiv der nöthigsten Kenntnisse von Wien für reisende Fremde und Inländer, wurden für die notwendigen Lebenshaltungskosten eines männlichen Wieners mit eigenem Hausstand etwa 500 bis 550 Gulden veranschlagt. Die Einkommensunterschiede in der Gesellschaft waren immens. Manchen fürstlichen Familien, die sich eine üppige Hofhaltung und sogar ein eigenes Privatorchester leisten konnten, standen jährlich sechsstellige Guldenbeträge zur Verfügung. Ämter am Hof, die dem Adel vorbehalten waren, wurden mit 8.000 bis 20.000 Gulden vergütet. Mozarts Stubenmädchen in Wien erhielt neben Unterkunft und Verpflegung 12 Gulden im Jahr, immerhin doppelt so viel wie laut Gerolds Reisebuch üblich.

#### Wien
Nach dem Bruch mit dem Erzbischof und dem Neubeginn in Wien arbeitete Mozart „auf eigenes Risiko“, „für einen freien Markt von Auftraggebern, Bestellern und […] Angeboten“, ein Lebensentwurf, für den es kein Vorbild gab. Er war sich „seiner Sonderstellung bewußt“ und wusste auch, dass „in keiner Stadt außer Wien die Voraussetzungen so günstig waren […]“. Zwar strebte er grundsätzlich auch weiterhin ein festes Beschäftigungsverhältnis an, doch es durfte nicht „zur Fessel werden, einer freien Entfaltung seiner künstlerischen Vorhaben im Wege stehen“. „Mozart [ließ] an keiner Stelle Zweifel an der Selbstbestimmtheit seines Komponierens. […] Entscheidend für ihn war offenbar der Wille, in allen Punkten die Kontrolle zu behalten.“ Damit kam nur eine leitende Stelle als kaiserlicher Hofkomponist oder Hofkapellmeister in Frage.

Schon bald war er außerordentlich erfolgreich und seine Einkünfte überstiegen die Verdienste der meisten Musikerkollegen um ein Vielfaches. (Eine Ausnahme bildeten die hohen Gagen berühmter, insbesondere italienischer Sänger: Aloisia Lange hatte an der Hofoper ein Jahresgehalt von etwa 1.700 Gulden, Nancy Storace erhielt für ihr Wiener Abschiedskonzert 1787 über 4.000 Gulden.) 

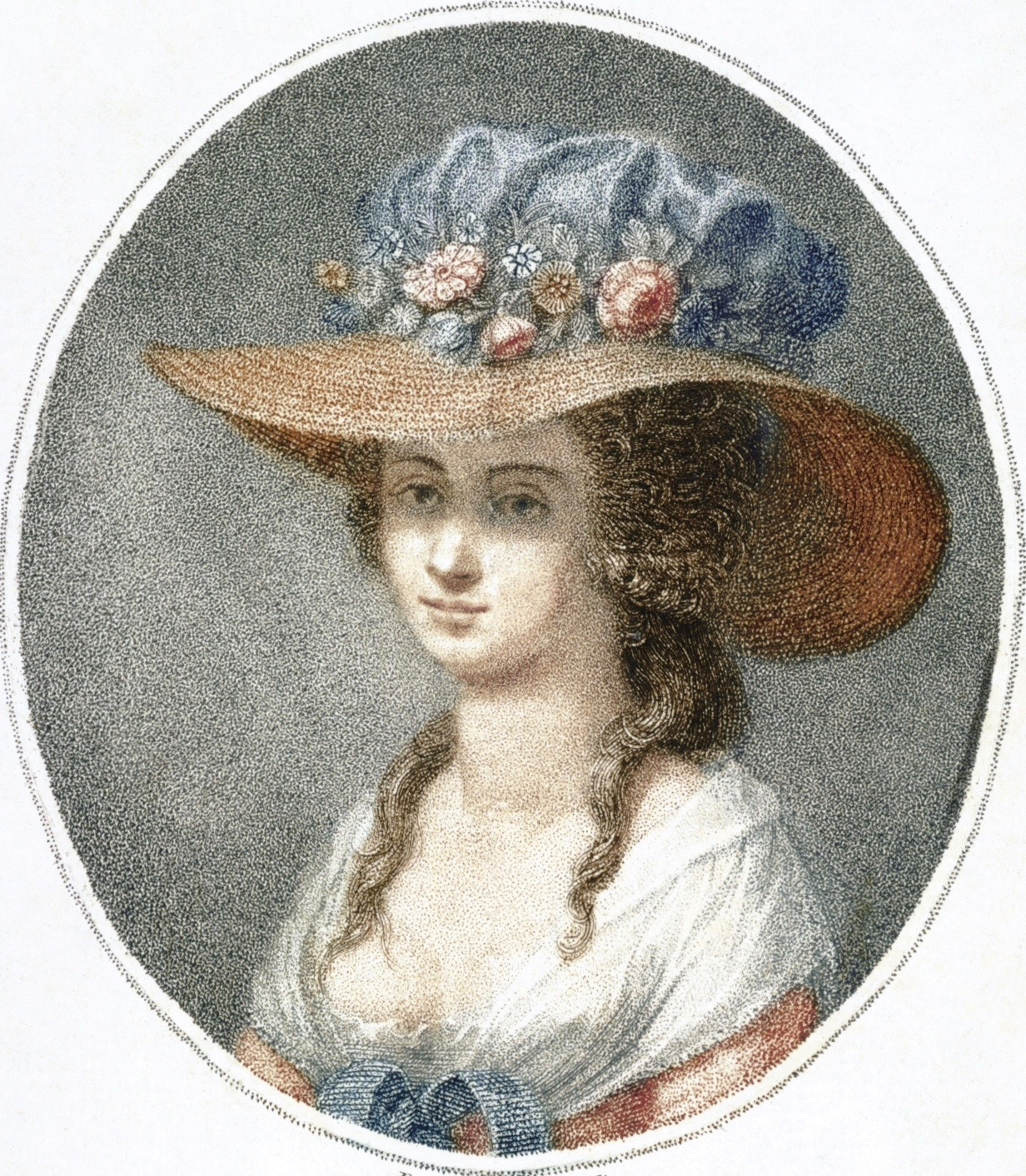
Die gefeierte Sängerin Nancy Storace (1788). Kolorierter Kupferstich von Pietro Bettelini

Mozarts Einkünfte in Wien stammten aus mehreren Tätigkeitsbereichen. In keinem gab es feste Honorarsätze:
- Einnahmen aus Konzerten: Er trat in öffentlichen, zum Teil auf Subskription veranstalteten „Akademien“ und bei Privatkonzerten in adligen Häusern und bürgerlichen Salons auf, in der Regel als Solist mit eigenen Klavierkonzerten.[289] Bereits im April 1781 behauptete er gegenüber seinem Vater, er könne in Wien für ein Konzert „tausend Gulden [machen]“.[290] Die Summe dürfte übertrieben sein, denn Mozart wollte begründen, warum er in Wien blieb. Zudem hatte er auch Unkosten: Akademie-Konzerte waren „kommerzielle Unternehmungen, die der Komponist [selbst] zu organisieren und für die er die finanzielle Verantwortung zu übernehmen hatte.“[291] Das betraf die Zusammenstellung eines Orchesters, Saalmiete, Beleuchtung, Klaviertransport und -stimmung und Stimmenkopiaturen sowie gegebenenfalls die Honorierung mitwirkender Sänger.[292] Konzerte fanden nur während der Fasten- und Adventszeit statt.[293]
- Vergütung von Unterrichtsstunden: Mozart unterrichtete nicht gern, in wirtschaftlich schwierigeren Situationen bildeten die hohen Honorare, die er nahm, jedoch einen relevanten Bestandteil seiner Einkünfte.[294] 1790 wandte er sich, wohl auf Drängen seines Gläubigers Puchberg, wieder verstärkt dieser Erwerbsquelle zu.[295]
- Honorare für Auftragsarbeiten, insbesondere die Opern: Die Erlöse daraus sind gut dokumentiert.[296] Für Le nozze di Figaro und Don Giovanni bekam Mozart jeweils 450 Gulden, für Cosi fan tutte und La clemenza di Tito 900 Gulden.[297] Zusätzliche Aufführungen wurden teilweise extra honoriert, zum Beispiel eine Benefizvorstellung des Don Giovanni 1787 in Prag mit 700 Gulden.[298] Mozarts Einkünfte für die Zauberflöte sind allerdings nicht bekannt. Nach Angaben von Nissen verzichtete er auf ein Honorar, da Schikaneder zuvor mit seinem Theater „herunter gekommen“ war.  Sie hätten vereinbart, dass Mozart als Honorar die Rechte an seiner Partitur bekäme, um sie an andere Häuser weiterzuverkaufen, doch Schikaneder habe sich nicht an die Verabredung gehalten.[299] Doch der Kontrakt zwischen Schikaneder und Mozart ist nicht bekannt. Die Zauberflöte war von Anfang an ein spektakulärer Erfolg, das Theater „regelmäßig ausverkauft“.[300] „Mozart […] verfügte für die erste Aufführungsserie […] offenbar über eine eigene Loge – möglicherweise als Bestandteil seines Vertrags –, in die er allem Anschein nach regelmäßig Gäste mitbrachte […].“.[301]
- Verlagshonorare sowie Entgelte für handschriftliche Notenkopien: „In einer Zeit, wo das Musikalienverlagswesen erst in seinen Anfängen stand“, konnte Mozart „eine ungewöhnlich hohe Zahl“ seiner Werke im Druck veröffentlichen.[302]
- Im Oktober 1787 erhielt Mozart einmalig 1.000 Gulden aus der Erbschaft seines Vaters.[303]
- Im Dezember 1787 bekam er eine Stelle als k. k. Hof-Musik-Compositeur. Damit hatte er erstmals ein festes Jahresgehalt von 800 Gulden.[304]

Es konnte „nie gelingen, Mozarts Einkünfte im Detail zu rekonstruieren“.  In der Literatur sind für die Zeit von 1781 bis 1787 Schätzungen von etwa 3.000–4.000 Gulden (Braunbehrens), 8.000 Gulden (Lütteken) oder 10.000 Gulden (Kraemer) Jahreseinkommen zu finden. Auf jeden Fall kann als gesichert gelten, dass seine Einnahmen in dieser Zeit exorbitant hoch waren.
In seinem Haushalt lebten neben ihm und seiner Frau drei weitere Personen: Sohn Carl, eine Köchin, ein Stubenmädchen und in den Jahren 1787 und 1788 der kleine Johann Nepomuk Hummel, der „als Schüler gratis in Kost und Logis genommen“ worden war. Zudem wurden oft Gäste bewirtet.

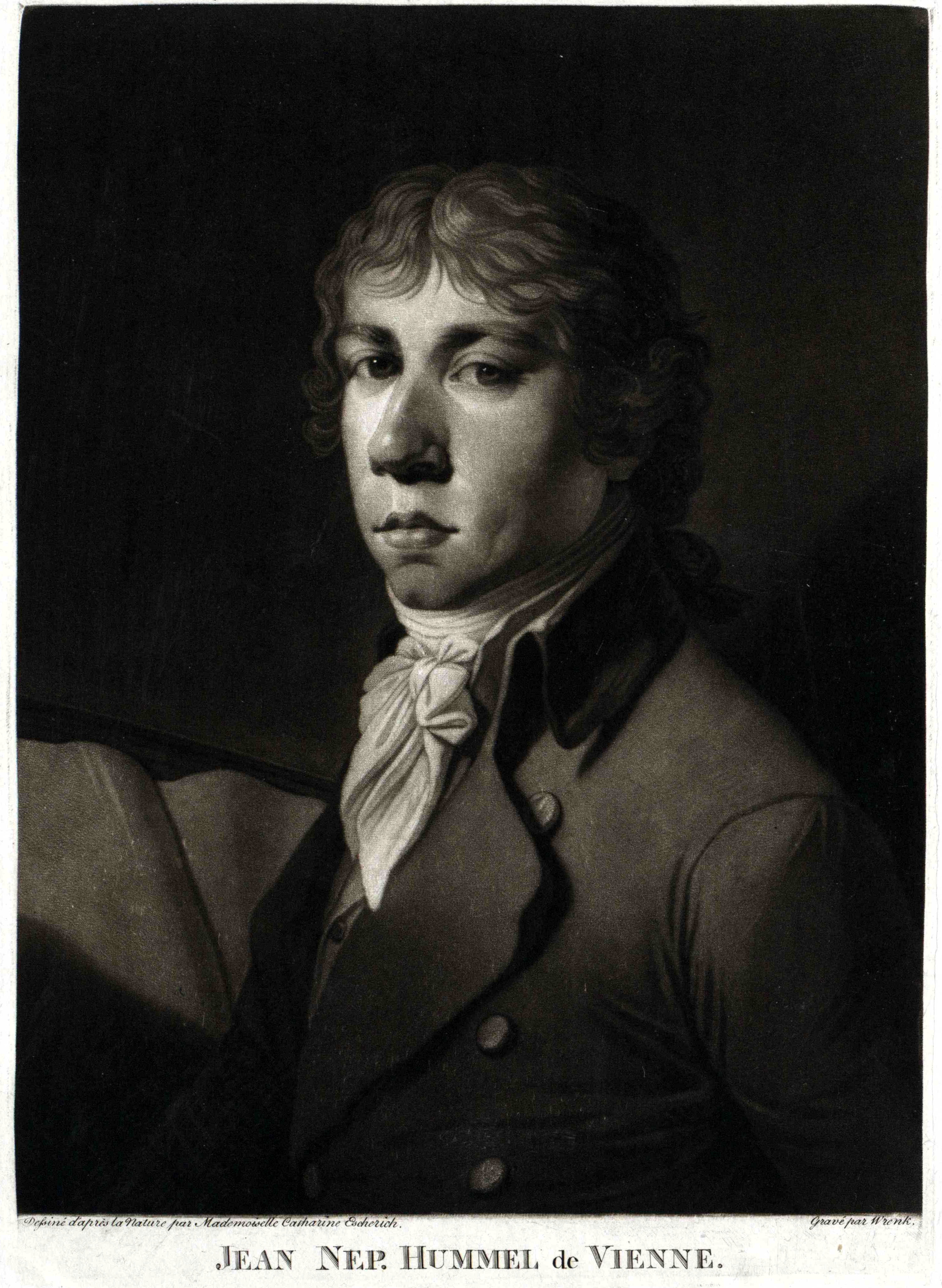
Johann Nepomuk Hummel als junger Mann. Mezzotintoradierung von Franz Wrenk nach einem Gemälde von Catharina Escherich

Mozart und seine Familie pflegten einen durchaus gehobenen Lebensstil, der geprägt war durch den seit seiner Kindheit gewohnten Verkehr in Fürstenhöfen, adligen Kreisen und bürgerlichen Salons.

#### Umzüge, verstärkte Hinwendung zur Oper
Von 1782 bis 1791 zog die Familie Mozart zehnmal um. Zusammen mit der Unterkunft im Deutschordenshaus unter der Ägide von Erzbischof Colloredo und den beiden Junggesellenwohnungen bei Cäcilia Weber und auf dem Graben hatte Mozart in seiner Wiener Zeit 14 verschiedene Adressen. Finanzielle Beweggründe spielten teilweise eine Rolle, die Umzüge führten jedoch keineswegs in einen „ständigen sozialen Abstieg“. Bei den meisten Mietverhältnissen dürften Sonderkonditionen auf Grund „mäzenatischer“ Beziehungen vorgelegen haben. Von September 1784 bis April 1787 lebte Mozarts Familie in einer repräsentativen Wohnung im Camesina-Haus in der Großen Schulerstraße, direkt hinter dem Stephansdom. Die Jahresmiete betrug 460 Gulden. Auch die letzte Wohnung in der Rauhensteingasse (bezogen am 29. September 1790) war großzügig.
Am 8. April 1786 gab Mozart seine letzte eigene Akademie am Burgtheater. Danach scheinen sich solche Veranstaltungen für ihn nicht mehr gelohnt zu haben. Auch Konzerte, die er während seiner Reisen in Berlin, Leipzig und Frankfurt am Main veranstaltete, zahlten sich nicht aus. In Prag dagegen brachten im Januar 1787 eine Aufführung des Figaro und ein anschließendes Akademiekonzert zusammen 1.000 Gulden ein. In der Folgezeit wandte sich Mozart verstärkt dem Opernschaffen zu.

Brief Mozarts an Johann Michael Puchberg, Juli 1788 (Bauer/Deutsch Nr. 1080)

#### Finanzieller Einbruch: Puchberg-Briefe
Im Sommer 1788 geriet Mozart in massive Geldschwierigkeiten. Anfang Juni begann eine Serie dramatischer „Bettelbriefe“ an seinen Freund und Logenbruder Johann Michael Puchberg, einen Wiener Tuchhändler. Puchberg hat diese Briefe aufbewahrt, vermutlich als Belege, und jeweils darauf vermerkt, welche Zahlungen er seinem Schuldner zukommen ließ. In den meisten Fällen waren die Beträge erheblich geringer als von Mozart erbeten. Möglicherweise bauschte Mozart seine Notlage auch auf, „das theatralische Crescendo, das seine Bittbriefe an Michael Puchberg kennzeichnet, dürfte seine finanzielle Lage vielleicht bisweilen etwas übertrieben haben“. Ende 1790 „ist eine Lösung von Puchberg als Hauptgläubiger zu erkennen“, in 4 Briefen aus dem Mai und dem Juni 1791 geht es nur noch um „Kleinstbeträge“. Aus dem gesamten Zeitraum von Juni 1788 bis Juni 1791 sind 21 Briefe an Puchberg mit Bitten um Darlehen bekannt, Mozarts Schulden beliefen sich insgesamt auf rund 1.450 Gulden, von denen bei seinem Tod noch etwa 1.000 Gulden offenstanden, den Rest hatte er zurückgezahlt. Die „Bettelbriefe“ beeinträchtigten die Freundschaft in keiner Weise: Mozart lud Puchberg zu privaten Konzerten ein – „Donnerstag aber lade ich Sie (aber nur Sie allein) um 10 Uhr Vormittag zu mir ein, zu einer kleinen Oper=Probe; – nur Sie und Haydn lade ich dazu“ – wurde seinerseits zum Essen eingeladen und ließ Puchberg und dessen Frau grüßen, wenn er unterwegs war und an Constanze schrieb.

Nicht nur bei Puchberg machte Mozart Schulden. Um die Reise nach Frankfurt am Main zur Krönung des Kaisers Leopold II. zu finanzieren, verpfändete er sein Silberzeug. Während seiner Abwesenheit führte Constanze Darlehensverhandlungen mit dem Kaufmann Heinrich (Hersch) Lackenbacher, in die auch der Verleger Franz Anton Hoffmeister einbezogen war. Als Sicherheit verpfändete Mozart dabei sein „gesammtes Mobilare“.
Mit dem finanziellen Einbruch 1788 war Mozarts „Versuch, als residierender freier Künstler zu arbeiten und ein gewiß nicht anspruchsloses Auskommen zu finden“ erst einmal gescheitert, das Modell seiner Lebensführung brach in sich zusammen. Hauptursache war wahrscheinlich der Russisch-Österreichische Türkenkrieg (1787–1792), der in Wien eine wirtschaftliche Krise auslöste. „Die Mobilmachung entvölkerte Teile der Stadt […], die Staatsverschuldung stieg dramatisch – mit einer heftigen Inflation und, 1789, […] einer erheblichen Kriegssteuer.“ Und Mozart hatte keine Rücklagen gebildet. Hinzu kam die Erkrankung Constanzes im Frühsommer 1789, die hohe Arzt- und Apothekerkosten sowie Ausgaben für Kuren erforderte. Spekulationen einiger Biographen über Spielschulden oder unseriöse Geldgeschäfte Mozarts sind weder bewiesen noch widerlegt.
Indem er sich verschuldete, versuchte Mozart offenbar, weitgehend „seinen Lebensstandard zu halten“. Anderen gegenüber zeigte er sich gerne großzügig, und er verlieh auch seinerseits Geld. In seinem Nachlass sind zwei Darlehen „als nicht mehr einbringliche Guthaben“ aufgelistet: eins an seinen Freund und Trauzeugen Franz Gilowsky von 300 Gulden und eins an den Klarinettisten Anton Stadler von 500 Gulden.

#### Letztes Lebensjahr und Vermächtnis
In Mozarts letztem Lebensjahr verbesserten sich seine Aussichten wieder. Er wurde immer berühmter, an allen europäischen Opernhäusern wurden seine Werke aufgeführt. Es gab Pensionsversprechungen aus Ungarn und Amsterdam und Einladungen nach England und Russland.

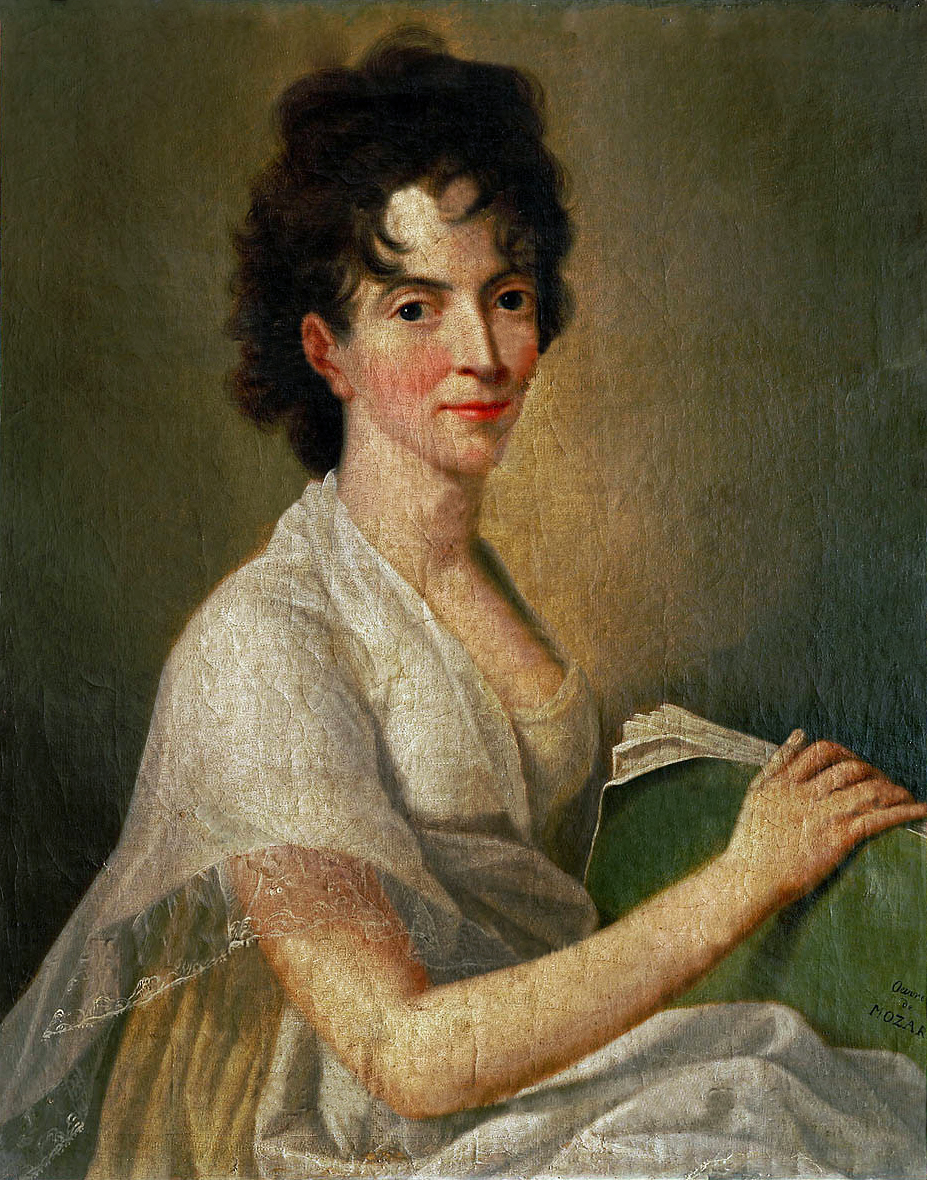
Constanze Mozart im Jahr 1802, Porträt von Hans Hansen.

Sein Erfolg war auch aus der Bestürzung zu ersehen, die sein Tod auslöste. „Die Nachwelt [zeigte] sich Mozarts Witwe gegenüber […] großzügig. Swieten übernahm über viele Jahre die Finanzierung der Kindererziehung, auch die Gräfin Maria Wilhelmine Thun soll sich daran beteiligt haben. Zahlreiche Benefizvorstellungen und Sammlungen fanden innerhalb des ersten Jahres nach Mozarts Tod statt und bezeugen die ungeheure Wertschätzung, die sich von [ihm] auf seine Familie übertrug.“ Haydn, der in London von Mozarts Tod erfahren hatte, schrieb im Januar 1792 an Puchberg: „Ich war über seinen Tod eine geraume Zeit ganz außer mir und konnte es nicht glauben.“ Er versprach, Mozarts Werke in England zu verbreiten und schlug vor, dessen Sohn Carl später unentgeltlich Kompositionsunterricht zu geben, „um die Stelle des Vaters einigermaßen zu ersetzen“.
Constanze beantragte eine staatliche Pension und bekam schließlich ein Drittel von Mozarts Gehalt als Kammerkomponist zugesprochen (266 Gulden, 40 Kreuzer), obwohl er die erforderliche Dienstzeit von 10 Jahren noch nicht erreicht hatte. Wenige Jahre nach Mozarts Tod hatte sie alle Schulden abgezahlt. Auch durch den Verkauf von Autographen hatte sie Einnahmen und erwies sich als geschickte und gewissenhafte Nachlassverwalterin.

### Mozarts Begräbnis

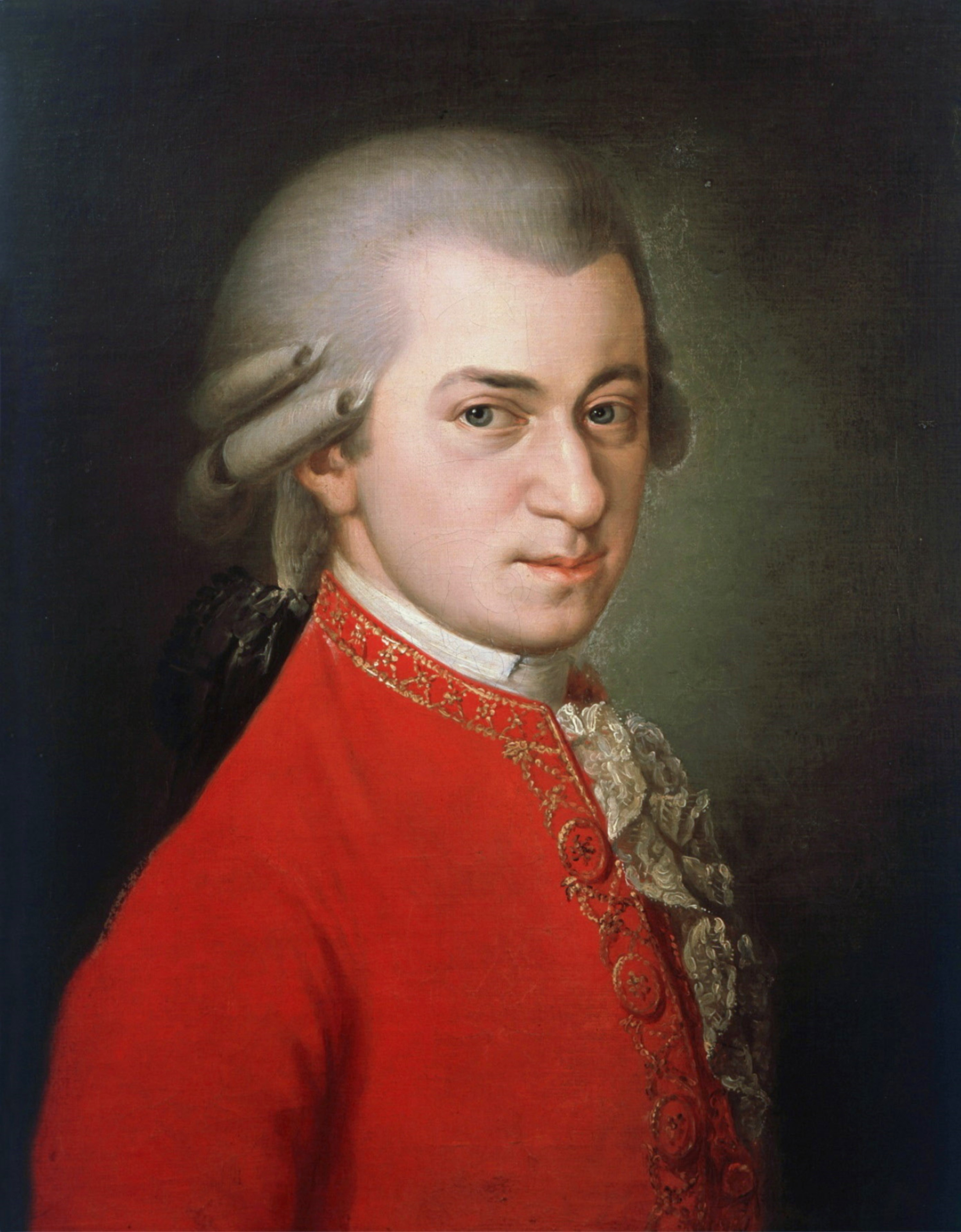
Das wohl berühmteste Mozart-Porträt, in Anlehnung an das Familiengemälde von 1780/81 postum gemalt von Barbara Krafft im Jahr 1819

#### Fakten
- Wolfgang Amadeus Mozart starb am Montag, dem 5. Dezember 1791, gegen ein Uhr früh in seinem Haus in Wien.
- Er wurde noch am selben Tag in seiner Wohnung  und am 6. Dezember bei der über dem Abgang zu den Katakomben errichteten Kruzifixkapelle am Stephansdom aufgebahrt.[341] Der Abschied wurde im Kreise seiner Freunde und Verwandten zelebriert.
- Laut der Sternwarte in Wien, die Wetteraufzeichnungen durchführte, war das Wetter mild und trocken.[342] Allerdings ist dies kein Hinweis auf die Straßenverhältnisse im Dezember 1791.
- Laut dem Wiener Stadt- und Landesarchiv ist nicht bekannt, ob Mozart am 6. Dezember 1791 abends oder am 7. Dezember 1791 frühmorgens zum Sankt Marxer Friedhof gebracht wurde. Es gibt darüber keinerlei Aufzeichnungen. Einer damals gültigen Sanitätsverordnung zufolge[343] wäre eine Beerdigung erst nach 48 Stunden,[344] somit ab dem 7. Dezember erlaubt gewesen.
- Mozart wurde in ein „allgemeines einfaches Grab“  gebettet, was der damaligen Vorgangsweise entsprach: Die Leichen waren nach der Einsegnung ohne Begleitung eines Geistlichen[345] „in die außer den Ortschaften gewählten Freidhöfe zur Eingrabung ohne Gepränge“ zu überbringen.[346] Das Bezeichnen der Gräber war aufgrund der Josephinischen Reformen vom August 1788[347] zwar nicht verboten, geschah aber im Falle Mozarts nicht. Die Eintragungen zum Tod und zum Begräbnis Mozarts befinden sich in den Matriken der Pfarre St. Stephan, die im Matrikenarchiv im Churhaus erhalten geblieben sind. Die Begräbnisabrechnung im Bahrleihbuch aus 1791 beweist, dass es sich um kein Armenbegräbnis gehandelt hat.[348]

#### Spekulationen
- Mozart sei verarmt gestorben und sei in einem Armengrab beerdigt worden:

Falsch ist, dass er völlig mittellos starb. Vielmehr ist richtig, dass er in einem „einfachen allgemeinen Grab“ bestattet wurde, nicht in einem „Massengrab“. Richtig ist allerdings auch, dass Mozarts Witwe die verbliebenen Verbindlichkeiten nur begleichen und den Lebensunterhalt der Familie für einige Zeit decken konnte, weil ihr von Kaiser Leopold II. eine Pension und der Gewinn aus einem Benefizkonzert, für das der Kaiser selbst einen großzügigen Betrag gab, zugesprochen wurden.
- Mozart sei nicht am Friedhof St. Marx, sondern am Matzleinsdorfer Friedhof begraben worden:

Unter Hinweis auf zeitgenössische Erinnerungen von Salieri, Gall und den Brüdern Aschenbrenner wurde publiziert, dass die Einsegnung und Beisetzung der Leiche Mozarts erst am 7. Dezember 1791 während eines massiven Schlechtwettereinbruches stattgefunden haben soll und Indizien auf eine Bestattung am Friedhof Matzleinsdorf hindeuten. So soll der Leichenzug nicht (Richtung St. Marx) durch das Stubentor gegangen sein, sondern durch das Kärntner Tor Richtung Matzleinsdorfer Friedhof; die ursprünglich für diesen Friedhof geltenden Angaben über die Lage des Grabes sollen erst später auf den St. Marxer Friedhof angewendet worden sein. Mozart soll auch in Schikaneders Freihaustheater aufgebahrt gewesen sein.
- Niemand habe den Leichenzug Mozarts zu seinem Grab begleitet:

Richtig ist, dass der Leichenzug nicht von Freunden und Verwandten zum Sankt Marxer Friedhof begleitet wurde. Falsch ist, dass dies wegen der Wetterverhältnisse geschah. Richtig ist vielmehr, dass damals in Wien das Begleiten des Leichnams bis zum tatsächlichen, in Mozarts Fall vier Kilometer entfernten Grab unüblich war. Mit der Aussegnung im Stephansdom waren die zu jener Zeit vorgesehenen Begräbnisfeierlichkeiten beendet.
- Die Leiche Mozarts sei umgebettet worden:

Erst 17 Jahre nach Mozarts Tod versuchte seine Frau Constanze, das Grab ihres Mannes zu finden. Da es aber kein Kreuz oder Bezeichnung dieses Grabes gab, musste man sich auf höchst unsichere Erinnerungen der Friedhofsangestellten verlassen. Es ist daher nicht möglich anzugeben, wo Mozart beerdigt worden ist.
- Der echte Schädel Mozarts sei bei der Internationalen Stiftung Mozarteum (ISM) in Salzburg aufbewahrt:[352]

Experten konnten erstmals eine DNA-Analyse und eine chemische Prüfung an dem Schädel durchführen. Das für die DNA-Analyse erforderliche Vergleichsmaterial stammte von Skeletten, die aus dem Familiengrab der Mozarts auf dem Salzburger Friedhof St. Sebastian geborgen wurden. Leopold Mozart ist nicht in diesem Grab, sondern in der Kommunalgruft begraben. Das im Jänner 2006 veröffentlichte Ergebnis erbrachte somit mangels Vergleichmaterials keinerlei Hinweise auf die Echtheit des Schädels. Im April 1991 fand Walther Brauneis, der von der ISM gebeten worden war, den historischen Sachverhalt zu bearbeiten, in der Wienbibliothek im „Vorgeordneten Nachlaß von Ludwig August Frankl“ das Manuskript mit dem Titel „Mozart’s Schädel ist gefunden“ (1868). Frankls Beschreibung des sogenannten Mozart-Schädels war bekannt, nicht bekannt war allerdings, dass Hyrtl den Text von Frankl attestiert hatte. Danach unterscheidet sich der Schädel von dem, den die ISM verwahrt, erheblich: Für den „Frankl-/Hyrtlschen Schädel“ werden sieben Zähne genannt, der Schädel in der ISM zählt dagegen elf Zähne. Damit ist bewiesen, dass der in der ISM verwahrte Schädel nicht mit dem „Frankl-/Hyrtlschen Schädel“ identisch sein kann.

### Medizinische Spekulationen
Der dänische Neurologe und Psychiater Rasmus Fog spekulierte 1985 über eine mögliche Erkrankung Mozarts am Tourette-Syndrom. 2005 untersuchte der irische Professor für Kinder- und Jugendpsychiatrie Michael Fitzgerald in seiner Veröffentlichung The Genesis of Artistic Creativity die Frage, ob Mozart das Asperger-Syndrom gehabt hätte. Anhand des biographischen Materials hält er es durchaus für möglich. Wegen Mozarts Hyperaktivität und Impulsivität könnte auch eine Diagnose von ADHS zutreffen.
Die ersten Legenden zu den Todesursachen zirkulierten schon kurz nach Mozarts Tod. So werden zum Beispiel eine Quecksilbervergiftung oder Mordmotive seines Konkurrenten Antonio Salieri behauptet.

### Mozarts Vornamen

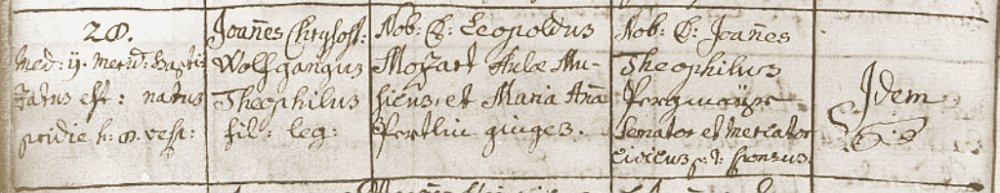
Taufeintrag vom 28. Jänner 1756

Am 28. Jänner 1756 – einen Tag nach seiner Geburt – wurde Mozart auf die Namen Joannes Chrysostomus Wolfgangus Theophilus getauft (andere Schreibweise seiner Vornamen: Joannes Chrisostomus Wolfgang Gottlieb.) Der erste und letzte der genannten Vornamen verweisen auf den Taufpaten Joannes Theophilus Pergmayr, Senator et Mercator Civicus, die ersten beiden Namen zugleich auf den damaligen Tagesheiligen des Geburtstages Johannes Chrysostomos, der mittlere Vorname Wolfgang auf Mozarts Großvater Wolfgang Nicolaus Pertl. Das griechische Theophilus („Gottlieb“) hat Mozart später in seine französische Entsprechung Amadé bzw. (selten) latinisierend Amadeus übersetzt.
Sein Rufname war zeitlebens Wolfgang. In der Zeit der Italienreisen nannte er sich oft Wolfgango Amadeo Mozart. Als Erwachsener unterschrieb er zumeist als Wolfgang Amadé Mozart, wenn nicht überhaupt nur als Wolfgang Mozart (so etwa trug er sich in die Anwesenheitsliste der Wiener Freimaurerloge Zur Wohlthätigkeit ein). Amadeus nannte er sich nur im Scherz in drei seiner Briefe. Die Namensform Wolfgang Amadeus erschien zu Mozarts Lebzeiten offiziell nur einmal, und zwar im Frühjahr 1787 in einem amtlichen Schreiben der Niederösterreichischen Statthalterei. Die erste postume amtliche Nennung Mozarts mit dem latinisierten Vornamen ist die Eintragung im Totenbeschauprotokoll des Wiener Magistrats am 5. Dezember 1791.
Während im 19. Jahrhundert der Name oft wechselnd zwischen „Wolfgang Amadé“, „Wolfgang Amade“ (ohne Akzent) und „Wolfgang Amadeus“ angegeben wurde, änderte sich die Situation 1876 mit der Entscheidung des Verlags Breitkopf & Härtel, die erste Gesamtausgabe der Werke unter dem Namen „Wolfgang Amadeus Mozart“ erscheinen zu lassen. Ausschlaggebend dafür war ein Briefwechsel mit dem Tübinger Ästhetik-Professer Karl Reinhold von Köstlin, der die Namensform „Amadé“ als „Französismus“ ablehnte und aus nationalen sowie philologischen Gründen für die latinisierte Form „Amadeus“ plädierte. Der Herausgeber der Ausgabe Julius Rietz und der Verlag stimmten dieser Namensform zu, die sich dann allgemein durchsetzte.

### Briefe
Mozart schrieb, beginnend im Jugendalter, während seines Lebens zahlreiche Briefe, die ein Kennenlernen seiner Persönlichkeit und seiner musikalischen Ansichten und Arbeitsweisen ermöglichen und so eine wichtige Forschungsbasis zu Mozarts Leben und Werk liefern. Der wichtigste briefliche Korrespondenzpartner war Mozarts Vater Leopold Mozart.

### Reisen

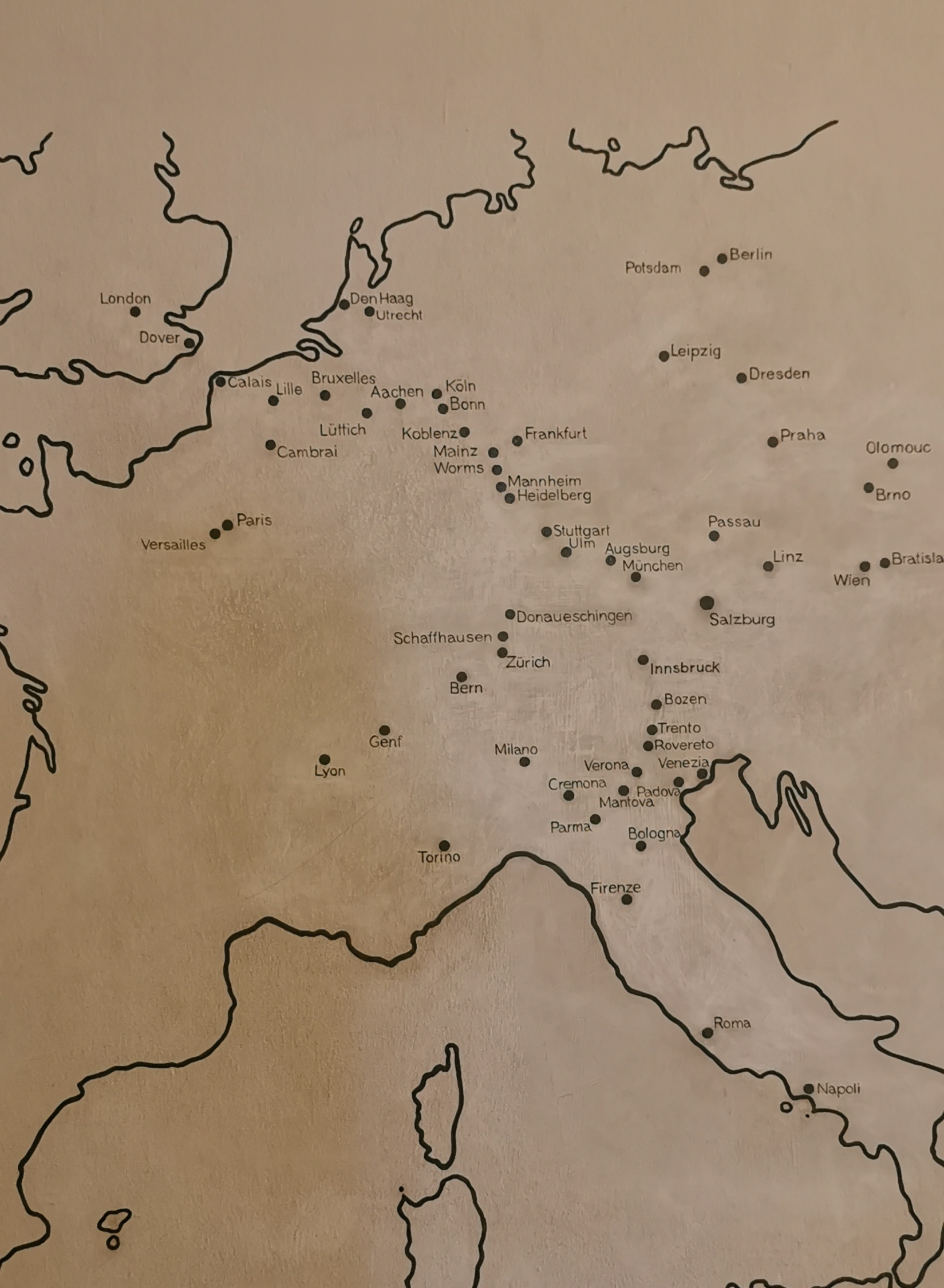
Reiseziele

Mozart war insgesamt über zehn Jahre, beinahe ein Drittel seines Lebens auf Reisen, die ihn in zehn Länder des heutigen Europas führten. Allein schon die Fahrten per Kutsche – eine Reise von Salzburg nach Wien dauerte zum Beispiel je nach Jahreszeit und Wetter etwa sechs Tage – waren zur damaligen Zeit eine physische Herausforderung. Zudem reisten die Mozarts oft im Winter. So schreibt Leopold Mozart am 29. Dezember 1762 über die Fahrt von Preßburg nach Wien an Lorenz Hagenauer, den Vermieter und gleichzeitigen Gönner der Mozarts in Salzburg:

„[…] wir reisten diesen Tag nicht sonderlich bequemm, indem der weeg zwar ausgefrohren, allein unbeschreiblich knoppericht und voller tieffer gruben und schläge war; den̄ die Ungarn machen keinen weeg. Hätte ich in Pressburg nicht einen Wagen kauffen müssen, der recht gut gehängt ist, so hätten wir ganz gewiß ein paar Rippen weniger nach Hause gebracht. Den wagen muste ich kauffen, wenn ich anders wollte, daß wir gesund nach Wien̄ kommen sollten. Den̄ in ganz Presburg war kein 4sitziger geschlossner wagen bey allen Landkutschern anzutreffen. Diesen wagen hatte ein Stattkutscher – die Stattkutscher därffen aber nicht über Land fahren, ausgenommen mit 2 Pferd nur auf etliche Stunde.“

Wie unangenehm er eine Fahrt von Salzburg nach München erlebte, schildert Wolfgang Amadeus am 8. November 1780 in einem Brief an seinen Vater:

„Glücklich und vergnügt war meine Ankunft! – glücklich, weil uns auf der Reise nichts widriges zugestossen, und vergnügt, weil wir kaum den Augenblick, an ort und Ende zu kommen, erwarten konnten, wegen der obwohl kurzen doch sehr beschwerlichen Reise; – denn, ich versichere Sie, daß keinem von uns möglich war nur eine Minute die Nacht durch zu schlafen – Dieser Wagen stößt einem doch die Seele heraus! – und die Sitze! – hart wie stein! – Von Wasserburg aus glaubte ich in der that meinen Hintern nicht ganz nach München bringen zu können! – er war ganz schwierig – und vermuthlich feuer Roth – Zwey ganze Posten fuhr ich die Hände auf dem Polster gestützt, und den Hintern in lüften haltend – doch genug davon, das ist nun schon vorbey! – aber zur Regel wird es mir seyn, lieber zu fus zu gehen, als in einem Postwagen zu fahren.“

### Mozarts Tasteninstrumente
Da der Begriff „Clavier“ im 18. Jahrhundert ein Sammelbegriff für alle Tasteninstrumente war, die seinerzeit im Gebrauch waren, und das Wort „Flügel“ auch ein Cembalo bezeichnen konnte, lässt sich aus den Briefen der Familie Mozart oder anderen Dokumenten nicht immer eindeutig identifizieren, welches Instrument gemeint war. Zu Mozarts Zeit waren nach wie vor das Cembalo (besonders vor 1780) sowie das Clavichord (besonders als Haus- oder Reiseinstrument) im Gebrauch; das noch relativ neue Pianoforte, das einen deutlich obertonreicheren, schlankeren, zarteren und „trockeneren“ Klang besitzt als das moderne Klavier, setzte sich zu Mozarts Lebzeiten erst nach und nach durch. Mozart hat auf all diesen Instrumenten musiziert, und er spielte, besonders auf seinen Reisen, in Kirchen auch Orgel.
Einige von Mozarts frühen Tastenwerken wurden explizit für Cembalo geschrieben, und auch später zu seinen Lebzeiten wurden Sonaten und andere Werke oft mit der alternativen Besetzungsangabe „pour Clavecin ou Forte Piano“ („für Cembalo oder Pianoforte“) veröffentlicht. Er lernte bereits in seinen frühen Jahren aber auch Fortepiani kennen. Laut einem Brief vom 17. Oktober 1777 an seinen Vater Leopold waren ihm bis dahin die „Claviere“ des Regensburger Klavierbaumeisters Franz Jakob Späth „die liebsten“, von denen die Mozarts offensichtlich eines besaßen. Dabei könnte es sich allerdings auch um einen Tangentenflügel gehandelt haben, ein Instrument, das den Klang von Cembalo und Hammerklavier kombiniert, und für das Späth bekannt war. Erst im Herbst 1777, als Mozart Augsburg besuchte, lernte er die Fortepiani von Johann Andreas Stein kennen, die ihn wegen ihrer ungewöhnlich zuverlässigen Mechanik sehr beeindruckten, wie er seinem Vater im erwähnten Brief mitteilte. Am 22. Oktober 1777 führte Mozart sein Klavierkonzert für drei Klaviere (KV 242) auf Instrumenten Steins zum ersten Mal auf. Der Augsburger Domorganist Demmler spielte das erste, Mozart das zweite und Stein das dritte Klavier.

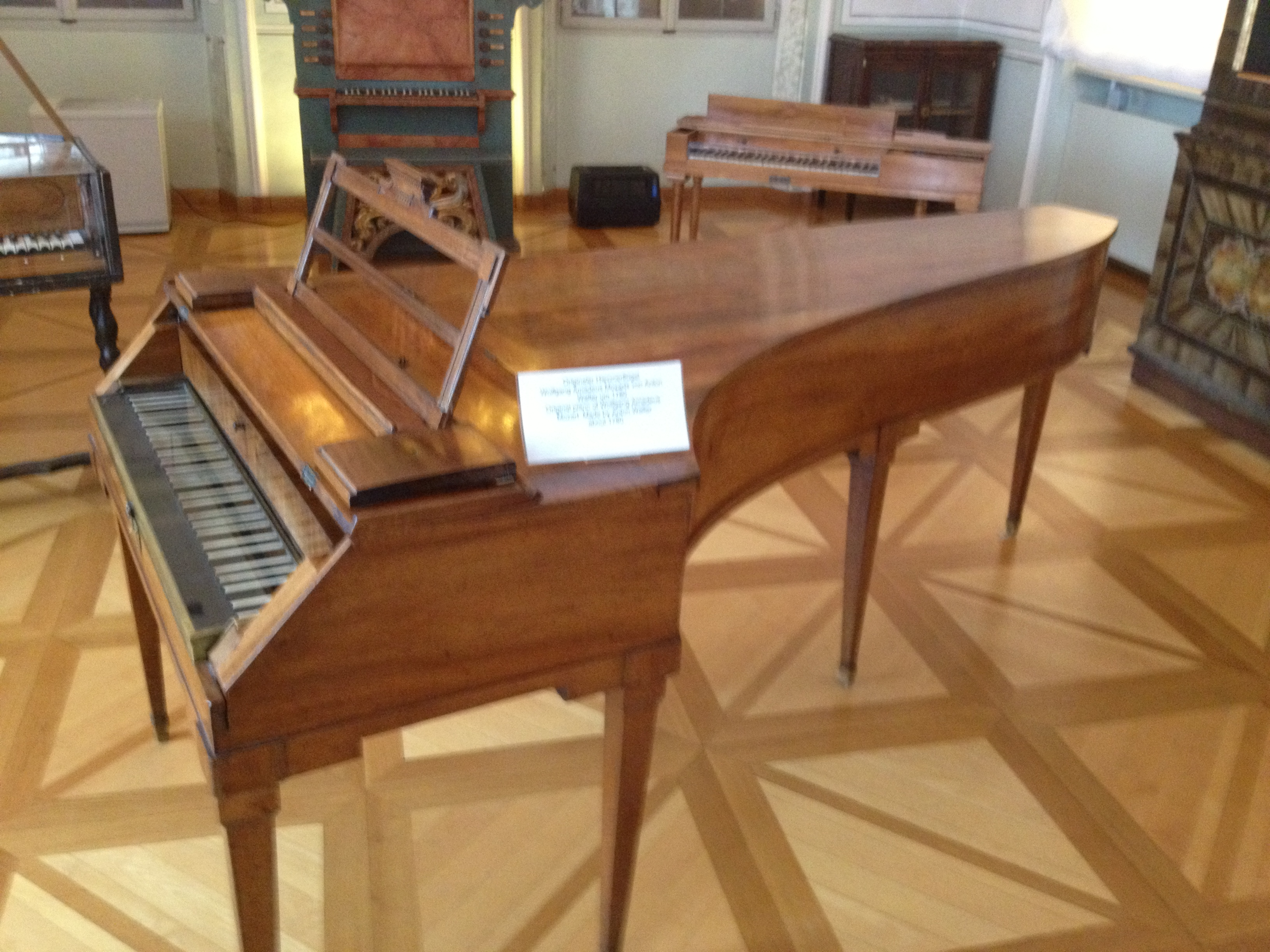
Hammerflügel von Walter, ca. 1782, aus Mozarts Besitz; heute im Bestand des Mozarteums

1782 erwarb Mozart in Wien ein Fortepiano von Anton Walter. In einem Brief vom 12. März 1785 bestätigt Leopold Mozart die enge Bindung seines Sohnes an dieses Instrument: „[…] es ist ohnmöglich die Scherereÿ und Unruhe alles zu beschreiben: deines Bruders Fortepiano Flügel ist wenigst 12=mahl, seit dem hier bin aus dem Hause ins theater oder in ein anders Haus getragen worden.“ Leopold Mozart erwähnt auch, dass Wolfgang sich für sein Fortepiano eine eigenständige Pedaltastatur hatte bauen lassen, die „3 spann“ länger als das Klavier war (wahrscheinlich in 16-Fuß-Lage), und die er ebenfalls manchmal zu Konzerten transportieren ließ. Mithilfe dieses Pedalklavieres konnte sich Mozart auch auf das Pedalspiel an einer Kirchenorgel vorbereiten.
1855 bot Mozarts Sohn Carl einen Hammerflügel von Walter aus dem Besitz seines Vaters dem Mozarteum an. Dieses von Walter nach Mozarts Tod überarbeitete und 1936–1937 von der Firma Rück in Bamberg restaurierte Instrument ist, ohne Pedal-Erweiterung, bis heute erhalten geblieben. Dass es wirklich der Flügel ist, den Mozart 1782 von Walter erworben hat und um eine Pedalklaviatur erweitern ließ, ist nicht hundertprozentig sicher.
Originale Notenausgaben der Klavierkonzerte Mozarts noch aus den 1780er und 1790er Jahren lassen die Besetzung des Soloinstrumentes – aus der Perspektive des frühen 21. Jahrhunderts vielleicht überraschenderweise – immer noch offen: sie wurden als „(Grand) Concert pour le clavecin ou le forte piano…“ verkauft.

### Nationalität

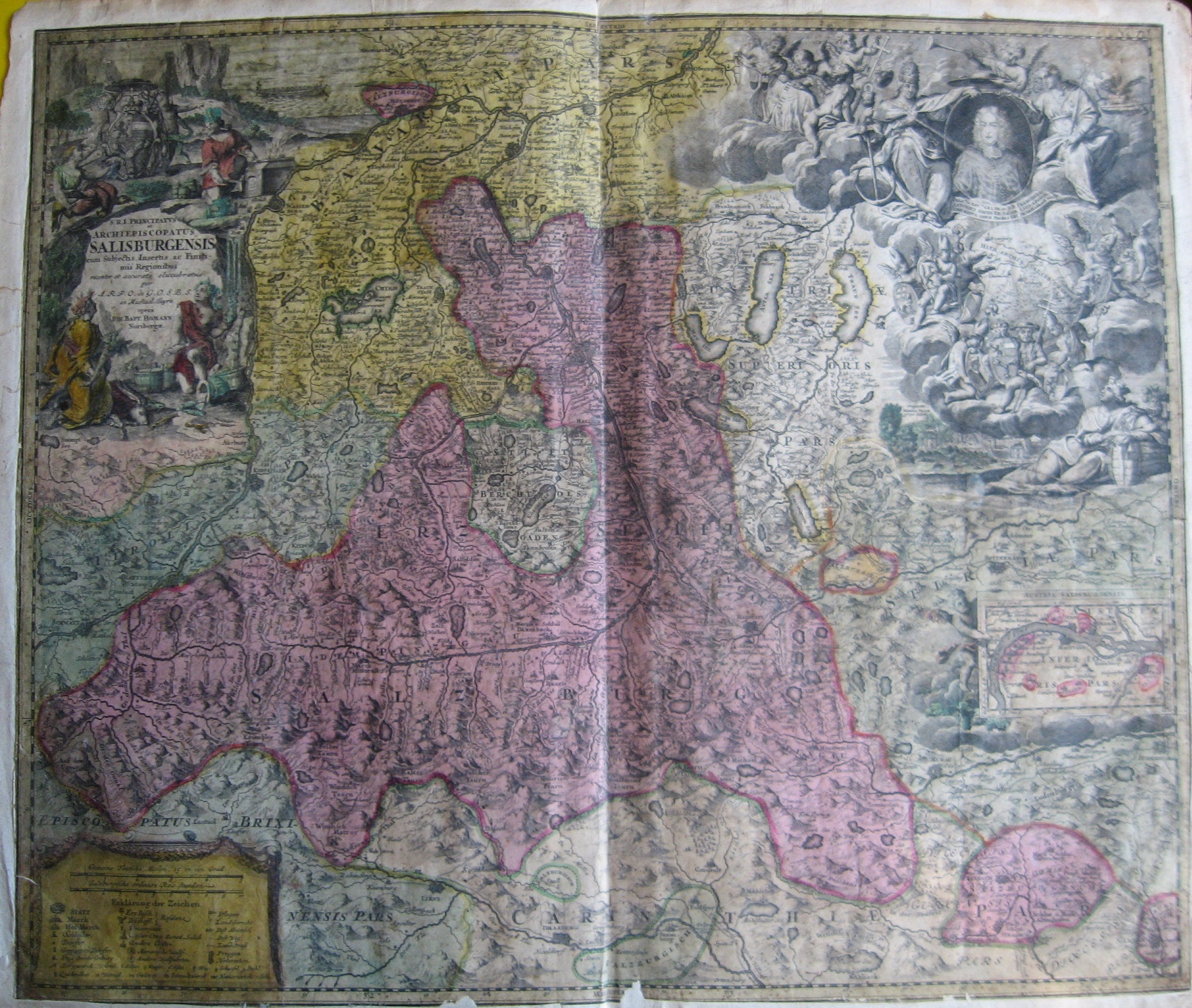
Diese Karte aus dem Jahr 1715 zeigt in rosa das Erzstift Salzburg

Die Frage der Bürgerschaft bzw. Landsmannschaft des Komponisten wird in der Rezeptionsgeschichte unterschiedlich beantwortet. Salzburg war seit dem späten 14. Jahrhundert Hauptstadt des im Wesentlichen unabhängigen Erzstifts Salzburg, das geistlich dem Heiligen Stuhl in Rom unterstand, weltlich als Teil des bayerischen Reichskreises dem römisch-deutschen Kaiser (zu Mozarts Lebzeiten waren das 1745–1765 Franz I., 1765–1790 Joseph II. und 1790–1792 Leopold II.), nicht aber der „österreichischen“ Habsburgermonarchie. Sein Vater Leopold entstammte einer schwäbischen Familie, welche seit Generationen in Augsburg lebte, und die Familie seiner Mutter Anna ist in der Salzburger Umgebung beheimatet, wobei sich hieraus jeweils keine Staatsangehörigkeit im modernen Sinne für Wolfgang ergab. Mozart war im Erzbistum als Untertan der Fürsterzbischöfe geboren und blieb dies sein Leben lang. Die Landeszugehörigkeit Mozarts könnte daher als „(Fürsterzbischöflich-)Salzburg(er)isch“ bezeichnet werden, jedoch ist diese Umschreibung seiner Landsmannschaft nicht gebräuchlich. Das viel verwendete Grove Dictionary of Music and Musicians bezeichnet Mozart als österreichischen Komponisten. Auch das Houghton Mifflin Dictionary of Biography (2003), das Oxford Concise Dictionary of Music (Bourne und Kennedy 2004) und das NPR Listener’s Encyclopedia of Classical Music (Libbey, 2006) bezeichnen ihn als solchen. Die Encyclopædia Britannica liefert zwei unterschiedliche Ergebnisse: Die kurze anonyme Fassung in der Micropedia bezeichnet ihn als österreichischen Komponisten; der Hauptartikel in der Macropedia, geschrieben von H. C. Robbins Landon, befasst sich nicht mit seiner Nationalität. In früheren Quellen wird Mozart oft als Deutscher bezeichnet, vor allem vor der Gründung des heutigen modernen österreichischen Nationalstaates. Eine Londoner Zeitung berichtete im Jahr 1791 vom Tod des Komponisten. Dort wird er als „der gefeierte deutsche Komponist“ (englisch: the celebrated German composer) bezeichnet. In Lieber u. a. (1832, S. 78), wird Mozart als „der große deutsche Komponist“ vorgestellt. Ferris (1891) nahm Mozart – unter anderem neben Frédéric Chopin, Franz Schubert und Joseph Haydn – in sein Buch The Great German Composers („Die großen deutschen Komponisten“) auf. Andere Bezeichnungen als Deutscher findet man bei Kerst (1906, S. 3), Mathews und Liebling (1896), sowie MacKey und Haywood (1909); viel später auch bei Hermand und Steakley (1981).
Manche Quellen änderten ihre Zuordnungen Mozarts zu heutigen Staaten im Laufe der Zeit. Grove bezeichnete Mozart nicht immer als „Österreicher“; dies erschien erstmals in der ersten Auflage des New Grove im Jahr 1980. Ähnlich war es auch beim Baker’s Biographical Dictionary of Musicians. Ursprünglich erwähnten sie die Landsmannschaft Mozarts nicht. Das Wort „Austrian“ wurde erstmals im Anfangssatz in der achten Auflage von 1992 erwähnt und wurde seither beibehalten. Die Encyclopædia Britannica, die ihn heute als „Austrian“ bezeichnet, beschrieb ihn früher als deutschen Komponisten.
Mozart selbst äußerte sich in seinen nachgelassenen Schriften nicht zur Frage seiner „Staatsangehörigkeit“ im modernen Sinne, nennt sich selber aber Teutscher, so in Briefen an seinen Vater, z. B. vom 29. Mai 1778, in dem es heißt:

„Was mich aber am meisten aufrichtet und guten Muthes erhält, ist, daß ich ein ehrlicher Teutscher bin“

und vom 11. September 1778, in dem er schreibt:

„mir ist nur leid, daß ich nicht hier bleibe, um ihm zu zeigen, daß ich ihn nicht brauche – und daß ich so viell kann als sein Piccini – obwohl ich nur ein Teutscher bin.“

In einem Brief vom 17. August 1782 schreibt er:

„Will mich Teutschland, mein geliebtes Vaterland, worauf ich (wie Sie wissen) stolz bin, nicht aufnehmen, so muß in Gottes Namen Frankreich oder England wieder um einen geschickten Teutschen mehr reich werden – und das zur Schande der teutschen Nation.“

Daraus wird ersichtlich, dass für ihn Teutschland als Bezeichnung für die deutschsprachigen Gebiete Mitteleuropas und die teutsche Nation (jeweils in der damals im oberdeutschen Raum üblichen Schreibung) als Kollektivum der dort lebenden deutschsprachigen Menschen begriffliche Realität waren, ohne dass dabei der Nationalstaatsgedanke unserer Zeit darauf Anwendung finden könnte: Zu seiner Zeit existierte ein Rechtssubjekt mit Namen „Deutschland“ ebenso wenig wie eines namens „Italien“, von dem er an anderer Stelle schreibt.
Was jedoch existierte, war das Heilige Römische Reich deutscher Nation, welches das heutige Deutschland und Österreich einschloss. Für dessen Kaiser schrieb er in Wien Musik zur Zeit der Verfassung obiger Aussage, nachdem er im Jahr zuvor aus Salzburg übersiedelt war und geheiratet hatte. Dies bildet somit den Kontext zum Verständnis der Aussage über seine Selbstverortung.

## Musik

### Komposition
Joseph Haydn würdigte Mozarts Musik, als er 1785 nach dem ersten Hören der ihm von Mozart gewidmeten Streichquartette Leopold Mozart versicherte:

„[…] ich sage ihnen vor gott, als ein ehrlicher Mann, ihr Sohn ist der größte Componist, den ich von Person und den Nahmen nach kenne: er hat geschmack, und über das die größte Compositionswissenschaft.“

Mozart selbst bekannte in einem Brief an seinen Vater vom 7. Februar 1778:

„denn ich kann so ziemlich, wie sie wissen, alle art und styl vom Compostitions annehmen und nachahmen.“

Es ist eine nachweisbare Eigenheit Mozarts, dass er während all seiner Kompositionsperioden Musik der verschiedensten Stile in sich aufgenommen und hieraus mannigfaltige Anregungen geschöpft hat. Wesentlich geprägt ist sein Kompositionsstil von süddeutschen und italienischen Stilelementen der zweiten Hälfte des 18. Jahrhunderts. Die frühesten Einflüsse stammen von seinem Vater und den Salzburger Lokalkomponisten. Wie sehr Mozart zunächst seinem Umfeld verhaftet blieb, zeigt der Streit um die beiden „Lambacher“ Sinfonien, bei denen lange unklar war, welche von Leopold Mozart und welche von Wolfgang Amadeus Mozart stammt.
Bei seinen Reisen nach Italien lernte er den dortigen Opernstil kennen, der ihn stark prägte und ihm auch in London von Johann Christian Bach vermittelt wurde. Großen Einfluss – vor allem auf sein späteres Schaffen – hatte das Studium des Kontrapunktes: zuerst durch den Kompositionsunterricht bei Padre Martini in Italien, später in Wien durch die praktische Auseinandersetzung mit der Musik Johann Sebastian Bachs und Georg Friedrich Händels, die er bei Gottfried van Swieten kennenlernte. Mozart dazu an seinen Vater am 30. März 1783: „denn wir lieben uns mit allen möglichen Meistern zu unterhalten; – mit alten und mit Modernen“.
Als typisch für Mozarts kompositorisches Schaffen lassen sich folgende Punkte nennen:
- Der Gattung des Klavierkonzerts verlieh Mozart symphonische Qualitäten[398] und führte sie zu formaler Vollendung.
- Mozart schrieb mehr als seine Zeitgenossen einen sehr differenzierten und anspruchsvollen Orchestersatz, insbesondere die Bläser erlangten eine zuvor unbekannte Eigenständigkeit.[399][400][401]
- Damit einher geht – ebenso wie bei Joseph Haydn – eine Zunahme der Länge und des Umfanges der einzelnen Werke (am deutlichsten zu beobachten bei den Sinfonien).
- Mozart integrierte in seine Kompositionen kontrapunktische Kompositionstechniken und verschmolz den klassisch-homophonen und den barock-polyphonen Stil (Finale des Streichquartetts KV 387, Finale der „Jupiter“-Sinfonie KV 551).
- Seine Werke sind von drei die Wiener Klassik charakterisierenden Kompositionsverfahren geprägt, die Mozart gemeinsam mit Joseph Haydn erarbeitet hat und die von Beethoven weiterentwickelt wurden: obligate Begleitung, durchbrochener Stil und motivisch-thematische Arbeit.
- Vor allem in seinen späten Opern schuf Mozart eine überzeugende psychologisch-dramaturgische Charakterzeichnung.
- Mozart gelang in seiner Musik die Verbindung des scheinbar Leichten, Eingängigen mit dem musikalisch Schwierigen und Anspruchsvollen.
- Mozart komponierte „Musick für aller Gattung leute […] ausgenommen für lange ohren nicht“. (Brief Mozarts vom 16. Dezember 1780)

Alles in allem schuf Mozart aus den von ihm vorgefundenen Stilen und Kompositionstechniken dank seiner herausragenden Fähigkeiten Musik von großer Komplexität und bedeutender Stilhöhe. Daran konnten Beethoven und die Komponisten des 19. Jahrhunderts anknüpfen.
Bewährt ist die Abgrenzung einer frühen Schaffensphase. Trotz der Problematik, die jede Einteilung eindeutiger chronologischer Stilperioden mit sich bringt, ist dann das Jahr 1781 als Trennlinie zwischen den Salzburger und Wiener Jahren anerkannt.

#### Frühwerk
Bis etwa 1768 bestand mit Leopold Mozart eine Art „Werkstattgemeinschaft“, mitunter gibt es für diese Phase Zuschreibungsprobleme. Mozarts frühe Sinfonien orientieren sich an Londoner Meistern wie Carl Friedrich Abel und Johann Christian Bach, wirken in ihrer geringeren Ausdehnung jedoch „kurzatmiger“. KV 112 von 1771 zeigt als erste Sinfonie eine wirkliche Durchführung und löst die strenge Kopplung von motivischem Material mit der Funktion auf, indem der Beginn der Modulation nach der Vorstellung des Hauptsatzes durch die Wiederholung der harmonisch stabilen Eröffnung verunklärt wird: Es ergibt sich Einheitlichkeit, aber auch Mehrdeutigkeit.
Mit zwölf Jahren schrieb Mozart sein erstes Bühnenwerk, die Opera buffa La finta semplice. Sie folgt im Gegensatz zu späteren Arbeiten Mozarts streng den Gattungsmustern etwa in der Tradition von Baldassare Galuppi. Auffällig sind allerdings liedhaft gestaltete Arien, wie sie Mozart dann auch beim Singspiel Bastien und Bastienne verwendete, wo sie wegen des deutschen Librettos „der Natur der Sache selbst“ entsprechen. Mit kleinen Taktarten und raschen Tempi entsteht in beiden Werken der typische Parlandoton komischer Opern. 1770 folgte als erste Opera seria Mitridate, re di Ponto KV 87 (74a) für das Mailänder Teatro Regio Ducal mit einer unüblich großen Zahl von Arien, deren Begleitung neben den Streichern zusätzlich Bläser verlangt. Zu Mozarts frühen Bühnenwerken zählt ferner die Festa teatrale Ascanio in Alba mit den gattungsüblichen Chören und Balletten, wobei Mozart die sonst getrennten Elemente Ouvertüre, Tanz und Chor verband.

#### Salzburg 1772–1781
Mozarts frühe Sonaten für Klavier und Violine sind violinbegleitete Klaviersonaten, geschrieben für Ausführende mit ungleichen instrumentaltechnischen Fähigkeiten. Der Part für das begleitende Instrument ist wenig anspruchsvoll und könnte auch fortgelassen werden. Allmählich verselbständigt sich die Violinstimme, und mit dem Druck von sechs Sonaten in Paris 1778 kann Mozart als Begründer der modernen Violinsonate gelten mit „verschiedene[n] Gewichtungen und Mischungen von Satzarten […], die zum Teil kaleidoskopartig auseinander hervorgehen“.
Klaviersonaten schuf Mozart meist als Gelegenheitskompositionen. Der Ausdruck von Dämonie und verzweifelter Flucht lässt die Sonate in a-Moll KV 310 von 1778 als Vorläufer von Beethovens „Sturm“-Sonate op. 31/2 oder Werken von Schubert und Chopin erscheinen. Vorbildlich könnte der Pariser Geschmack gewesen sein mit „Deutsch-Franzosen“ wie Johann Schobert, der seinen expressiven Stil auch in der Besetzung der violinbegleiteten Klaviersonate realisierte. Neben den Sonaten stehen als „eigenständige Pendants“ die Variationszyklen.
Die im Sommer 1773 entstandenen „Wiener Quartette“ KV 168–173 orientieren sich an Haydns op. 20, was insbesondere an zwei fugierten Finalsätzen deutlich wird. An die Stelle der Kurzatmigkeit in Mozarts früheren Streichquartetten treten nun breit ausschwingende Melodien, Unausgewogenheit ist nur noch im Bereich des Gefühlsausdrucks aufzufinden.
Die in Stil und Überlieferung eine Einheit bildenden Salzburger Sinfonien KV 162–202, die in den Jahren 1773 und 1774 vollendet wurden, stellen im Rahmen der Öffentlichkeit des Hofes Mozarts kompositorisches Vermögen zur Schau, wofür er eine „hochindividualisierte und am Ende auch kompromißlose Sprache“ entwickelte. Vielfache Wertschätzung hat mit ihrem bekenntnishaft tragischen Charakter die „kleine“ g-Moll-Sinfonie KV 183 erfahren, die zu einer Diskussion um den Sturm-und-Drang-Begriff im Blick auf Mozart geführt hat.
1773 schrieb Mozart seine nach dem heute verschollenen Trompetenkonzert KV 47c von 1768 ersten eigenständigen Instrumentalkonzerte: das Violinkonzert B-Dur KV 207 und das Klavierkonzert D-Dur KV 175. Das Violinkonzert KV 207 weist verglichen mit Mozarts späteren Gattungsbeiträgen eine Orientierung am älteren Ritornellkonzert-Typus mit vier Ritornellen auf, wobei die Soloabschnitte zwar sonatensatzgemäß angelegt sind, das eröffnende Tutti das Material des Satzes jedoch in komprimierter Form vorstellt. Das Klavierkonzert KV 175 ist unter Mozarts frühen Konzerten das einzige mit Pauken und Trompeten, was ihm einen besonders festlichen Charakter verleiht. Der Tonumfang des Klaviers ist hier noch auf viereinhalb Oktaven beschränkt, zudem ist der Finalsatz noch nicht als Rondo- oder Variationenform realisiert, sondern, wie im Violinkonzert KV 207, in Sonatenform.
1775 ließ Mozart vier weitere Violinkonzerte folgen. Während die Ritornellform der Kopfsätze nun deutlicher den Sonatensatzprinzipien folgen und in ihrer Ausgewogenheit der Tutti- und Solo-Verhältnisse eine formale und ideelle Geschlossenheit aufweisen, geraten die Finali zu „Apotheosen gewohnter tänzerische[r] Topoi und buffoneske[r] Einfälle“ mit inszenierten Brüchen und besinnlichen Momenten, wofür sich noch keine Vorbilder bei anderen Komponisten finden ließen. Parallelen ergeben sich zum Klavierkonzert KV 271 „Jeunehomme“ von 1777, das Mozarts ältere Orchestermusik hinter sich zurücklässt durch Umfang, gestalterische Meisterschaft, Virtuosität, Ausdruckskraft und Überraschungsmomente, wie dem einzigartigen Beginn des ersten Satzes, wo auf eine Orchesterfanfare unmittelbar das Klaviersolo mit einer Kadenz antwortet. Die Sinfonia concertante Es-Dur KV 364 (1779–80) mit den Soloinstrumenten Violine und Viola breitet nach dem groß dimensionierten Tutti-Abschnitt mit „Mannheimer Rakete“ vor der Schlussgruppe eine einfallsreiche Solo-Exposition aus, in der „nahezu alle Abschnitte durch die Solisten thematisch neu profiliert“ werden.
1775 löste in Mozarts Schaffen für Orchester die Gattung der Serenade die Sinfonie ab. Glanzvolle Höhepunkte dieser öffentlichen Musik zur Ehrung gesellschaftlich höherstehender Personen sind die Haffner- und die Posthorn-Serenade (KV 250 und 320) mit theaterhaftem Charakter.
In Mozarts zweiter Opera seria Lucio Silla KV 135 für die Karnevalssaison 1772/73 beginnt er, die klassische Trennung von Rezitativ und Arie aufzuheben und größere musikalisch-dramatische Einheiten zu bilden. In seiner zweiten Opera buffa La finta giardiniera KV 196 löste sich Mozart von den Gattungskonventionen um „als Schlüssel für das Spiel um die Wahrhaftigkeit der Affekte die Musik einzusetzen“. Diese gibt ihre Distanziertheit auf, „der dargestellte Affekt wird zum erlebten Affekt, und er kann sich doch nicht aus der Tatsache lösen, nur Darstellung zu sein“. Als Huldigungskomposition folgte auf Ascanio in Alba und Il sogno di Scipione 1775 die Serenata Il re pastore KV 208. Maßgeschneidert für München entstand Idomeneo KV 367 als Stilsynthese „der klassischen Seria-Tradition nach älteren Münchner Maßstäben und der aus Mannheim mitgebrachten fortschrittlich-reformerischen Richtung“, wobei die Chor-Tableaux „erregend-modernen, frühromantisch aufgebrochenen“ Charakter haben.
1773 begann Mozart mit einer Folge von zehn Messen, die als „kompositorischer Hauptertrag der Salzburger Jahre vor 1777“ gelten können. Sie folgen lokalen Traditionen und erinnern an Werke von Michael Haydn und Johann Ernst Eberlin. Die „Krönungsmesse“ KV 317 von 1779, formal eine Missa solemnis, hebt sich von ihren Vorgängern ab, etwa wenn das Agnus dei nun dem Sopran zugewiesen wird und durch Rückgriffe eine differenzierte Verbindung mit dem Kyrie eingeht.

#### Wien 1781–1791
Innerhalb der Wiener Jahre kann weniger von begrenzten Stilperioden als von „spezifischen qualitativen Wendepunkte[n]“ gesprochen werden: eine zunehmende Verwendung polyphoner Kontrapunktik wie in den Haydn gewidmeten Streichquartetten 1782–1784, eine Konzentration auf die Instrumentationskunst etwa in den Klavierkonzerten 1784–1786, eine individualisierte musikalische Charakterzeichnung und dramatische Ensembleszenen in Le nozze di Figaro und Don Giovanni (1786/1787). Das Jahr 1788 bietet durch die Berufung an den kaiserlichen Hof eine objektive biografische Tatsache und ein einschneidendes Ereignis innerhalb der Wiener Jahre Mozarts, auch wenn die folgenden Werke nicht einer einheitlichen Stilkategorie entsprechen.
Die Haydn gewidmete Quartettserie entspricht dem Op. 33 des Vorbilds als neuer, selbständiger Beitrag zur „Hochphase des klassischen Stils“. Sie sind das Ergebnis mühevoller Arbeit und fanden nach der Vorführung vor Haydn dessen Beifall. Bis ins 19. Jahrhundert waren die Dissonanzen, hervorgerufen durch die „irgendwo“ einsetzenden Stimmen in der langsamen Einleitung des Quartetts in C-Dur KV 465 so irritierend, dass man sich in Korrekturen versuchte.
Ab März 1784 sind Mozarts Klavierkonzerte als „große“ Konzerte konzipiert mit anspruchsvollen Parts für die Holzbläser als „heimliche Solisten“, wodurch das „Spektrum der Möglichkeiten des Konzertierens“ erweitert wird, wobei Bläser- und Klavierklang eng zusammenwirken. Neben der Nutzung der Möglichkeiten des Orchesters wird die auch in KV 450 anzutreffende metrische Reibung als Mittel, formale Kontraste zu erzielen, im d-Moll-Konzert KV 466 „Träger einer expansiven dramatischen Konzeption“.
Ab der Prager Sinfonie KV 504 strebt Mozart in stärkerem Ausmaß als der als Sinfoniker äußerst produktive und erfolgreiche Sinfoniker Haydn einen erhabenen Stil an mit einem „Ton hoher Leidenschaft“. Die letzten drei Sinfonien werden trotz mangelnder Überlieferung einer solchen Absicht durch Mozart als „Trias“ angesehen mit motivischen Bezügen und gemeinsamer Werkpoetik. An Stelle von Haydns Verbindung von „repräsentative[r] Glätte mit Nachdenklichkeit“ führt Mozart in der langsamen Einleitung der Sinfonie in Es-Dur KV 543 die festliche Erwartung in Unruhe und Aufregung. Besonders populär ist das sprachnahe Hauptthema der Sinfonie in g-Moll KV 550. In der Sinfonie in C-Dur KV 551 („Jupiter“) ist das kontrapunktisch komplexe Finale ein Vorbote der kommenden sinfonischen Konzeption, die auf den Schlusssatz als Schwerpunkt des Zyklus zielen wird.
Eine kleine Nachtmusik präsentiert modellhaft die Formen Sonatensatz, Verbindung von A-B-A-Liedform und Rondo, Menuett aus zwei Achttaktern und finales Sonatenrondo.
Im Klarinettenquintett KV 581 werden die Rollen, die dem Blasinstrument und dem Streicherensemble zugewiesen werden, unterschiedlich organisiert. Während etwa im Kopfsatz die Zuordnung von Kantabilität und virtuoser Figuration zwischen den beiden Klangkörpern wechselt, ist im langsamen Satz der gesangliche Part weitgehend der Klarinette vorbehalten. Auffällig sind Passagen, in denen in Terzen parallel geführte Stimmen um ein drittes Instrument ergänzt werden, das eine oktavversetzte Umspielung quasi „heterophon“ hinzufügt.
Das Klarinettenkonzert KV 622 zeigt im Gegensatz zur motivischen Vielfalt früherer Konzerte eine Konzentration auf einheitlicheres Material und dessen Verarbeitung und nutzt die Möglichkeit der Bassettklarinette, große Tonräume zu durchmessen. Der hier streckenweise anzutreffende „baßlose Satz“ weist mit einem „Hauch von Jenseitigkeit“ auf das 19. Jahrhundert voraus.
Die sieben letzten Opern Mozarts begründen seinen „unangefochtenen Erfolg“ als Opernkomponist. Nach dem bereits genannten Idomeneo strebte Mozart in Die Entführung aus dem Serail KV 384 mehr nach „ausdruckshaftem Darstellen innerer Zustände“ als nach türkischem Kolorit, das weitgehend auf Tutti-Nummern beschränkt blieb. Es folgten die drei Opern mit Libretto von Lorenzo Da Ponte, der die Opera buffa Le nozze di Figaro KV 492 auf Mozarts Kunst der Ensemble-Finali zuschnitt. Die herrschenden Verhältnisse werden auf den Kopf gestellt, da die Dienerschaft über ihre Herrschaft triumphiert. Wenn der Graf um Gnade bittet, bleibt die musikalische Bewegung stehen, „einen Moment lang öffnet sich ein Blick ins Bodenlose“. In Don Giovanni KV 527 führte Mozart die Tendenz fort, die Einzelnummern in die dramatische Handlung einzubinden und die entscheidenden Wendungen sich in der Musik vollziehen zu lassen, die „zum eigentlichen Handlungsraum, zur Verbindung zwischen den Figuren, aber auch zu einer Kommentar-Ebene“ wird. Am Ende der Oper schlägt eine übermütige Tafelszene in Ernst um und das Voranschreiten einer steinernen Statue wird durch unerbittlich punktierten Rhythmus und die harmonische Ordnung zersetzende chromatische Sechzehntelläufe musikalisch realisiert. Es folgte als dritte Da-Ponte-Oper das „Ensemblestück schlechthin“ Così fan tutte KV 588 als „Opera buffa über die Buffa“. In Die Zauberflöte KV 620 öffnet sich das Singspiel zur „großen Oper“, wenn sich Tamino zur aufgeklärten Moral wendet. In der Opera seria La clemenza di Tito KV 621 erhalten die klischeehaften Personen durch die Musik „dramatisches Leben und Seriosität“.
Mozarts unvollendet hinterlassenes Requiem KV 626 ist mit Streichern, je zwei Bassetthörnern und Fagotten sowie Posaunen im Orchester ungewöhnlich dunkel gefärbt. Die Disposition der Tonarten ergibt eine bogenförmige Symmetrie mit den einzelnen Sätzen als Gliedern.

### Interpretationsstil
Mozarts Klavierspiel wurde überall gerühmt und geschätzt. Dabei muss bedacht werden, dass er nicht auf dem modernen Klavier, sondern auf dem Hammerklavier und gelegentlich auf dem Cembalo spielte.
Als Grundartikulation pflegte Mozart das zu seiner Zeit übliche Non legato. Dies wird von Ludwig van Beethoven, der ihn mehrfach in Konzerten hörte, bezeugt und von Carl Czerny wiedergegeben. Demnach habe Mozart „ein feines, aber zerhacktes Spiel gehabt, kein ligato.“

## Rezeption

### Kompositorische Mozart-Rezeption
Obwohl die Geschichte der deutschen Oper durch Mozart und Carl Maria von Weber bestimmt wurde, ist die Vorstellung einer durchgängigen Tradition in der Nachfolge Mozarts irreführend. Peter von Winter folgte zwar dem Beispiel der Zauberflöte, die romantische Oper mit dem Freischütz von Weber ging jedoch nicht aus dem Singspiel hervor.
Ludwig van Beethoven übernahm die formalen und gattungsgeschichtlichen Errungenschaften Joseph Haydns und Mozarts, ging jedoch schon bald mit kraftvoller Klanggestaltung und kontrastreicher Dynamik einen neuen Weg zu großer Intensität des Ausdrucks und äußerster Konzentration thematisch struktureller Verarbeitung, wobei „jedes einzelne Werk seine individuelle, einmalige und unwiederholbare Physiognomie und Gestalt besitzt“.
Johann Nepomuk Hummel verdankte Mozart Unterstützung auf seinem Weg zu europäischem Ruhm. Er beschäftigte sich mit Mozarts Klavierkonzerten, indem er für sie Kadenzen komponierte und kammermusikalische Bearbeitungen erstellte. In seiner eigenen Kammermusik finden sich Anklänge an Mozart. Auch die Kammermusik von Franz Schubert zeigt „Übereinstimmungen in Kompositionsstrukturen“, jedoch bei „freierer kompositorischer Gestaltung“. Franz Liszt schuf Transkriptionen und Paraphrasen von Mozarts Werken, wobei er „auf kompositorisch wie klaviertechnisch virtuose[r] Weise“ Ausschnitte aus Don Giovanni kombinierte. Waren Mozarts Klaviersonaten immer wieder als „Musik für jugendliche Spieler“ aufgefasst worden, so etwa bei Robert Schumann, bemühte sich Edvard Grieg, den vermeindlichen Fehler der mangelnden Klangfülle durch Hinzufügung einer Begleitung durch ein zweites Klavier zu beheben.
Nach Schubert dominierte das Vorbild Beethovens, insbesondere auch im Streichquartett, wobei in der zweiten Hälfte des 19. Jahrhunderts wegen der Herausforderungen der Werke Beethovens, Schuberts, Schumanns und Felix Mendelssohn Bartholdys anspruchsvolle Kammermusik nur mit einzelnen oder wenigen Werken realisiert wurde. So zeigt sich das Außergewöhnliche von Mozarts Klarinettenquintett in der Nachfolge bei Johannes Brahms und Max Reger. Brahms dürfte auch bei seinem letzten Streichquintett an Mozart gedacht haben. Die Scheu der Komponisten, mit ihren Werken Vergleiche zu Mozart zu provozieren, führte dazu, dass das Sujet Don Juan bis zur Tondichtung des selbstbewussten jungen Richard Strauss gemieden wurde. Strauss gab zwar zu, „keine Melodien wie Mozart“ schreiben zu können, meinte aber, durch die Kunst, aus seinen Themen „alles herauszuholen, was drinnen steckt“, aus den Komponisten seiner Zeit herauszuragen.
Die Konzeption mancher Opern von Strauss folgen Vorbildern von Mozart: Der Rosenkavalier (1910, Libretto von Hugo von Hofmannsthal) entspricht Le nozze di Figaro, Die Frau ohne Schatten (1919, ebenfalls Hofmannsthal) der Zauberflöte. Die schweigsame Frau (1935, Libretto von Stefan Zweig) enthält als Rückblick auf die Geschichte der Opera buffa Mozart-Zitate. Im späten Oboenkonzert von 1945 kommt Strauss schließlich „seiner lebenslang verehrten ‚platonischen Idee‘ Mozart“ näher als in den frühen Opern, wo trotz der Parallele zur Zauberflöte in der Frau ohne Schatten eine „dionysische Rausch-Ekstase“ stattfindet.
Eine solche Klangopulenz in der Nachfolge Richard Wagners erfuhr um 1900 zunehmend Widerstand, etwa durch Ferruccio Busoni, der 1907 einen Entwurf einer neuen Ästhetik der Tonkunst vorlegte. Vorbild seiner Klassizität waren Bach und Mozart, dessen „serenitas“ bei Busoni ein verklärtes Bild als „Inbegriff wahrhaft absoluter Musik“ ohne metaphysischen Ballast darstellt. Dennoch schwebte ihm das Mysterium als Opernideal vor, allerdings nach dem Modell der Zauberflöte.
Auch Reger pflegte um diese Zeit ein „Bach- und Mozart-Ideal“, von seinen Werken sind insbesondere die Mozartvariationen (1914) im Repertoire geblieben.
Im 19. Jahrhundert war die Komische Oper wie im 17. Jahrhundert eine „prekäre Gattung“, die in Deutschland neben Wagner nicht gedeihen konnte. Um 1900 fand der Überdruss an der inzwischen weit verbreiteten Wagner-Nachfolge mit dem „Primat einer kontinuierlichen Orchestermelodie“ im Schlagwort „Zurück zu Mozart“ Ausdruck, womit die Wiederentdeckung von handlungsreichem Dialog im Rezitativton alternierend mit „musikalischem Verweilen“ propagiert wurde. An die Stelle „der erdrückenden Geschichtslast von Wagners mythologischem Drama“ traten Komische Opern wie die von Ermanno Wolf-Ferrari von Le donne curiose (1903 nach Carlo Goldoni) bis La vedova scaltra (1931) und bürgerliche Komödien wie L’Heure espagnole (1911) von Maurice Ravel oder Kleider machen Leute (1910 nach Gottfried Keller) von Alexander Zemlinsky. Von Busoni sind aus dem Jahr 1917 Arlecchino und Turandot zu nennen. Der Schauspieler und Regisseur Ernst von Possart veranstaltete in München eine „Mozart-Renaissance“, der Dirigent und Komponist Felix Weingartner kreierte den Ausruf „Vorwärts zu Mozart!“
1916/17 komponierte Serge Prokofieff seine erste Sinfonie, bekannt als Symphonie classique „im klassischen Stil Haydns und Mozarts“, freilich in transformierter Form. Arnold Schönberg nutzte in der Gigue seiner zwölftönigen Suite op. 25 einen Wechsel des Metrums, wie er schon bei Mozart anzutreffen ist.<name="Gruber-2020-s617" /> Hans Werner Henze stand in seiner Musiksprache in der Oper Der junge Lord (1965, Libretto von Ingeborg Bachmann) zwar Igor Strawinskys Neoklassizismus nahe, teilte jedoch nicht dessen Prinzip der Parodie, sondern nutzte die Modelle der Vergangenheit ohne verfremdende Distanzierung, mit Anspielungen auf Mozart bis Gustav Mahler. Der Minimalist Michael Nyman nannte Mozart als Vorbild und zitierte ihn in seinen Werken.
John Cage integrierte in seinen experimentellen Kompositionsansatz mit Zufallsverfahren im HPSCHD-Projekt (1967) unter anderem Musik von Mozart. Helmut Lachenmann übte in seinem Klarinettenkonzert Accanto (1975/6) Kritik an der „verdinglichten Schönheit der klassischen Musik“, indem Mozarts Klarinettenkonzert KV 622 auf Tonband nur gelegentlich hörbar und mit einer durch diverse Spieltechniken verzerrten „Verformung von Strukturmerkmalen der Vorlage“ konfrontiert wird. In Bernhard Langs Musiktheater ODIO MOZART / I HATE MOZART (2006) wird in einer vorgeblichen Probensituation unter Verwendung von Turntablisten Mozart „gleichzeitig beschworen wie zum Verschwinden gebracht“ und „die ständige Repetition des Repertoires im Musikbetrieb kommentiert“.

### Kanonisierung und beginnende Mozart-Forschung
E. T. A. Hoffmann bezeichnete 1810 die Instrumentalwerke Haydns, Mozarts und Beethovens als „rein romantisch“, was als Auszeichnung gedacht war, da im Gegensatz zur Bestimmtheit der Vokalmusik eine „tönende Stimme des Erhabenen“ hörbar werde, die Sinfonie dieser Komponisten dringe „zur Ahnung des Unendlichen, Absoluten“ vor. Im 19. Jahrhundert bildete sich erstmals ein Kanon klassischer Autoren der Musik aus, bei dem Mozart die Opera buffa repräsentierte. Die Idee einer „Wiener Klassik“ entsprang dem Bedürfnis nach einer national-musikalischen Klassik nach Vorbild der Weimarer Klassik.
Mozart war der erste Musiker, auf den die quellenkritische Methode der historischen Disziplin angewandt wurde, in der Monographie W. A. Mozart (1856–1859) von Otto Jahn. Nach den wissenschaftlichen Gesamtausgaben der Werke von Johann Sebastian Bach, Georg Friedrich Händel, Giovanni Pierluigi da Palestrina und Beethoven folgte 1876 die Mozarts.

### Posthume Popularität
Mit Gluck und Haydn zählt Mozart zu den ältesten Komponisten, deren Werk „ohne Kontinuitätsbruch“ regelmäßig aufgeführt wurde. Zum geschichtlichen Prozess der Herausbildung eines Opernrepertoires gehörten die Aufführungen von Don Giovanni und Zauberflöte. Das Repertoire tendierte bald dazu, historische Musik zu bevorzugen. Schon um 1840 war etwa in Leipzig mit Mozart der am öftesten aufgeführte Komponist bereits lange verstorben. Darbietungen seines Requiems in Konzertsälen zeigen das steigende Bedürfnis nach einem ernsten Charakter der dortigen „geistvollen Unterhaltung“. Im Konzertrepertoire wurde Mozart jedoch bereits in der Mitte des 19. Jahrhunderts durch Beethoven vom ersten Platz verdrängt.
Neue Institutionen räumten Mozart ein großes Gewicht neben der jeweils aktuellen Musik ein, so etwa das 1862 eingeweihte Théâtre-Lyrique in Paris oder die 1918 von Hugo von Hofmannsthal, Richard Strauss und Max Reinhardt konzipierten Salzburger Festspiele. Die großen Wiener und Salzburger Musikinstitutionen profitierten von der Berühmtheit ihrer „Mozart-Ensembles“. Im Gegensatz zum bekanntesten literarischen Klassiker, Johann Wolfgang von Goethe, der aus den Lektüre-Gewohnheiten im 20. Jahrhundert allmählich verschwand, avancierte Mozart zum Vertreter einer musikalischen Massenkultur, die auf der klassisch-romantischen Erbschaft basiert. Hatten etwa im Barock Opernaufführungen die Funktion von Repräsentation und Übermittlung einer Botschaft, was unter Nutzung bekannter Sujets aus der antiken Mythologie oder der römischen Geschichte realisiert wurde, wurde nun die Bekanntheit der kanonisierten Meisterwerke etwa Mozarts in Salzburg vorausgesetzt bei der Idee des „Regietheaters“ nach dem Zweiten Weltkrieg, als die Inszenierung zur zentralen Kategorie der Opernästhetik erhoben wurde. Die „schöpferische Rücksichtslosigkeit“ der „Lust zu Bilderstürmerei“ wandte sich also auch gegen Così van tutte oder Don Giovanni, die „Umnutzung älterer Werke durch assoziative Zuspitzung“ setzte sich allgemein durch.
Ebenfalls auf einen Mangel an einer mit Mozart vergleichbaren aktuellen Gestalt zurückgeführt werden könnte die Tendenz, Mozart als „Popstar des 18. Jahrhunderts“ zu vermarkten. Aktuelle Identifikationswünsche wurden in den 1980er Jahren bedient durch den Pop-Rap-Song Rock Me Amadeus von Falco oder den Amadeus-Film von Miloš Forman, der das Klischee des heiteren Wunderkindes, das an der Welt scheitert und verarmt stirbt, durch ein bizarres, ähnlich falsches eines „renitenten, halbirren Genies“ ersetzt. Der Musikmarkt nutzte die neuen Möglichkeiten der durchlässigeren Sphären, so pries ein Billiglabel „Mozarts Klarinettenkonzert“ mit dessen Bekanntheit durch den Film Jenseits von Afrika (1985) an.
Das Gedenken an Wolfgang A. Mozart und die Beschäftigung mit seinem Werk wird heute weltweit durch Biographien, musikwissenschaftliche Forschung, Radio- und Fernsehsendungen, Symposien und insbesondere durch Aufführungen seiner Kompositionen in den Opernhäusern und Konzertsälen aufrechterhalten. Seit dem 19. Jahrhundert werden – vor allem in Österreich und Deutschland – zu allen runden Gedenkjahren Mozartjahre begangen.
Die Republik Österreich hat Mozart mehrfach auf Münzen oder Banknoten gewürdigt, wie zum Beispiel auf der 5000-Schilling-Banknote von 1989 und der österreichischen 1-Euro-Münze.
Die Bundesrepublik Deutschland hat zu Ehren seines 250. Geburtstages im Jahr 2006 eine 10-Euro-Silbermünze herausgebracht. Damit soll, so die offizielle Begründung, die Persönlichkeit des Komponisten als großes Ereignis „aus der deutschen Kultur und Geschichte“ für die Nachwelt erhalten bleiben. Außerdem hat die Deutsche Post AG zum gleichen Anlass eine Sondermarke herausgegeben. Dies geschah bereits zum 225. Geburtstag seitens der Deutschen Post der DDR in Form einer Blockausgabe.
Daneben gibt es etliche Merchandising-Artikel (z. B. Mozartkugeln).

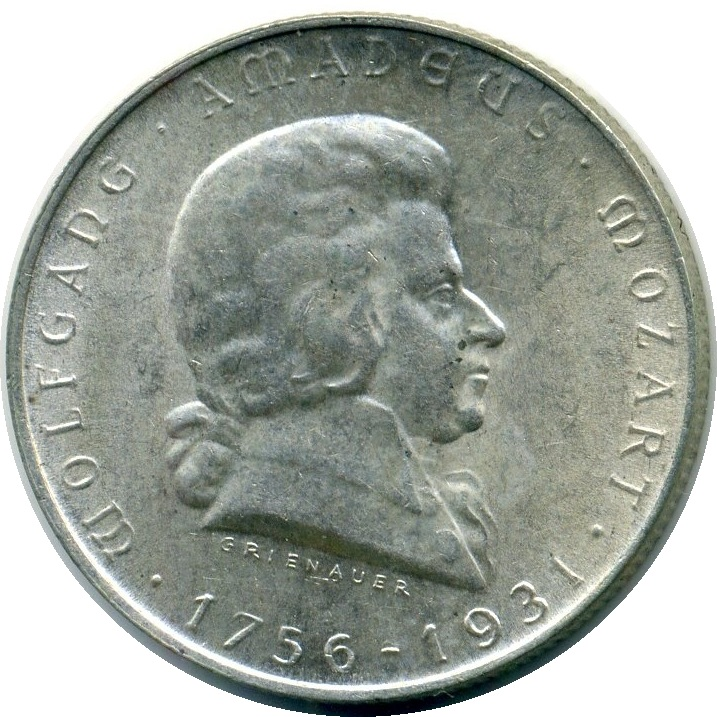
2-Schilling-Münze (1931)
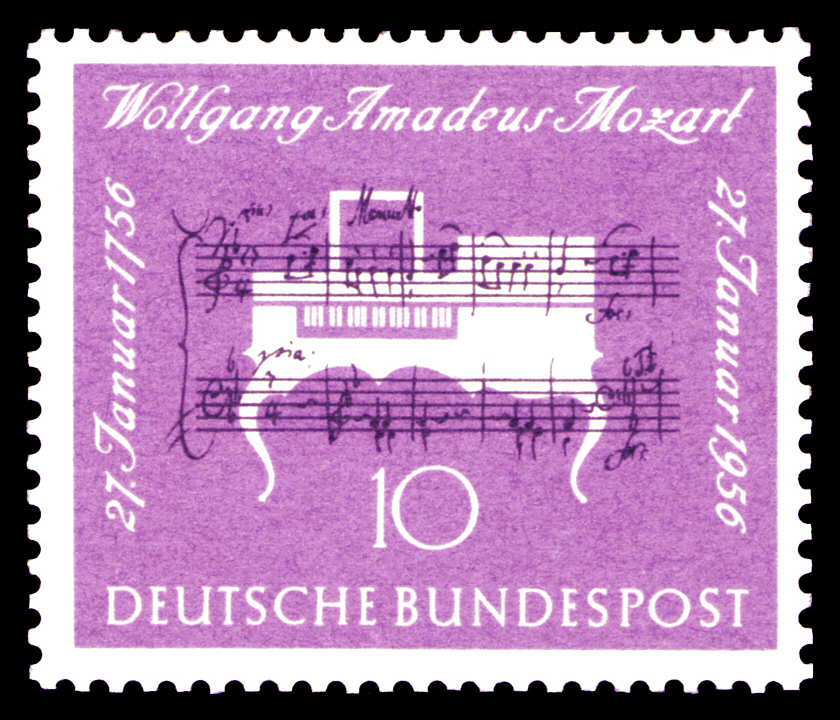
Briefmarke (1956) der Deutschen Bundespost zum 200. Geburtstag
Österreichische 1-Euro-Münze (2002)
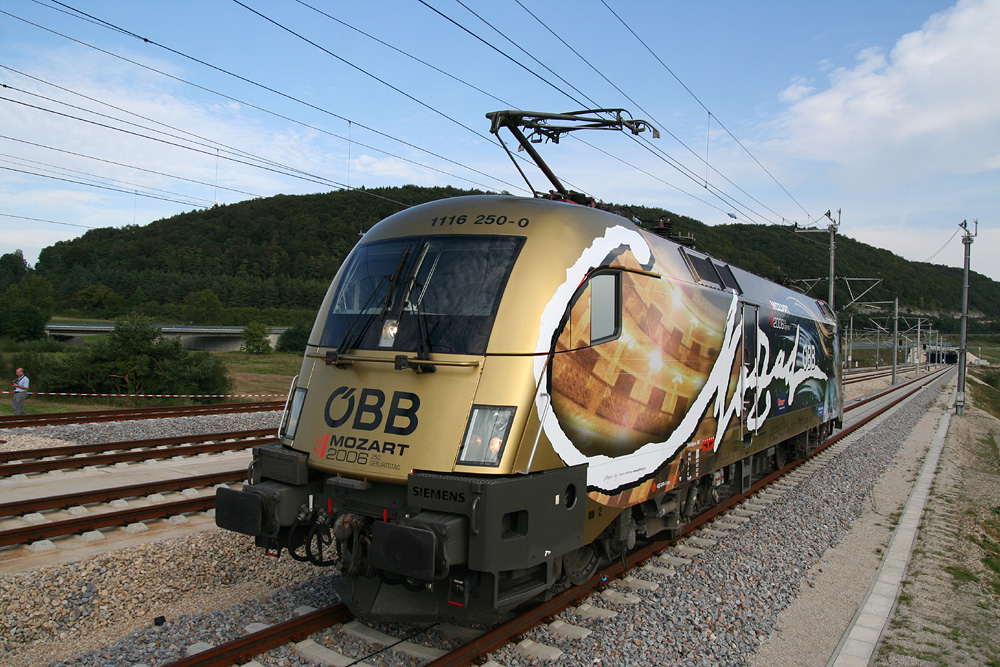
ÖBB-Werbelok zum 250. Geburtstag, 2006
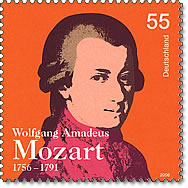
Briefmarke (2006) der Deutschen Post zum 250. Geburtstag
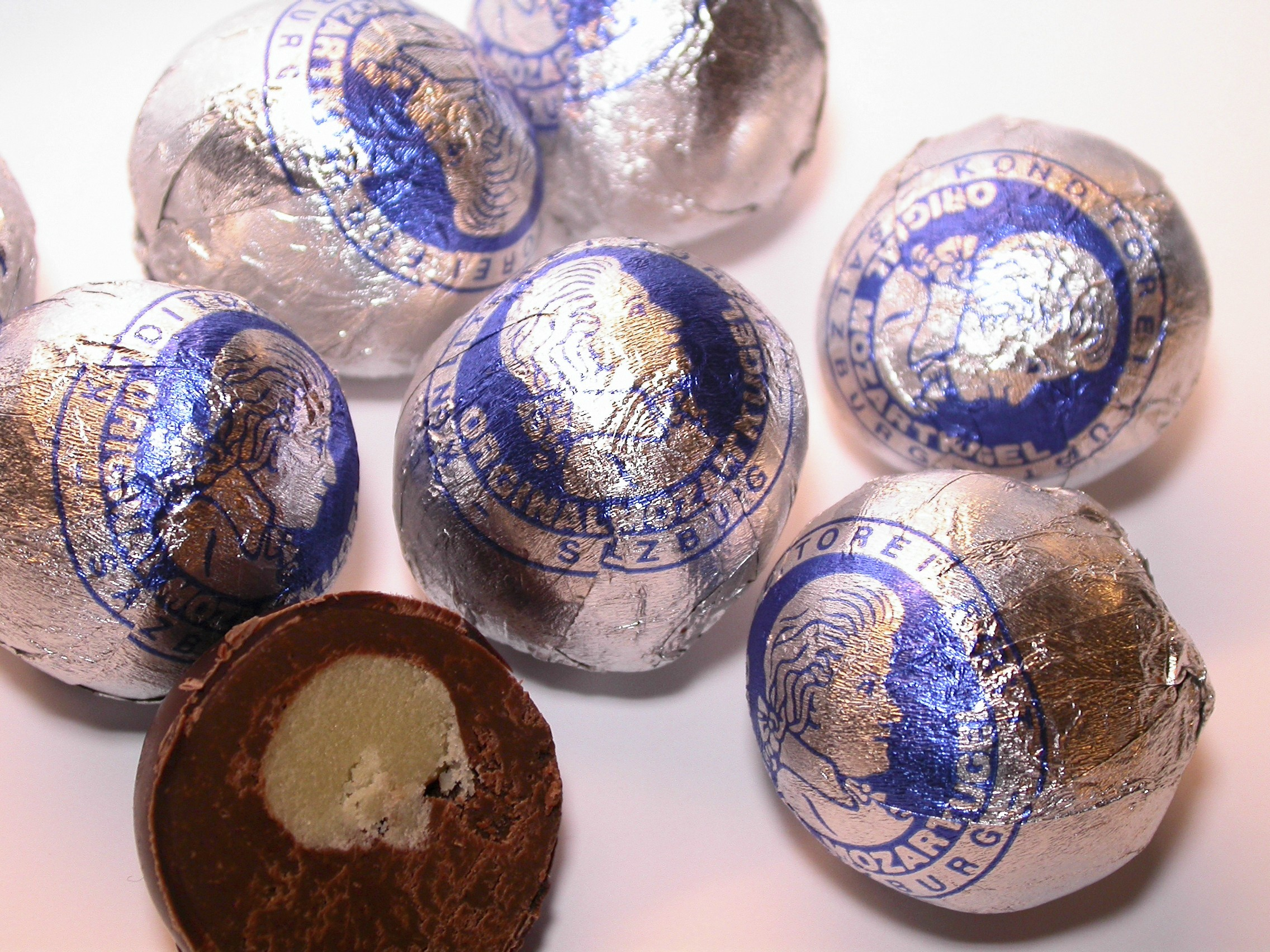
Mozartkugeln, seit 1890

Mozarts Name bedeutet für Orte aus seiner Biographie einen bedeutenden Wirtschaftsfaktor im Bereich internationaler Städtetourismus. Eine besondere Rolle kommt seiner Geburtsstadt Salzburg, Wien als seinem langjährigen Wohnort und außerdem der Stadt Augsburg als Geburtsstadt seines berühmten Vaters Leopold Mozart zu.
Mozart zu Ehren erhielt ein 1924 entdeckter Asteroid die Bezeichnung (1034) Mozartia und ein 1991 entdecktes Mineral den Namen Mozartit. Darüber hinaus trägt der Mozart-Piedmont-Gletscher vor der Westküste der antarktischen Alexander-I.-Insel seinen Namen. Auch die Pflanzengattung Mozartia Urb. aus der Familie der Myrtengewächse (Myrtaceae) ist nach ihm benannt.

### Festivals
Zahlreiche Festivals befassen sich überwiegend mit Mozarts Werken. Bereits im 19. Jahrhundert fanden in seiner Geburtsstadt eine Reihe von Mozart-Festen statt. Zu den bedeutenden Festivals der Gegenwart gehören (in Klammer jeweils das Gründungsdatum):
- Salzburger Festspiele (1920)
- Mozartfest Würzburg (1921)[511]
- Glyndebourne Festival Opera (1934)
- Schlosstheater Drottningholm (1946)
- Festival d’Aix-en-Provence (1948)
- Mozartwoche Salzburg (1956)
- Deutsches Mozartfest Augsburg (frühe 1960er Jahre)
- Mostly Mozart Festival New York (1966)
- Garsington Opera (1989)

Charakteristikum fast aller dieser Festivals ist, dass Mozart zwar deren zentrale Achse darstellt, aber zumeist auch Kompositionen anderer Komponisten aufgeführt werden. Weiters finden regelmäßig Mozart-Festivals in Bath, Texas und Vermont statt.

### Museen
In der Getreidegasse in Salzburg richtete die einstige Internationale Mozart-Stiftung (die von 1870 bis 1879 existierte) im Geburtshaus Wolfgang Amadeus Mozarts (→ Hagenauerhaus) ein Museum ein. Ein weiteres Mozart-Museum befindet sich in der 1773 von der Familie Mozart bezogenen Wohnung im Tanzmeisterhaus am Makartplatz. 2006 wurden die Räume durch den Regisseur und Designer Robert Wilson neu gestaltet.
In Wien ist eine der Wohnungen Mozarts erhalten, allerdings ohne Möbel, die verschollen sind; sie wurde in ein Museum umgewandelt: Domgasse 5, gleich hinter dem Stephansdom. Die ursprüngliche Gedenkstätte wurde vor einiger Zeit um zwei Stockwerke erweitert und im Jänner 2006 als Mozarthaus Vienna wiedereröffnet. Mozarts Leben und seine Zeit werden dem Besucher durch teils aufwendige multimediale Präsentationen erläutert. An zahlreichen anderen Häusern, in denen Mozart lebte oder auftrat, sind Gedenktafeln angebracht.
Im Mozarthaus in der nördlichen Altstadt von Augsburg befindet sich eine Gedenkstätte zur Geschichte der Familie Mozart. In diesem Haus wurde sein Vater Leopold geboren. Eine Gedenktafel am Haus der Augsburger Fuggerei (Mittelgasse 14) erinnert zudem an seinen Urgroßvater, den Maurermeister Franz Mozart (1649–1694), der hier wohnte und starb.

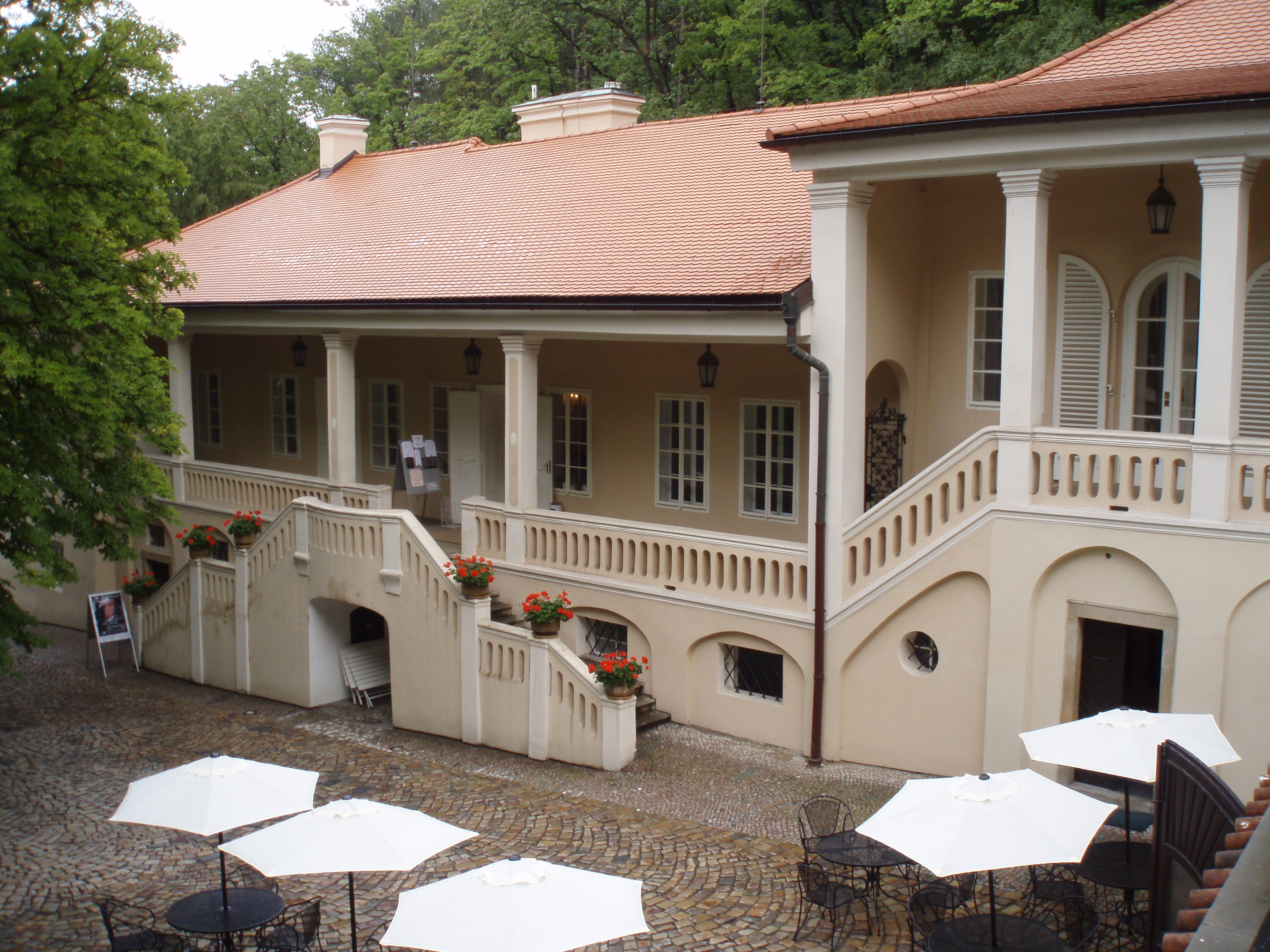
Die Villa Bertramka in Prag

Im Prager Stadtteil Smíchov wurde 1956 in der sogenannten Vila Bertramka ein Mozartmuseum eingerichtet. Zu Mozarts Lebzeiten lag das Gebäude jenseits der Stadtmauer und diente der Familie des Komponisten Franz Xaver Duschek als Landgut. Es gehörte der Ehefrau Duscheks, der Sängerin Josepha Duschek, der Enkelin Ignatz Anton von Weisers, des Salzburger Bürgermeisters und Textdichters Mozarts. Mozart wohnte hier im Oktober 1787 (Vollendung und Uraufführung des Don Giovanni) und von Ende August bis Anfang September 1791 (Einstudierung und Uraufführung von La clemenza di Tito).

### Mozart-Gesellschaft, Stiftung, Mozart-Orchester und Spielstätten
Die Deutsche Mozart-Gesellschaft (DMG) mit Sitz in Augsburg „widmet sich … der praktischen und wissenschaftlichen Pflege des Werkes von Wolfgang Amadé Mozart, der Erforschung des Lebens und Schaffens des Meisters und seiner Familie und der Erhaltung und Förderung der Mozart-Gedenkstätten in der Bundesrepublik Deutschland, insbesondere des Geburtshauses von Leopold Mozart in Augsburg“.

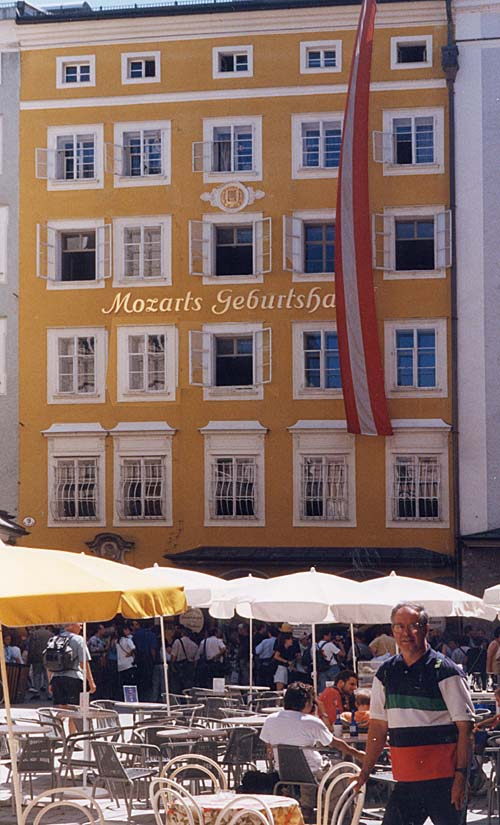
Mozarts Geburtshaus in Salzburg

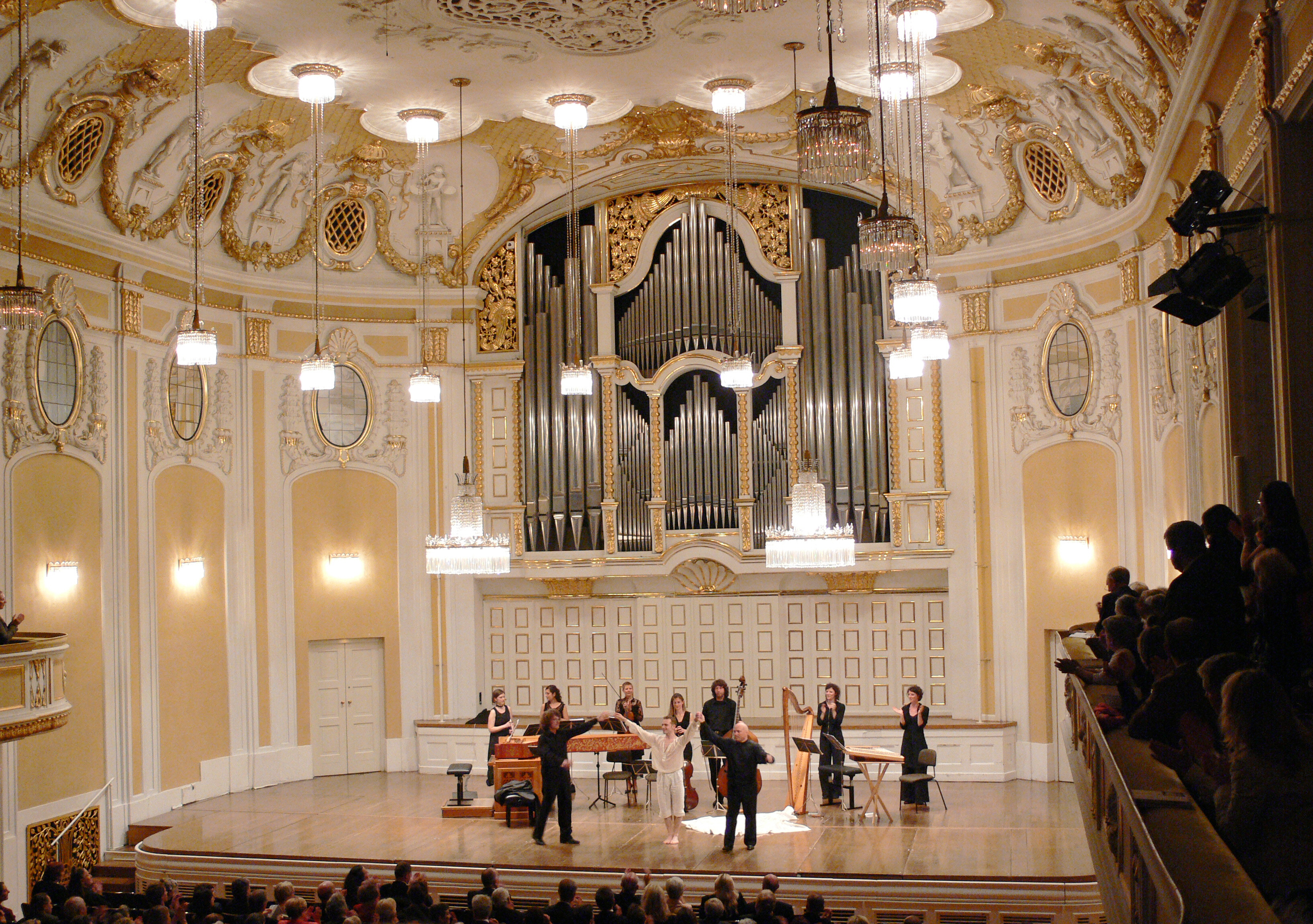
Großer Saal des Mozarteums

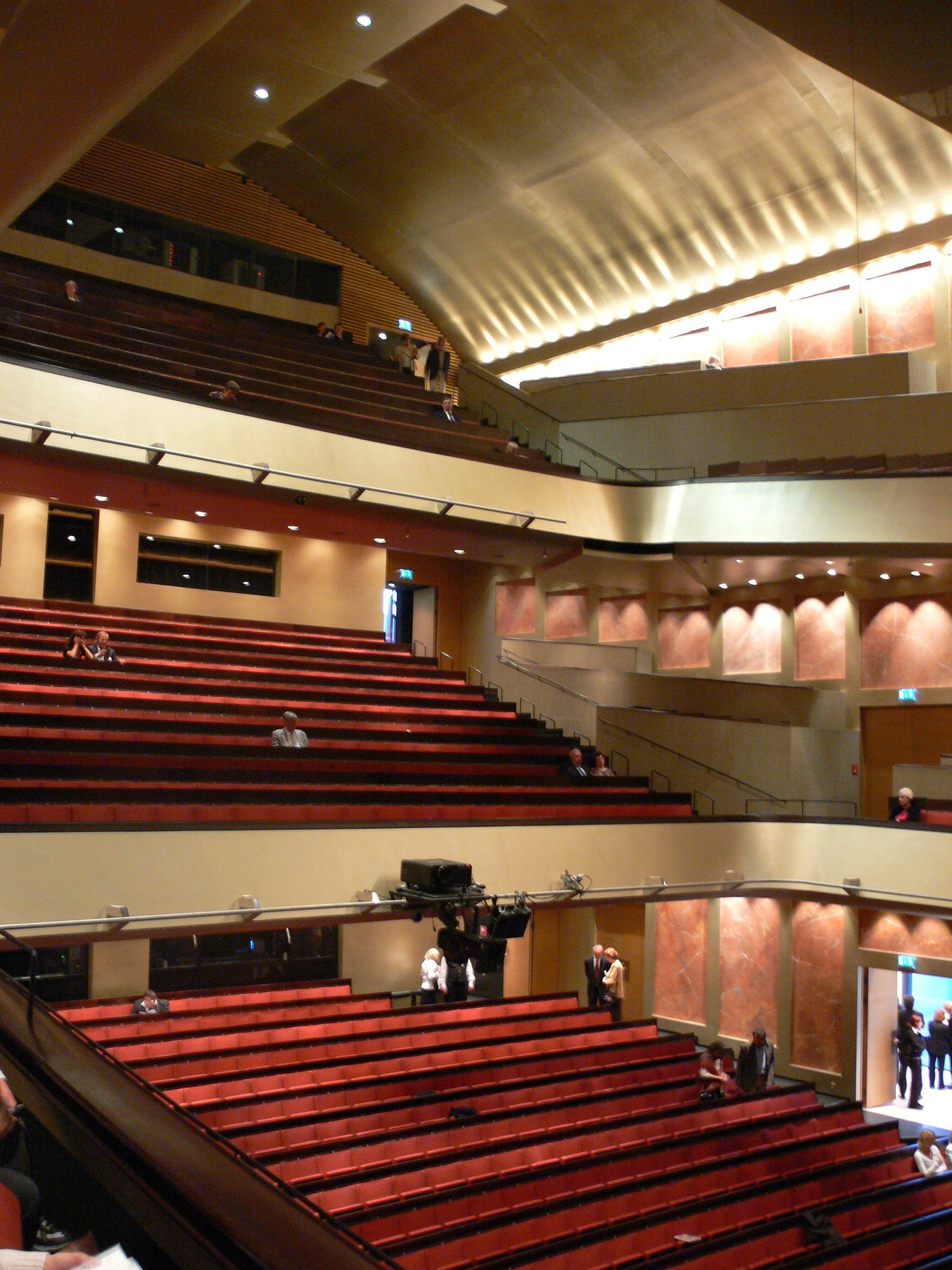
Haus für Mozart

In Salzburg hat die Internationale Stiftung Mozarteum ihren Sitz. Sie wurde 1880 von Salzburger Bürgern gegründet und ist aus dem 1841 entstandenen Dommusikverein und Mozarteum hervorgegangen. Die Autographensammlung der Stiftung enthält rund 190 Originalbriefe Mozarts, die Bibliotheca Mozartiana ist mit rund 35.000 Titeln die umfangreichste einschlägige Bibliothek der Welt. Die Stiftung besitzt zudem reiches Bildmaterial, darunter mehrere authentische Mozart-Porträts. Die Ton- und Filmsammlung verfügt über rund 18.000 Audiotitel (darunter sonst nicht zugängliche Mitschnitte von Mozart-Aufführungen) und etwa 1800 Videoproduktionen (Spielfilme, Fernsehproduktionen, Opernaufzeichnungen, Dokumentarfilme). Die Stiftung verwaltet auch die beiden Salzburger Mozart-Museen. In der Satzung der Stiftung verankert ist das 1931 gegründete Zentralinstitut für Mozart-Forschung, das heute unter dem Namen Akademie für Mozart-Forschung firmiert. Sie veranstaltet in regelmäßigen Abständen wissenschaftliche Tagungen, über die im Mozart-Jahrbuch berichtet wird. Sämtliche Bereiche der Mozart-Forschung werden hierbei berücksichtigt, zentral jedoch ist seit 1954 die Herausgabe der Neuen Mozart-Ausgabe, der historisch-kritischen Edition von Mozarts Werken.
Die Stiftung besitzt auch das Konzertgebäude Mozarteum mit zwei Sälen. Der Große Saal des Mozarteums wird nicht nur für den Salzburger Konzertbetrieb genutzt, sondern regelmäßig auch von den Salzburger Festspielen – mit Matineen, Liederabenden, Solistenkonzerten, aber auch Orchesterkonzerten – bespielt. Alljährlich im Jänner veranstaltet die Stiftung seit 1956 die Mozartwoche, bei der renommierte Orchester (etwa die Wiener Philharmoniker oder das Mahler Chamber Orchestra) und Interpreten (Nikolaus Harnoncourt, Riccardo Muti u. a.) Mozarts Werke aufführen, ebenfalls im Großen Saal des Mozarteums.
Ebenfalls im Jahr 1880 gegründet wurde die Öffentliche Musikschule Mozarteum, aus der sich schließlich die Universität Mozarteum entwickelte. Dort werden Ausbildungen für Streich-, Blas-, Zupf- und Schlaginstrumente und auch eine Ausbildung für Schauspiel angeboten. Die Universität Mozarteum ist heute in der Neustadt im Alten Borromäum nächst dem Mirabellgarten beheimatet. Zunächst aus Studierenden dieser Institution haben sich auch die zwei Mozart-Orchester Salzburgs entwickelt:
Seit 1908 besteht das Mozarteumorchester Salzburg (derzeit mit 91 Musikern), das heute als Orchester von Stadt und Land Salzburg sowohl den Opern- und Operettenbetrieb des Salzburger Landestheaters bestreitet, als auch bei den Salzburger Festspielen wichtige Aufgaben übernimmt: Es spielt seit 1950 alljährlich Mozarts Große Messe in c-Moll (KV 427) in der Stiftskirche St. Peter, wirkt in Opernproduktionen, den Mozart-Matineen am Sonntagvormittag, Serenaden, Orchesterkonzerten und Festveranstaltungen mit. Der Klangkörper hat seine Wurzeln im 1841 gegründeten „Dommusikverein und Mozarteum“ und wurde unter Mithilfe von Constanze Mozart ins Leben gerufen.
Das zweite Salzburger Mozart-Orchester ist die Camerata Salzburg, die 1952 von Bernhard Paumgartner als Camerata Academica des Mozarteums Salzburg aus Lehrern und Schülern der Universität Mozarteum gegründet wurde. Das Ziel der Camerata war und ist vorrangig die Mozart-Pflege. Unter ihrem Chefdirigenten Sándor Végh (1978–1997) übernahm sie für viele Jahre die Mozart-Matineen der Salzburger Festspiele und gastiert seither weltweit unter Leitung namhafter Dirigenten, wie Heinz Holliger, Kent Nagano, Trevor Pinnock oder Franz Welser-Möst.
Aus den Mozart-Festen des späten 19. und frühen 20. Jahrhunderts entwickelten sich schließlich ab 1920 die Salzburger Festspiele, in deren Mittelpunkt unverändert seit der Gründung Mozart steht. Analog zu Bayreuth, das alljährlich die Werke Richard Wagners aufführt, sollte der Salzburger Genius loci jeden Sommer in exemplarischen Aufführungen gewürdigt werden. Rund die Hälfte aller Opernproduktionen der Festspiele sind Mozart-Opern gewidmet, die erste Opernaufführung der Festspiele war der Don Giovanni am 14. August 1922, dirigiert von Richard Strauss und gesungen von den Damen Claire Born, Gertrud Kappel, Lotte Schöne und den Herren Alfred Jerger, Viktor Madin, Franz Markhoff, Richard Mayr, Richard Tauber.
Zu den Spielstätten der Salzburger Festspiele zählt seit 2006 das Haus für Mozart in der Hofstallgasse. Ursprünglich stand an dieser Stelle die Große Winterreitschule, die 1925 für Max Reinhardts Schauspielproduktionen als Festspielhaus adaptiert wurde. Ab 1927 spielte man jeden Sommer auch Opern – überwiegend Mozarts – in diesem Haus, das schließlich noch mehrmals umgebaut wurde. Anlässlich des bevorstehenden 250. Geburtstags Mozarts wurde das Festspielhaus zwischen 2003 und 2006 grundlegend erneuert und erhielt den neuen Namen. Die Eröffnung fand am 26. Juli 2006 mit einer Neuproduktion von Le nozze di Figaro statt. In diesem Mozartjahr wurden erstmals alle anderen Bühnenwerke Mozarts im Rahmen der Festspiele gezeigt (Projekt Mozart 22, siehe Opernchronologie der Salzburger Festspiele).
Im Jänner 2006 wurde das Theater an der Wien, das in den Jahrzehnten zuvor überwiegend Musical-Produktionen beherbergte, anlässlich des Mozart-Jubiläumsjahres wiederum zu einem Opernhaus umgewidmet. Mozart stellt nach wie vor einen Schwerpunkt der Programmierung von Wiens Neuem Opernhaus dar.

### Erinnerungsstätten, Denkmäler und andere Werke der bildenden Kunst

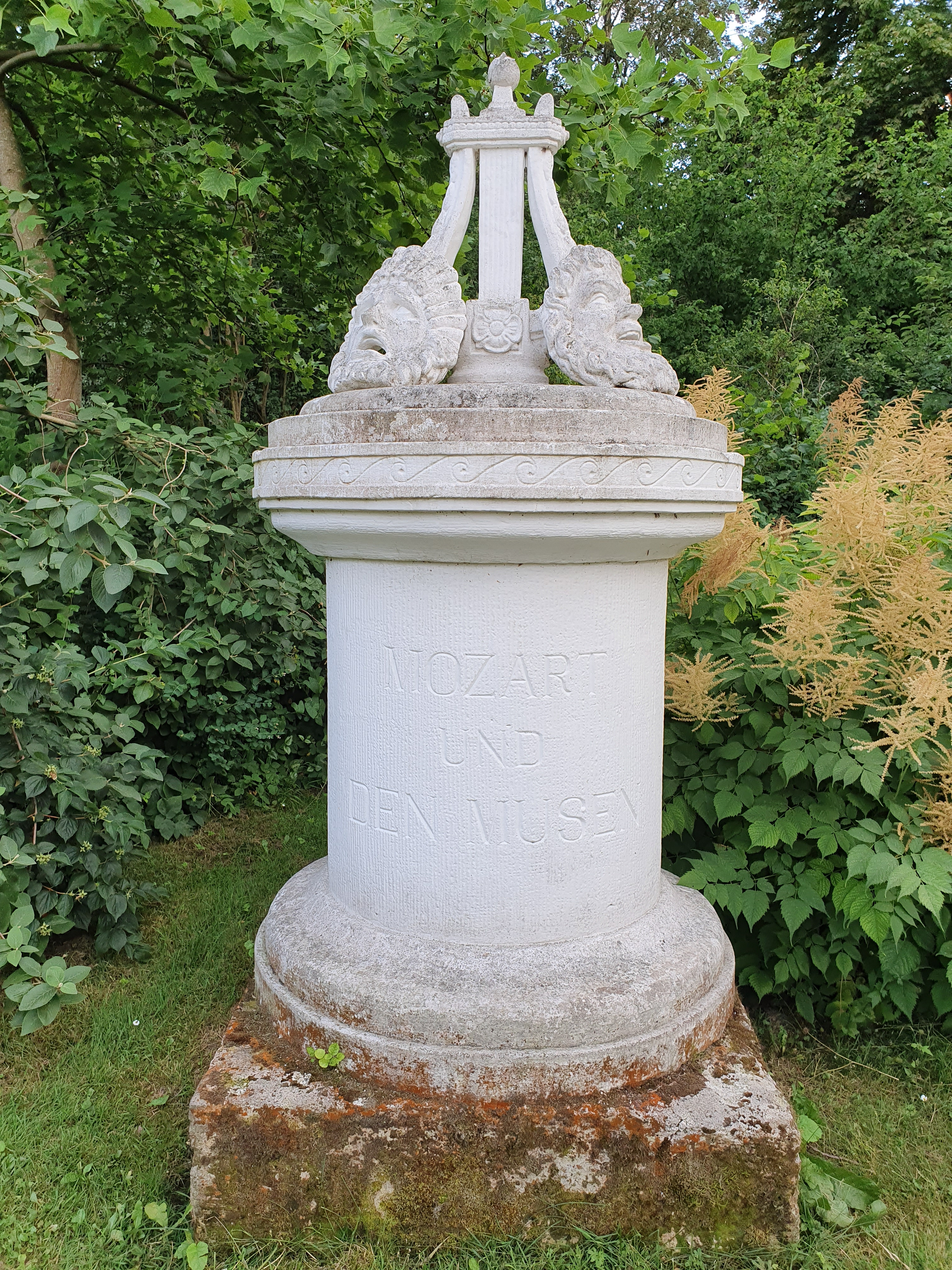
Altar in Tiefurt

Als primäre Erinnerungsstätten Mozarts gelten der Kenotaph im Garten von Giuseppe Antonio Bridi in Rovereto, der Altar (1799) im Schlosspark Tiefurt von Herzogin Anna Amalia von Sachsen-Weimar und Eisenach und der Pavillon (1792) im Garten von Franz Deyerkauf in Graz, alle drei als private Gedenkorte bald nach Mozarts Tod installiert.
1837 wurde in Prag in der Universitätsbibliothek eine Mozart-Büste von Emanuel Max Ritter von Wachstein aufgestellt. Der Mozart-Hof am Ort des Sterbehauses in Wien beherbergte 1848 eine Büste von Johann Baptist Feßler, sie sich 2022 im Dachgeschoß des Einkaufshauses Steffl der Kärntner Straße befand. Für die erste Semperoper (1838–1841) in Dresden schuf Ernst Rietschel Standfiguren von Gluck und Mozart.

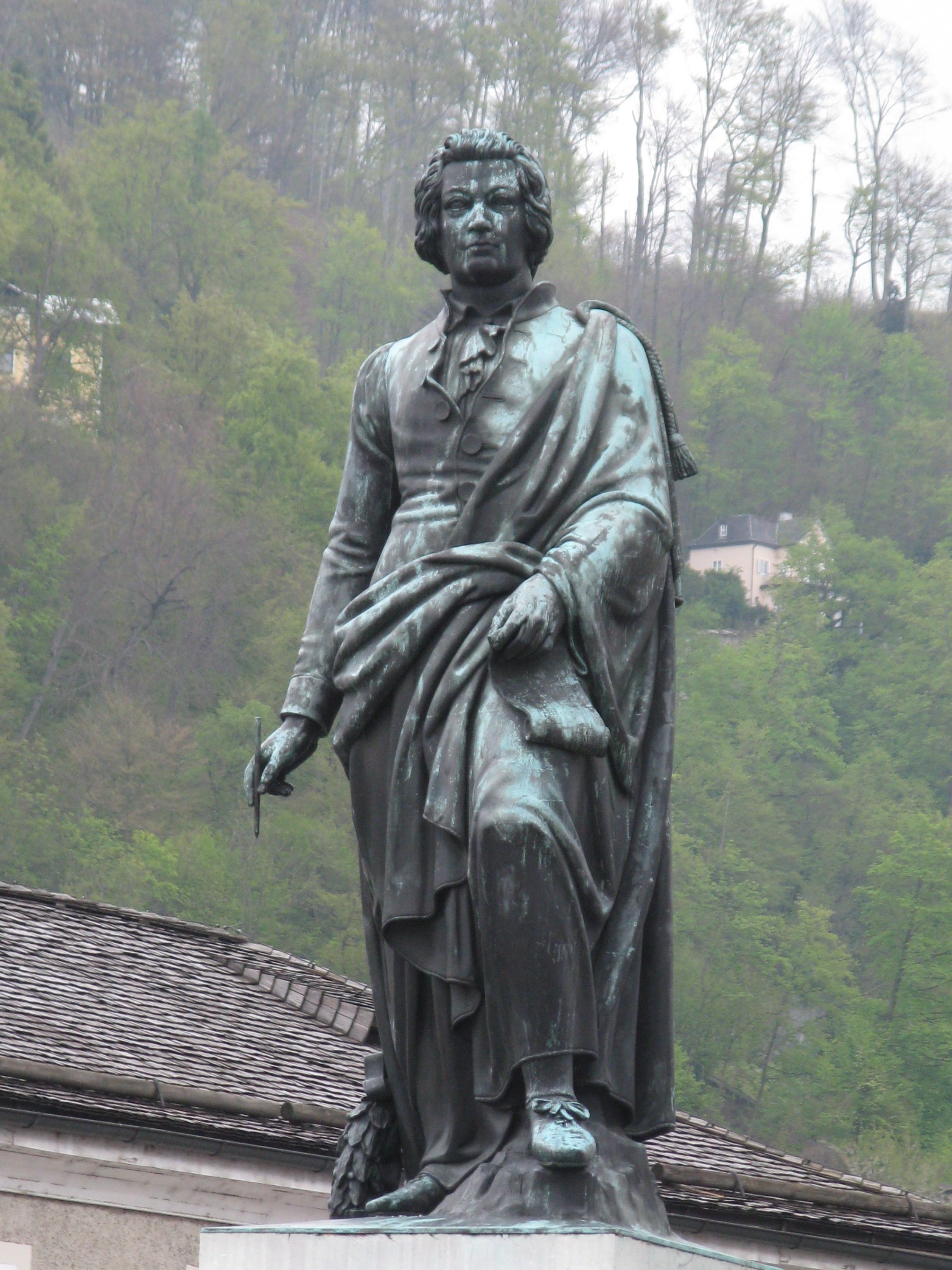
Mozartdenkmal am Mozartplatz in Salzburg

Ludwig Schwanthaler schuf für die 1842 eröffnete Walhalla in Donaustauf bei Regensburg eine Marmorbüste Mozarts und zugleich das erste in der Öffentlichkeit gefeierte Mozart-Denkmal, eine Bronzestatue in Salzburg, ebenfalls 1842 enthüllt. Es ist auf dem Mozartplatz in Blickrichtung Alte Residenz und Dom ausgerichtet. Wie sehr Mozart damals schon nicht nur lokalpatriotisch österreichisch, sondern als ständeübergreifender Besitz aller Deutschen verstanden wurde, zeigt die Planung und Finanzierung des Projektes: An den Plänen waren vor allem Nicht-Salzburger beteiligt, und unter den finanziellen Förderern findet man neben Kaiser Ferdinand I. die Könige von Preußen und Bayern, den Adel sowie bürgerliche Musikvereine und prominente Musiker.
Eine bronzene Mozart-Statue befindet sich auf dem Kapuzinerberg. Diese wurde anlässlich des Ersten Internationalen Mozartfestes im Jahr 1877, einem Vorläufer der Salzburger Festspiele, enthüllt und stammt von Edmund Hellmer. Dabei wurde auch das Zauberflötenhäuschen, in dem Mozart angeblich Die Zauberflöte komponiert hatte, hinter der Statue aufgestellt. Betreiber dieser Aktionen war der Mozart-Enthusiast Johann Evangelist Engl (1835–1925), auf den die Gründung der Stiftung Mozarteum zurückgeht und der auch das „Schaugrab“ der Mozarts errichten ließ.
Das Grabmonument auf dem Wiener Zentralfriedhof schuf Hanns Gasser 1859. In den 1860er Jahren schmückte Moritz von Schwind das Foyer der Wiener Staatsoper mit Fresken, darunter das Thema von Mozarts Zauberflöte.

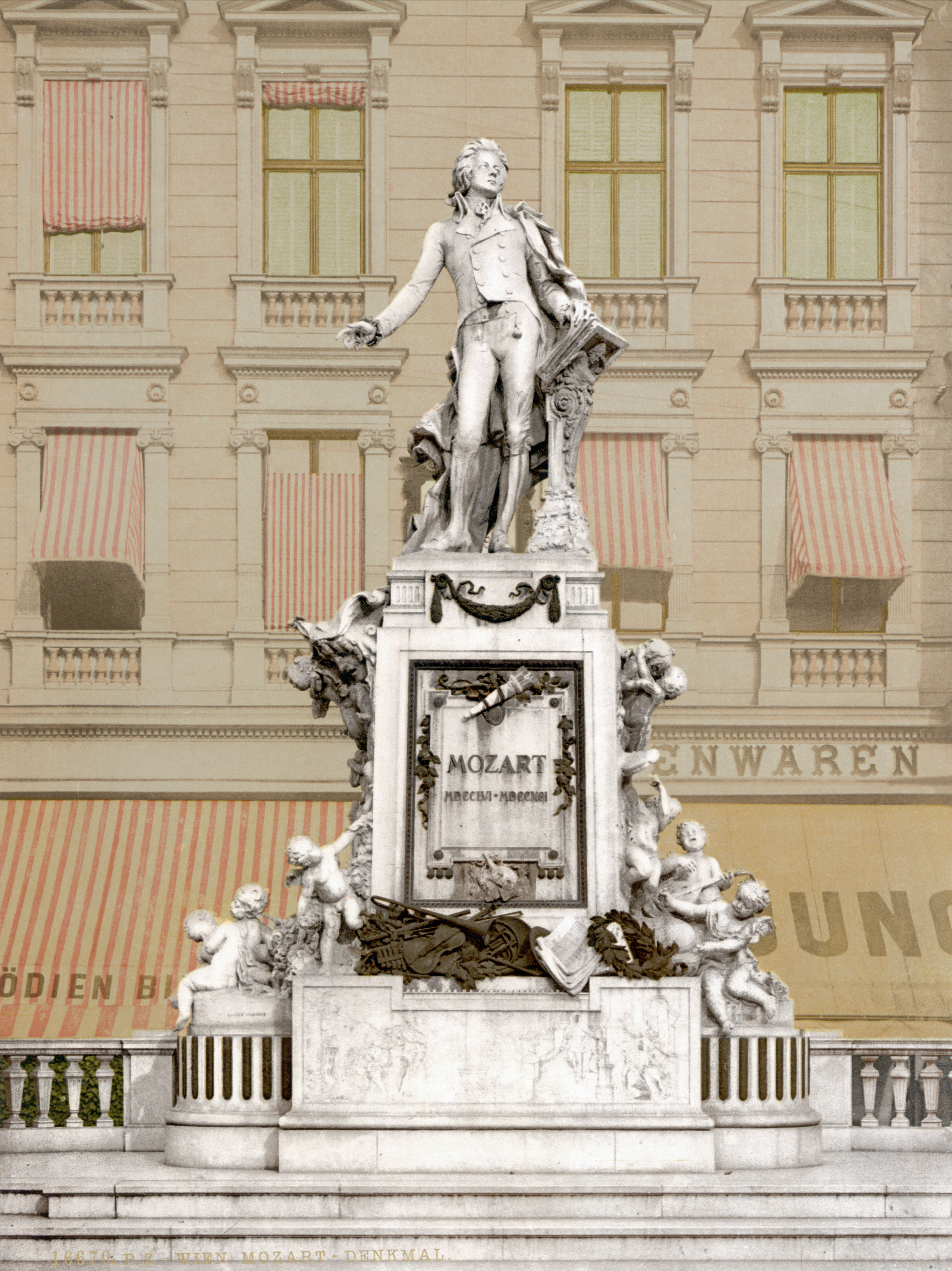
Mozart-Denkmal in Wien, um 1900

Das marmorne Mozart-Denkmal (1896) im Wiener Burggarten ist das letzte Werk von Victor Tilgner. Hier verbindet er das Neo-Rokoko mit Anflügen von Art nouveau und dem Gefühl für „Grande maniera“ in der Präsentation der Figur. Als Architekt war Karl König an der Gestaltung beteiligt. Ursprünglich stand das Denkmal auf dem Albertinaplatz. Nach dem Zweiten Weltkrieg wurde es 1953 in den Burggarten überstellt. Die Skulpturen bestehen aus Laaser Marmor (Vinschgau, Südtirol), die Stufen der Basis aus dunklem Diorit. Die Balustraden sind aus grobem Sterzinger Marmor aus Südtirol, zwei bei der Neuaufstellung dazugekommene Pfeiler wurden aus St. Margarethener Kalksandstein gefertigt. Im Jahr 1862 wurde in Wien-Wieden (4. Bezirk) die Mozartgasse nach dem Komponisten benannt, 1899 der Mozartplatz. 1905 wurde dort der Mozart-Brunnen enthüllt, ein Frühwerk des Architekten Otto Schönthal aus der „Wagnerschule“ Otto Wagners und des Bildhauers Carl Wollek mit Bronzefiguren von Tamino und Pamina.
Das Monument für Haydn, Mozart und Beethoven im Berliner Tiergarten von Rudolf Siemering musste von dessen Sohn vollendet werden. Von Siemerings Nachfolger des Rauchmuseums in Berlin, Emil Hundrieser wurden Entwürfe dafür kurz vor dessen Tod präsentiert. Der ungarische Bildhauer und Medailleur Fűlőp Beck Ő nutzte für seine Medaillen wie der mit Mozart von 1925 Vorbilder der Renaissance.
Louis-Ernest Barrias schuf mit seinem jungen Mozart, der in einer kindlich x-beinigen Haltung die Violine stimmt, eine dekorative Bronzefigur, die 1887 im Salon ausgestellt wurde. Einen jungen Mozart mit Violine unter dem Arm hatte zuvor bereits Friedrich Ernst Pauli ebenfalls in Bronze gestaltet, einen kindlichen Mozart am Klavier 1873 der Historienmaler Ebenezer Crawford.
Das Thema Mozarts auf dem Sterbebett wurde wiederholt behandelt. Das bekannteste Werk des Historienmalers William James Grant (1829–1866) trägt dafür den Titel The Requiem, auch die Darstellung von Mozarts letzten Augenblicken von Henry Jean Becquet gilt als dessen Meisterwerk. Thomas W. Shields malte 1882 Mozart Singing his Last Requiem. Im Musée de Bordeaux gibt es eine Skulptur des sterbenden Mozart von Rinaldo Carnielo (1853–1910). Simon Guérin schuf eine Apotheose Mozarts.
Der Impressionist Max Slevogt portraitierte den Sänger Francisco d’Andrade als Don Giovanni in Das Champagnerlied (1901/1902). Raoul Dufy drückte seine Begeisterung für die Musik unter anderem in seiner Hommage an Mozart (1951) aus. Der Maler, Performance-Künstler und Bildhauer Jannis Kounellis verwendete in seinen Werken, die die Fragmentierung der modernen Gesellschaft zum Thema haben, Musik von Mozart. Die am Ursulinenplatz vor der Markuskirche 2005 aufgestellte Mozart-Skulptur Mozart – Eine Hommage von Markus Lüpertz führte einige Zeit zu Kontroversen.

## Werke
Die Werke Mozarts werden meist nach ihrer Sortierung im Köchelverzeichnis (KV) gezählt, das der chronologischen Reihenfolge des Entstehens zu folgen versucht und im Jahr 2024 in einer von Neal Zaslaw neu bearbeiteten Ausgabe vorgelegt wurde.

### Opern
| Jahr | Titel                                                                        | KV     |
| ---- | ---------------------------------------------------------------------------- | ------ |
| 1767 | Die Schuldigkeit des ersten Gebots                                           | KV 35  |
| 1767 | Apollo et Hyacinthus                                                         | KV 38  |
| 1768 | Bastien und Bastienne                                                        | KV 50  |
| 1768 | La finta semplice                                                            | KV 51  |
| 1770 | Mitridate, re di Ponto                                                       | KV 87  |
| 1771 | Ascanio in Alba                                                              | KV 111 |
| 1771 | Il sogno di Scipione                                                         | KV 126 |
| 1772 | Lucio Silla                                                                  | KV 135 |
| 1775 | La finta giardiniera / Die Gärtnerin aus Liebe                               | KV 196 |
| 1775 | Il re pastore                                                                | KV 208 |
| 1780 | Zaide (Fragment)                                                             | KV 344 |
| 1781 | Idomeneo                                                                     | KV 366 |
| 1782 | Die Entführung aus dem Serail                                                | KV 384 |
| 1783 | L’oca del Cairo (Fragment)                                                   | KV 422 |
| 1783 | Lo sposo deluso ossia La rivalità di tre donne per un solo amante (Fragment) | KV 430 |
| 1786 | Der Schauspieldirektor                                                       | KV 486 |
| 1786 | Le nozze di Figaro                                                           | KV 492 |
| 1787 | Il dissoluto punito ossia il Don Giovanni                                    | KV 527 |
| 1790 | Così fan tutte ossia La scuola degli amanti                                  | KV 588 |
| 1791 | Die Zauberflöte                                                              | KV 620 |
| 1791 | La clemenza di Tito                                                          | KV 621 |

Insgesamt 21 Opern.

### Kirchenmusik
17 Messen, darunter
- 1768/1769: Messe in c-Moll KV 139 „Waisenhausmesse“ (KV 139)
- 1776: Spatzenmesse (KV 220)
- 1776: Missa in C-Dur, Credomesse oder Spaur-Messe (KV 257)
- 1776: Missa brevis in C-Dur, Orgelsolomesse (KV 259)
- 1779: Krönungsmesse (KV 317)
- 1782: Große Messe in c-Moll (KV 427/414a)

Siehe dazu den Artikel: Liste der Kirchenmusikwerke Mozarts

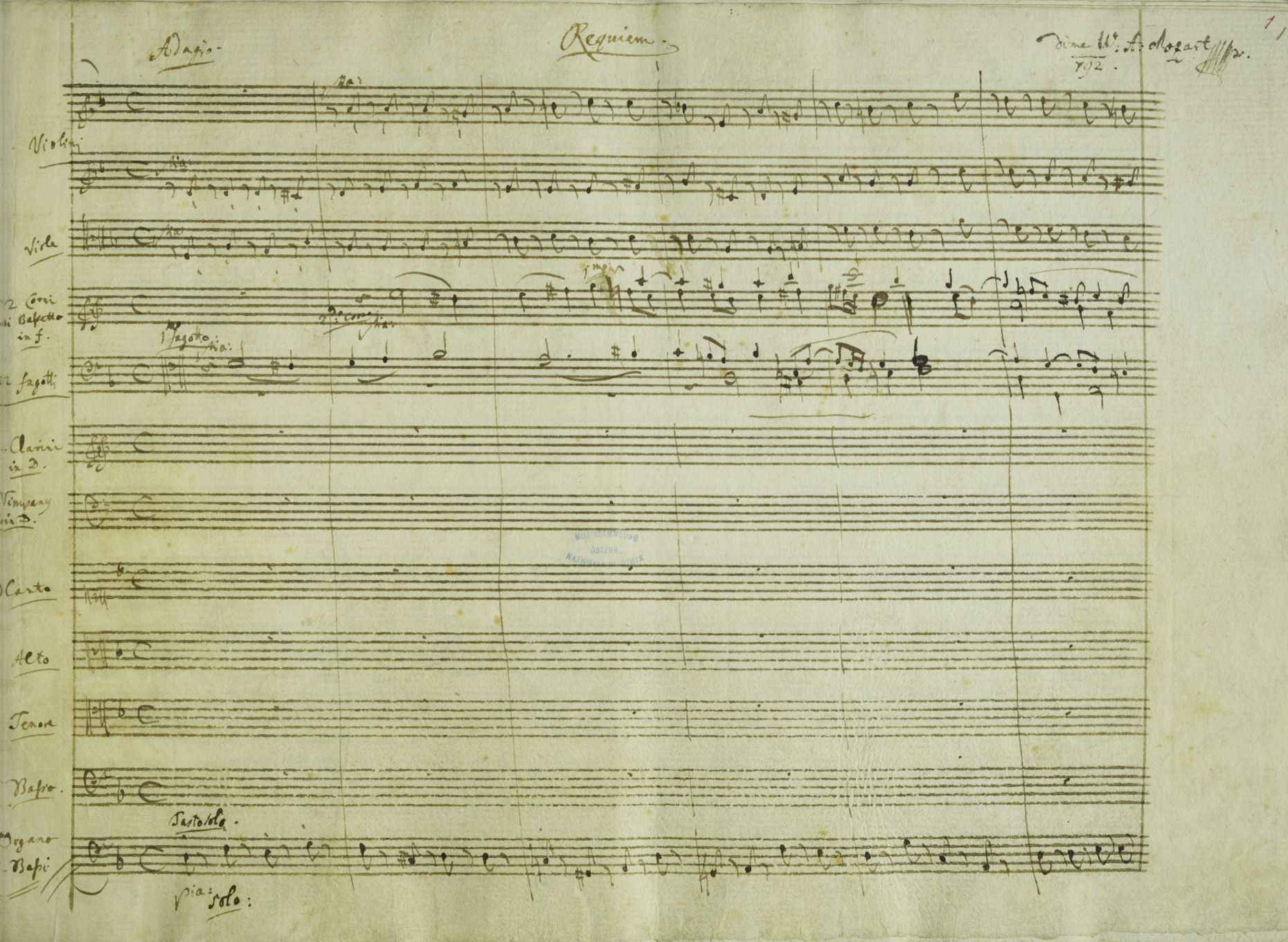
Ausschnitt aus der autographen Partitur des Requiems (KV 626)

- 1766/1767: Oratorium Die Schuldigkeit des ersten Gebots (KV 35)
- 1771: Oratorium La Betulia liberata (KV 118)
- 1791: Ave verum corpus (KV 618)
- 1791: Requiem d-Moll (KV 626)
- Motetten für Sopran und Orchester, darunter
  - 1773: Exsultate, jubilate (KV 165)
- Kantaten
- 2 Vespern
- 4 Litaneien
- 17 Kirchensonaten

### Orchesterwerke

#### Sinfonien
Siehe Liste der Sinfonien Mozarts

#### Klavierkonzerte
Siehe Liste der Klavierkonzerte Mozarts

#### Werke für Streichinstrumente und Orchester
Siehe auch Violinkonzerte (Mozart)
- 1773: Violinkonzert Nr. 1 B-Dur (KV 207)
- 1774: Concertone für 2 Violinen C-Dur (KV 190/186E)
- 1775: Violinkonzert Nr. 2 D-Dur (KV 211)
- 1775: Violinkonzert Nr. 3 G-Dur (KV 216)
- 1775: Violinkonzert Nr. 4 D-Dur (KV 218)
- 1775: Violinkonzert Nr. 5 A-Dur (KV 219)
- 1776: Adagio E-Dur (KV 261)
- 1776: Rondo concertante für Violine und Orchester B-Dur (KV 269/261a)
- 1778: Concerto für Violine und Klavier D-Dur (KV315f)
- 1779: Sinfonia concertante für Violine und Viola Es-Dur (KV 364/320d)
- 1779: Sinfonia concertante für Violine, Viola und Cello A-Dur (KV 320e)
- 1781: Rondo C-Dur (KV 373)

Insgesamt 12 Werke.

#### Werke für Blasinstrumente und Orchester
- 1774: Fagottkonzert B-Dur (KV 191/186e)
- 1777: Oboenkonzert C-Dur KV 314
- 1778: Sinfonia concertante für Flöte, Oboe, Horn und Fagott Es-Dur (KV 297B), ob die Fassung für Oboe, Klarinette, Horn und Fagott (KV2: Anh. I,9, KV3: KV 297b, KV6: Anh. C 14.01) eine Überlieferung davon ist, ist umstritten und wird zunehmend ausgeschlossen
- 1791: Klarinettenkonzert A-Dur (KV 622)

Flötenkonzerte und -sätze
- 1777: Flötenkonzert G-Dur (KV 313/KV 285c)
- 1778: Flötenkonzert D-Dur (KV 314/KV 285d)
- 1778: Andante für Flöte und Orchester, C-Dur (KV 315/KV 285e)
- 1778: Konzert für Flöte, Harfe und Orchester C-Dur (KV 299/KV 297c)

Hornkonzerte und -sätze
- 1781: Rondo für Horn und Orchester Es-Dur (KV 371)
- 1791: Hornkonzert D-Dur (KV 412/514/386b)
- 1783: Hornkonzert Es-Dur (KV 417)
- 1786: Hornkonzert Es-Dur (KV 495)
- 1787: Hornkonzert Es-Dur (KV 447)

Insgesamt 13 Werke.

#### Weitere Orchesterwerke
Serenaden
- 1766–69: Serenade in C-Dur, „Ganz kleine Nachtmusik“ (KV 648)
- 1773: Serenade Nr. 3 D-Dur, „Antretter“ (auch: „Andretter“) (KV 185/167a) (Final-Musik)
- 1774: Serenade D-Dur (KV 189b)
- 1774: Serenade Nr. 4 D-Dur, „Colloredo“ (KV 203/189ba)
- 1775: Serenade Nr. 5 D-Dur (KV 204/213a)
- 1776: Serenade Nr. 6 D-Dur, „Serenata notturna“ (KV 239)
- 1776: Serenade Nr. 7 D-Dur, „Haffner“ (KV 250/248b)
- 1776: Serenade Nr. 8 D-Dur, „Notturno für vier Orchester“ (KV 286/269a)
- 1779: Serenade Nr. 9 D-Dur, „Posthorn“ (KV 320)
- 1782: Serenade Nr. 10 B-Dur, „Gran Partita“ (KV 361)
- 1781: Serenade Nr. 11 Es-Dur (KV 375)
- 1782: Serenade Nr. 12 c-moll „Nacht-Musique“ (KV 388/384a)
- 1787: Serenade Nr. 13 G-Dur, „Eine kleine Nachtmusik“ (KV 525)

Notturni
- 1778: Notturno für vier Orchester D-Dur (KV 286)

Divertimenti
- 1772: Divertimento D-Dur (KV 131)
- 1772: Divertimento D-Dur (KV 136/125 a): „Salzburger Sinfonie Nr. 1“
- 1772: Divertimento B-Dur (KV 137/125 b): „Salzburger Sinfonie Nr. 2“
- 1772: Divertimento F-Dur (KV 138/125 c): „Salzburger Sinfonie Nr. 3“
- 1783–85: Divertimenti Nr. 1 bis 5 B-Dur (KV 229/439b)

Märsche
- 1769: Marsch D-Dur (KV 62)
- 1773: Marsch D-Dur (KV 167b)
- 1774: Marsch D-Dur (KV 189c)
- 1775: Marsch D-Dur (KV 213b)
- 1776: Marsch D-Dur (KV 249)
- 1779: Marsch D-Dur (KV 320a Nr. 1)
- 1779: Marsch D-Dur (KV 320a Nr. 2)

Kassationen
- 1769: Kassation B-Dur (KV 62a)
- 1769: Kassation G-Dur (KV 63) (Final-Musik)

Insgesamt 23 Werke.

### Kammermusik
- Kammermusikalische Werke ohne Klavier
  - Streichduos und -trios
  - Streichquartette
  - Streichquintette
  - Bläserquartette
  - Quintette mit Bläsern
  - 1787: Sextett Ein musikalischer Spaß (KV 522)
- Kammermusik mit Klavier
  - 35 Sonaten für Violine und Klavier
  - 6 Klaviertrios
  - 2 Klavierquartette
  - 1784: Klavierquintett Es-Dur (KV 452)

### Klaviermusik
Siehe Liste der Klaviermusikwerke Mozarts
- 18 Klaviersonaten
- Variationen über verschiedene Themen
- Zahlreiche Einzelstücke: Fantasien, Rondos etc.

### Orgelwerke
Obwohl Mozart in einem Brief an seinen Vater vom 17. Oktober 1777 schrieb, dass die Orgel seine Passion sei und bekannte „Die Orgel ist doch in meinen Augen und Ohren der König aller Instrumente“, hat er nur wenige Orgelwerke komponiert.
- Zwei kleine Fugen in G-Dur und D-Dur, KV 154a, wahrscheinlich 1772/1773 komponiert
- Fuge g-moll, KV 401, wahrscheinlich 1773 komponiert, endet als Fragment nach 95 Takten
- Stück für ein Orgelwerk in einer Uhr (Adagio und Allegro in f-moll für ein Orgelwerk), KV 594, 1790 komponiert
- Allegro und Andante (Fantasie in f-moll) für eine Orgelwalze, KV 608, 1791 komponiert
- Andante in F-Dur für Orgelwalze, KV 616, 1791 komponiert

### Lieder
- An die Freude, Johann Peter Uz, KV 53 (KV 43b)
- Die großmütige Gelassenheit, * Johann Christian Günther, KV 149 (KV 125d), * komp. von Leopold Mozart
- Geheime Liebe,* Johann Christian Günther, KV 150 (KV 125e), * komp. von Leopold Mozart
- Die Zufriedenheit im niedrigen Stande, * Friedrich Rudolph Ludwig von Canitz, KV 151 (KV 125f), * komp. von Leopold Mozart
- Wie unglücklich bin ich nit, KV 147 (KV 125g)
- Lobgesang auf die feierliche Johannisloge, Ludwig Friedrich Lenz, KV 148 (KV 125h)
- Ah! spiegarti, oh Dio, KV 178 (125i/417e)
- Ridente la calma, KV 152 (KV 210a)
- Oiseaux, si tous les ans, Antoine Ferrand, KV 307 (KV 284d)
- Dans un bois solitaire, Antoine Houdar de la Motte, KV 308 (KV 295b)
- Zwei deutsche Kirchenlieder, a) O Gotteslamm, b) Als aus Ägypten, KV 343 (336c)
- An die Bescheidenheit, Johann Andreas Schachtner, KV 336b
- Verdankt sei es dem Glanz der Großen, Johann Timotheus Hermes, KV 392 (KV 340a)
- Sei du mein Trost, Johann Timotheus Hermes, KV 391 (KV 340b)
- Ich würd’ auf meinem Pfad, Johann Timotheus Hermes, KV 390 (KV 340c)
- Die Zufriedenheit, Johann Martin Miller, KV 349 (KV 367a)
- Komm, liebe Zither, komm, KV 351 (KV 367b)
- Gibraltar, Johann Nepomuk Cosmas Michael Denis, KV 386d
- Warnung, KV 416c
- Lied zur Gesellenreise, Joseph Franz von Ratschky, KV 468
- Der Zauberer, Christian Felix Weiße, KV 472
- Die Zufriedenheit, Christian Felix Weiße, KV 473
- Die betrogene Welt, Christian Felix Weiße, KV 474
- Das Veilchen, Johann Wolfgang von Goethe, KV 476
- Zur Eröffnung der Logenversammlung, Augustin Veith Edler von Schittlersberg, KV 483
- Zum Schluß der Logenversammlung, Augustin Veith Edler von Schittlersberg, KV 484
- Lied der Freiheit, Aloys Blumauer, KV 506
- Die Alte, Friedrich von Hagedorn, KV 517
- Die Verschweigung, Christian Felix Weiße, KV 518
- Das Lied der Trennung, Klamer Eberhard Karl Schmidt, KV 519
- Als Luise die Briefe ihres ungetreuen Liebhabers verbrannte, Gabriele von Baumberg, KV 520
- Abendempfindung an Laura, KV 523
- An Chloe, Johann Georg Jacobi, KV 524
- Des kleinen Friedrichs Geburtstag, Johann Eberhard Friedrich Schall, Schlußstrophe Joachim Heinrich Campe, KV 529
- Das Traumbild, Ludwig Hölty, KV 530
- Die kleine Spinnerin, KV 531
- Meine Wünsche, Johann Wilhelm Ludwig Gleim, KV 539
- Lied beim Auszug in das Feld, KV 552
- Sehnsucht nach dem Frühlinge, Christian Adolph Overbeck, KV 596
- Der Frühling, Christian Christoph Sturm, KV 597
- Das Kinderspiel, Christian Adolph Overbeck, KV 598
- Kantate: Die ihr des unermeßlichen Weltalls, Franz Heinrich Ziegenhagen, KV 619

Insgesamt 42 Werke.

### Kanons
Mozart hat textierte und untextierte Kanons geschrieben. Unter den textierten finden sich Werke mit kirchlichem Inhalt:
- Kyrie (1770; KV 89)
- Alleluia (1788; KV 553) – das Anfangsmotiv entstammt der Alleluja-Intonation der Karsamstagsliturgie
- Ave Maria (1788; KV 554)

Es gibt aber auch Kanons mit zum Teil recht derbem Inhalt, der an Mozarts Bäsle-Briefe erinnert, die er an seine Cousine Maria Anna Thekla Mozart schrieb. In vielen Liederbüchern ist der originale Text durch einen neuen, „entschärften“ ersetzt.
So zum Beispiel:
- Leck mich im Arsch (1782; KV 382c)
- Leck mir den Arsch fein recht schön sauber (KV 382d; Mozart zugeschrieben, Komposition von Wenzel Trnka)
- Bona nox! bist a rechta Ox (1788; KV 561)
- Oh, du eselhafter Martin/Oh, du eselhafter Peierl (1788; KV 560b/560a) – die beiden Textfassungen dieses Kanons beziehen sich auf Mozarts Trink- und Kegelfreunde Philip („Liperl“) Jacob Martin und Johann Nepomuk Peierl, mit denen er gern derbe Späße trieb.

Der vierstimmige Kanon KV Anh. 191 (1788; 562c) ist für zwei Violinen, Viola und Bass gesetzt.

## Rezeption (Auflistungen)

#### Bühnenwerke
- Alexander Sergejewitsch Puschkin: Mozart und Salieri. Schauspiel, 1832. Ausgabe Russisch-Deutsch: Übertragung und Nachwort von Kay Borowsky. Zeittafel von Gudrun Ziegler. Reclam Universal-Bibliothek Nr. 8094, ISBN 3-15-008094-0.
- Albert Lortzing: Szenen aus Mozarts Leben. Singspiel in einem Akt, Münster 1832.
- Nikolai Rimski-Korsakow: Mozart und Salieri. Oper (nach dem Puschkin-Text), 1897.
- Peter Shaffer: Amadeus. Schauspiel, 1979, Ausgabe engl.: Amadeus, a Play. Hrsg. v. Rainer Lengeler (Fremdsprachentexte), Reclam Universal-Bibliothek Nr. 9219, ISBN 3-15-009219-1 (Mozart aus der Sicht des senilen Salieri).
- Michael Kunze, Sylvester Levay: Mozart! Musical (Welt-Uraufführung am 2. Oktober 1999 im Theater an der Wien). Libretto von Michael Kunze. Edition Butterfly. Weitere Aufführungen in Hamburg, Budapest, Tokio, Osaka, Karlstadt. CD Mozart! (Wien Nr. 731454310727, Budapest Nr. 5999517155257)
- Moritz Eggert: Vom zarten Pol. Eine Collage aus der Musik Mozarts für Orchester und Sänger, bei der sämtliche Personen aus allen existierenden Mozartopern auftauchen. Uraufgeführt beim Eröffnungskonzert der Salzburger Festspiele 2006.
- Ad de Bont, Kurt Schwertsik: Mozart in Moskau. Oper, 2014.

#### Belletristik
Die Figur Wolfgang Amadeus Mozarts wurde in vielen Romanen und Erzählungen verarbeitet, unter anderem in
- Hermann Hesse: Der Steppenwolf. Frankfurt am Main 1974, ISBN 3-518-36675-0 (Mozart als Repräsentant der „Unsterblichen“ klärt den Protagonisten in einem erkenntnistheoretischen Vortrag über die ewige Differenz von Ideal und Wirklichkeit auf.)
- Rotraut Hinderks-Kutscher: Donnerblitzbub Wolfgang Amadeus. Stuttgart 1943, ISBN 3-423-07028-5 (Kinder- und Jugendbuch.)
- Rotraut Hinderks-Kutscher: Unsterblicher Wolfgang Amadeus Mozart. Stuttgart 1959 (Franckhs Musiker-Biographien für junge Menschen)
- E. T. A. Hoffmann: Don Juan. In: Fantasiestücke in Callot’s Manier. 1814 (Ein reisender Enthusiast (E. T. A. Hoffmann?) wird während einer Don-Juan-Aufführung von Donna Anna in der Loge aufgesucht und für W. A. Mozart gehalten.)
- Jörg G. Kastner: Mozartzauber. München 2001, ISBN 3-471-79456-5 (Spielt vor allem während der letzten Monate Mozarts bis kurz nach dessen Tod)
- Eduard Mörike: Mozart auf der Reise nach Prag. (Novelle, Erstveröffentlichung Juli und August 1855 im Morgenblatt für gebildete Stände Nr. 30–33, selbständig als Buch 1856).[542] „Die berühmteste Künstlernovelle des 19. Jahrhunderts“;[543] aktuelle Ausgabe: Frankfurt am Main 2005, ISBN 3-458-34827-1 (Auf der Reise zur Uraufführung des Don Giovanni in Prag gerät Mozart in das Schloss des Grafen von Schinzberg. Vor allem dessen Nichte Eugenie erahnt Mozarts Genialität, aber auch die Unausweichlichkeit seines nahen Todes und dass er sich „schnell und unaufhaltsam in seiner eigenen Glut“ verzehren wird.)
- Wolf Wondratschek: Mozarts Friseur. DTV, München 2004, ISBN 3-423-13186-1 (Keiner verlässt Mozarts Friseur unverändert.)

### Filme
- 1939: Eine kleine Nachtmusik – Regie: Leopold Hainisch (Eintrag auf IMDB)
- 1942: Wen die Götter lieben – Regie: Karl Hartl (Eintrag auf IMDB)
- 1955: Mozart – Reich mir die Hand, mein Leben – Regie: Karl Hartl. Mit Oskar Werner und Johanna Matz. (Eintrag auf IMDB)
- 1982: Mozart – mehrteiliger biographischer Fernsehfilm (F, I, B, Can, CH). Regie: Marcel Bluwal. Mit Christoph Bantzer. (Eintrag auf IMDB)
- 1984: Amadeus – Regie: Miloš Forman. Mit Tom Hulce und F. Murray Abraham. (Eintrag auf IMDB)
- 1984: Wir drei – Regie: Pupi Avati
- 1985: Vergeßt Mozart – Regie: Miroslav Luther. Mit Max Tidof, Katja Flint, Armin Mueller-Stahl, Uwe Ochsenknecht, Kurt Weinzierl. (Eintrag auf film.at)
- 2005: Der Wadenmesser – Regie: Kurt Palm (Eintrag auf IMDB)
- 2006: Mozart in Mannheim – Fernsehdokumentarfilm von Harold Woetzel (ard.de)
- 2006: Mozartkugeln – Regie: Larry Weinstein (Eintrag auf IMDB, Homepage)
- 2006: Mozart – Ich hätte München Ehre gemacht bei IMDb

### Werkverzeichnisse
- Ludwig Ritter von Köchel: Köchel-Verzeichnis (KV). Thematisches Verzeichnis der musikalischen Werke von Wolfgang Amadé Mozart. Neuausgabe 2024 bearbeitet von Neal Zaslaw. Im Auftrag der Internationalen Stiftung Mozarteum vorgelegt von Ulrich Leisinger. [9. Auflage]. Breitkopf & Härtel, Wiesbaden 2024, ISBN 978-3-7651-0300-1.

### Biographische Quellen
- Ludwig Nohl (Hrsg.): Mozart nach den Schilderungen seiner Zeitgenossen. Leipzig 1880.
- Albert Leitzmann (Hrsg.): Mozarts Persönlichkeit. Urteile der Zeitgenossen. Leipzig 1914.
- Arthur Schurig (Hrsg.): Leopold Mozart. Reiseaufzeichnungen 1763–1771. Dresden 1920.
- Arthur Schurig (Hrsg.): Konstanze Mozart. Briefe, Aufzeichnungen, Dokumente. Dresden 1922.
- Roland Tenschert: Mozart schreibt Briefe, Wilhelm Frick Verlag, Wien 1941.
- Otto Erich Deutsch (Hrsg.): Mozart. Die Dokumente seines Lebens. 2. Aufl. Kassel 1961.
- Wilhelm A. Bauer, Otto Erich Deutsch (Hrsg.): Mozart. Briefe und Aufzeichnungen. Gesamtausgabe in 7 Bänden, hrsg. von der Internationalen Stiftung Mozarteum Salzburg, Kassel u. a. 1962 ff., ISBN 3-7618-1749-5.
Erweiterte Ausgabe mit einer Einführung und Ergänzungen herausgegeben von Ulrich Konrad. 8 Bände. Bärenreiter, Kassel u. a. und dtv, München 2005, ISBN 3-423-59076-9.
Mozart Briefe und Dokumente – Online-Edition, herausgegeben von der Internationalen Stiftung Mozarteum, Salzburg. [Zeilenzählung geringfügig abweichend von der Buchausgabe. Quellenangaben bei Zitaten i. d. R. nach der Online-Ausgabe.]
- György Schuler: Wenn Mozart ein Tagebuch geführt hätte…. Corvina Verlag, Budapest 1966.
- Juliane Vogel (Hrsg.): Die Bäsle-Briefe. Stuttgart 1993, ISBN 3-15-008925-5.
- Stefan Kunze (Hrsg.): Briefe. Reclam, Stuttgart 2005, ISBN 3-15-010574-9.
- Silke Leopold (Hrsg.): Guten Morgen, liebes Weibchen! Mozarts Briefe an Constanze. Bärenreiter, Kassel u. a. 2005, ISBN 3-7618-1814-9.
- Paul Ridder: Mythos Mozart. Ein bisher unbekanntes Porträt in seiner Galerie. In: Die Tonkunst. Jg. 5 (2011), S. 63–65.
- Klaus Martin Kopitz: „Du kanntest Mozart?“ Unbekannte und vergessene Erinnerungen von Beethoven, Haydn, Hummel und anderen Zeitgenossen Mozarts. In: Mozart Studien. Band 20 (2011), ISSN 0942-5217, ISBN 978-3-86296-025-5, S. 269–309.

### Biografien und Gesamtinterpretationen
- Monika Reger: Mozart, Familie. In: Oesterreichisches Musiklexikon. Online-Ausgabe, Wien 2002 ff., ISBN 3-7001-3077-5; Druckausgabe: Band 3, Verlag der Österreichischen Akademie der Wissenschaften, Wien 2004, ISBN 3-7001-3045-7.
- Franz Xaver Niemetschek: Leben des K.K. Kapellmeisters Wolfgang Gottlieb Mozart. Abgerufen am 19. August 2009 (Erstdruck: Prag 1798).; 2. Auflage. von 1808 – Neuausgabe: Franz Xaver Niemetschek, Ich kannte Mozart. Hrsg. u. komm. v. Jost Perfahl, Langen/Müller 2005, ISBN 3-7844-3017-1 (online beim Project Gutenberg)[544]
- Georg Nikolaus von Nissen: Biographie W. A. Mozarts. Nach Originalbriefen, Sammlungen alles über ihn Geschriebenen; mit vielen neuen Beylagen, Steindrücken, Musikblättern und einem Facsimile. Leipzig 1828, ISBN 3-487-04548-6. Reprint herausgegeben und mit Anmerkungen versehen von Rudolph Angermüller. Olms, Hildesheim/Zürich u. a. 2010, ISBN 978-3-487-08493-0. (Reprint der Ausgabe 1828)
- Otto Jahn: W. A. Mozart. 4 Bände. Leipzig 1856 ff. Reprint Directmedia Publishing, Berlin 2007, und Kleine digitale Bibliothek, Band 40, CD-ROM, ISBN 978-3-89853-340-9.
- Ludwig Meinardus: Mozart, Wolfgang Amadeus. In: Allgemeine Deutsche Biographie (ADB). Band 22, Duncker & Humblot, Leipzig 1885, S. 422–436.
- Arthur Schurig: Wolfgang Amadeus Mozart, sein Leben und sein Werk auf Grund der vornehmlich durch Nikolaus von Nissen ges. biogr. Quellen u. d. Ergebnisse d. neuesten Forschung. 2 Bände. Leipzig 1913.
- Rudolph Angermüller: Wolfgang Amadeus Mozart, Leben und Werk: Biographien, Briefe und Zeitdokumente auf 36.000 Seiten; mit aktuellem Köchelverzeichnis. DVD-ROM, Directmedia Publishing, Berlin 2007, ISBN 978-3-86640-708-4.
- Eva Gesine Baur: Mozart. Genius und Eros. Verlag C. H. Beck, München 2014, ISBN 978-3-406-66132-7.
- Axel Brüggemann: Wer war Mozart? Jacoby & Stuart, Berlin 2009, ISBN 978-3-941087-52-1.
- Alfred Einstein: Mozart, his character, his work. (1945). Deutsche Fassung (Originalausgabe): Mozart – Sein Charakter, sein Werk (1947). Neuauflage Fischer TB, 2005, ISBN 3-596-17058-3[545]
- Norbert Elias: Mozart. Zur Soziologie eines Genies. Aus dem Nachlass herausgegeben von Michael Schröter. Suhrkamp TB, Frankfurt am Main 1993, ISBN 3-518-38698-0.[546]
- Sabine Henze-Döhring: Mozart, Wolfgang Amadeus. In: Neue Deutsche Biographie (NDB). Band 18, Duncker & Humblot, Berlin 1997, ISBN 3-428-00199-0, S. 240–246 (Digitalisat).
- Peter Gay: Wolfgang Amadeus Mozart. Claassen Verlag, 2001, ISBN 3-546-00227-X.
- Martin Geck: Mozart. Eine Biographie. Rowohlt, Hamburg 2005, ISBN 3-498-02492-2.
- Gernot Gruber, Matthias Schmidt, Dieter Borchmeyer et al. (Hrsg.): Das Mozart-Handbuch. 7 Bände, Laaber-Verlag, Laaber, 2006–2012.
- Brigitte Hamann: Mozart. Sein Leben und seine Zeit. Ueberreuter, Wien 2006, ISBN 3-8000-7132-0.
- Wolfgang Hildesheimer: Mozart. Neuauflage Insel TB, Frankfurt am Main 2005, ISBN 3-458-34826-3.[547]
- Thomas Hochradner, Günther Massenkeil: Mozarts Kirchenmusik, Lieder und Chormusik. Das Handbuch. Laaber-Verlag, Laaber, 2006, ISBN 3-89007-464-2.
- Heinrich Eduard Jacob: Mozart. Geist, Musik und Schicksal. Scheffler Verlag, Frankfurt am Main 1956. Letzte Neuauflagen: Heyne Verlag, München 1998, ISBN 3-453-13884-8. Ebenfalls Heyne Verlag, München 2005, unter dem Titel Mozart. Der Genius der Musik. ISBN 3-453-60028-2.[548]
- Ulrich Konrad: Wolfgang Amadé Mozart. Leben – Musik – Werkbestand. Bärenreiter, Kassel 2005, ISBN 3-7618-1821-1.
- Malte Korff: Wolfgang Amadeus Mozart. Suhrkamp, Frankfurt am Main 2005, ISBN 3-518-18210-2.
- Konrad Küster: Mozart. Eine musikalische Biographie. Deutsche Verlags-Anstalt, Stuttgart 1990, ISBN 3-421-06572-1.
- Silke Leopold (Hrsg.): Mozart-Handbuch. Metzler/Bärenreiter, Stuttgart/Kassel 2005, ISBN 3-476-02077-0.
- Piero Melograni: Wolfgang Amadeus Mozart. Eine Biographie. Siedler, München 2005, ISBN 3-88680-833-5.
- Clemens Prokop: Mozart, der Spieler. Geschichte eines schnellen Lebens. Bärenreiter, Kassel 2005, ISBN 3-7618-1816-5.[549]
- Maynard Solomon: Mozart. Ein Leben. Metzler, Stuttgart 2005, ISBN 3-476-02084-3.
- Melanie Unseld: Mozarts Frauen, Begegnungen in Musik und Liebe. Originalausgabe. Rowohlt Taschenbuchverlag, Reinbek bei Hamburg, 2005. (Rororo 62105). ISBN 3-499-62105-3.
- Franz Daxecker: Die Innviertler Wundarztfamilie Mozart – eine genealogische Spurensuche. In: Oberösterreichische Heimatblätter. Nr. 65, Linz 2011, S. 53–62, land-oberoesterreich.gv.at [PDF]
- Manfred Hermann Schmid (Hrsg.): Mozart Studien. Schneider, Tutzing 1992–2013 (Band 1–22), Hollitzer, Wien 2015 ff. (Band 23 ff.), ISSN 0942-5217.
- Claude Tappolet: Wolfgang Amadeus Mozart. In: Historisches Lexikon der Schweiz.  9. Oktober 2007.

### Monografien
- Volkmar Braunbehrens: Mozart in Wien. Piper, München/Zürich 2006, ISBN 3-492-24605-2.
- Peter Clive: Mozart and His Circle: A Biographical Dictionary. Dent, London 1993, ISBN 0-460-86078-X.
- Fritz Hennenberg: Wolfgang Amadeus Mozart. Rowohlt, Hamburg 2005, ISBN 3-499-50683-1.
- Hans-Josef Irmen: Mozart als Mitglied geheimer Gesellschaften. Prisca, Zülpich 1991, ISBN 3-927675-11-3.
- Ulrich Konrad: Wolfgang Amadé Mozart. Leben, Musik, Werkbestand. Bärenreiter, Kassel 2005, ISBN 3-7618-1821-1.
- Werner Ogris: Mozart im Familien- und Erbrecht seiner Zeit. Verlöbnis, Heirat, Verlassenschaft. Böhlau, Wien 1999, ISBN 3-205-99161-3.
- Harald Strebel: Der Freimaurer Wolfgang Amadé Mozart. Rothenhäusler, Stäfa 1991, ISBN 3-907960-45-9.
- Guy Wagner: Bruder Mozart – Freimaurerei im Wien des 18. Jahrhunderts. Amalthea, Wien 2006, ISBN 3-85002-502-0.
- Manfred Wagner: Wolfgang Amadeus Mozart. Werk und Leben. Steinbauer, Wien 2005, ISBN 3-902494-09-3.
- Christoph Wolff: Vor der Pforte meines Glücks. Mozart im Dienst des Kaisers (1788–1791). übersetzt von Matthias Müller. Bärenreiter, Kassel 2013, ISBN 978-3-7618-2277-7.
- Martin Kluger: W. A. Mozart und Augsburg. Vorfahren, Vaterstadt und erste Liebe. context Medien und Verlag, Augsburg 2007, ISBN 978-3-939645-05-4.
- Laurenz Lütteken: Mozart: Leben und Musik im Zeitalter der Aufklärung. C.H. Beck, München [2017], ISBN 978-3-406-71171-8.
- Laurenz Lütteken: Die Zauberflöte: Mozart und der Abschied von der Aufklärung. C. H. Beck, München 2024, ISBN 978-3-406-81502-7. Auch als Online-Ausgabe erschienen.

### Hörbücher
- CD WISSEN Junior – Michael Schanze erzählt… Die Kinder- und Jugendjahre von Mozart. audio media verlag, München 2009, ISBN 978-3-86804-044-9.
- Axel Brüggemann: Wer war Mozart? Auditorium maximum, Darmstadt 2011, ISBN 978-3-654-60223-3.
- Peter Matić, Paul Matić: Dero gehorsamer Sohn – Mozart Briefe. Briefe von Leopold und Wolfgang Amadeus Mozart. Hörbuch Download. Preiser Records, Wien 2010.
- Michael Heltau, Gabriele Schuchter, Rafael Schuchter, Sibylle Dahms: Mozart auf der Reise nach Paris: Briefe zwischen Liebe und Tod. Audio-CD. Hörbuch Verlagsgesellschaft Dr. Dahms, 2006, ISBN 978-3-9810307-6-1.